# Loggia de Raphaël
La Loggia de Raphaël est une salle au deuxième étage du palais du Vatican à Rome, à la limite des Chambres de Raphaël, qui fait partie du complexe des Loges de Raphaël. Elle est célèbre pour un cycle de fresques de l'école de Raphaël reproduisant des décors aux histoires bibliques et des grotesques, datables entre fin 1517 ou 1518 et 1519.
Une deuxième loggia, déjà décorée de fresques par Raphaël et ses assistants, est la soi-disant Prima Loggia, au rez-de-chaussée (entièrement repeinte par Alessandro Mantovani dans la seconde moitié du XIXe siècle) ; une troisième est la Loggetta du cardinal Bibbiena, au troisième étage. Les trois loggias, donnant sur la cour San Damaso, forment le complexe des Loges de Raphaël ou Loges vaticanes.

## Histoire

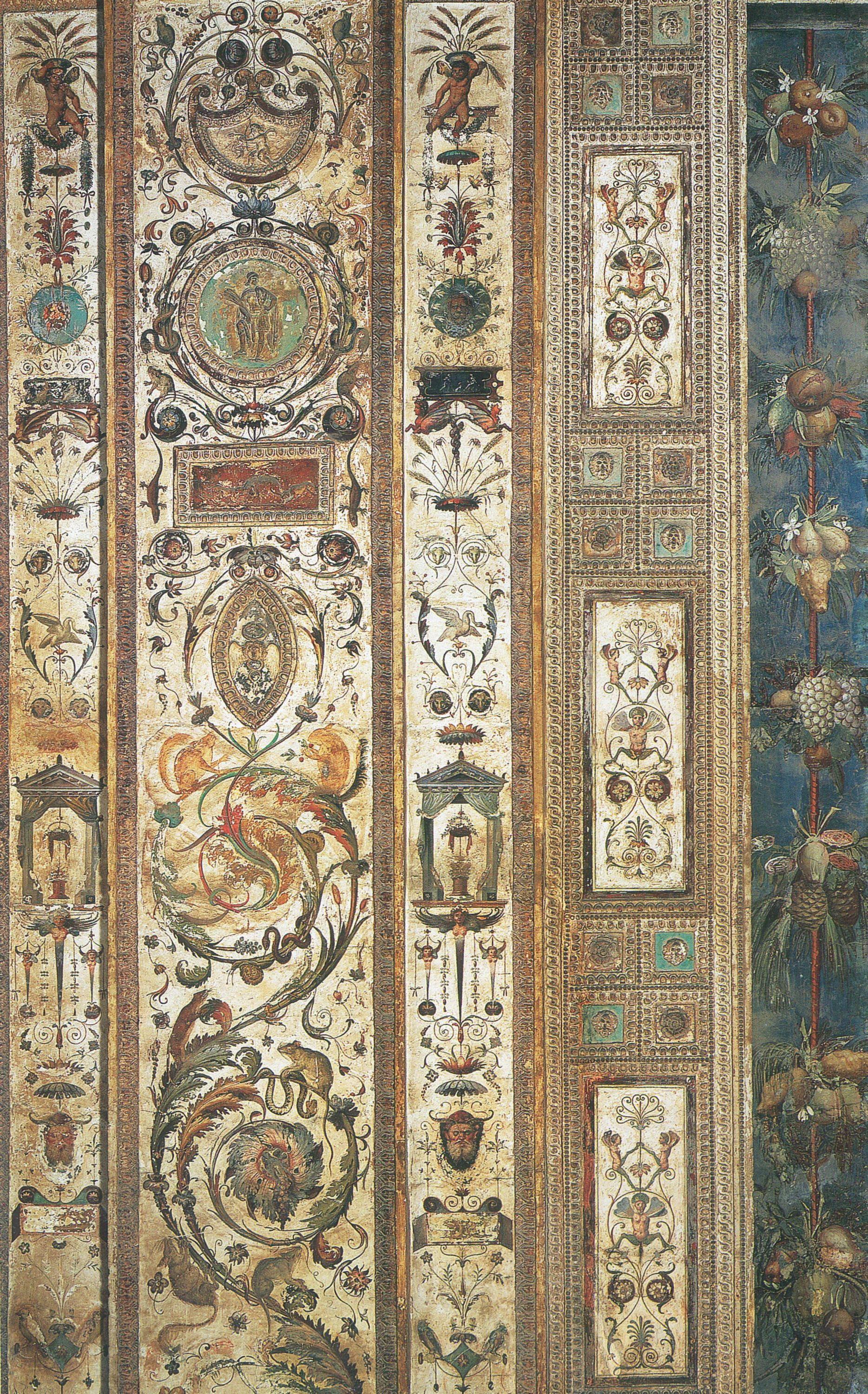
Grotesques.

La façade du palais de Nicolas III sur le cortile di San Damaso a été aménagée par Bramante sous Jules II et poursuivie, du point de vue de la surintendance des travaux architecturaux, par Raphaël lui-même à l'époque de Léon X. Le pape Médicis, confirmant alors la faveur envers Raphaël et ses élèves, leur confie également le décor de stucs et de fresques qui doit s'inspirer de la Domus aurea, dont un extraordinaire essai de reconstitution archéologique avait déjà été présenté dans la Stufetta du cardinal Bibbiena (1516), au troisième étage de l'édifice.
Raphaël se limite à concevoir la décoration en général, à superviser les travaux et à parfois fournir les dessins des « petites histoires ». Toutefois, l'organisation des voûtes, symétriques autour du centre qui correspond à la septième voûte, porte la marque de son esprit structuré. Selon Giorgio Vasari, Raphaël aurait exécuté les esquisses de la plupart des épisodes bibliques, sinon de tous. Il ne subsiste aujourd'hui d'une esquisse à la pierre noire de David et Goliath, qui représente trois figures dessinées d'après des modèles posant dans leurs vêtements d'atelier (Vienne, Albertina (musée), inv. 178). Raphaël devait esquisser les figures de base et un assistant (habituellement Giovan Francesco Penni) les élaborait pour faire des modelli, généralement au lavis avec des rehauts de blanc sur un tracé de sanguine. Un seul modello, celui pour les Tables de la Loi, révèle une telle variété de style et une telle énergie, contenant des repentirs importants, est attribué à Raphaël lui même.
Giorgio Vasari désigne Giovanni da Udine, décorateur principal, Giulio Romano, Giovan Francesco Penni, Tommaso Vincidor de Bologne, Vincenzo Tamagni, Perin del Vaga, Pellegrino Aretusi, Polidoro da Caravaggio « et de nombreux autres peintres » parmi les participants à l'entreprise. Toujours selon Vasari, l'entreprise constitue un véritable centre de recrutement pour les jeunes peintres, qui peuvent y acquérir une première expérience. L'un d'eux est Perin del Vaga qui perfectionne ses talents de stucateur sous la houlette de Giovanni da Udine, et dont il subsiste au moins une esquisse préparatoire pour un groupe mineur figurant sur un pilastre (Édimbourg, Galerie nationale d'Écosse, D 644). Un autre est Polidoro da Caravaggio, qui va dominer la décoration des façades à Rome dans la période comprise entre la mort de Raphaël et le sac de Rome. Il aurait commencé comme peintre plâtrier dans la loggia, mais, ses talents ayant été rapidement repérés, il travaille bientôt aux fresques. Ses premiers dessins laissent penser que sa carrière de dessinateur commence aussi avec les modelli de Penni, qui est en quelque sorte le maître d'œuvre des fresques de la voûte. Le projet faisant appel à un grand nombre de jeunes artistes, Raphaël doit assumer des fonctions d'entrepreneur, de recruteur de talent et de maître d'ouvrage délégué ; il joue certainement un grand rôle en conseillant les mécènes sur le choix des peintres.
Presque tous les grotesques sont unanimement attribués à Giovanni da Udine et Perin del Vaga ; le premier devait également s'occuper des stucs, qu'il réalisa selon Vasari avec la technique du « vero stucco antico » (« vrai stuc ancien »), qu'il « redécouvrit », et qui impliquait l'utilisation de poudre « du marbre le plus blanc que l'on puisse trouver » avec « chaux de travertin blanc ».
Pour ce qui est de la datation du décor, 1513, année que l'on peut lire sous un stuc Victoire à gauche de la fenêtre du douzième arc, paraît inacceptable comme date de début des travaux : il s'agit plutôt d'un rappel de l'année d'élection de Léon X. La décoration a dû commencer entre la fin de 1517 et 1518, et s'achever en un temps record dans les premiers mois de 1519 : le 11 juin, un ordre de paiement fut en effet enregistré en faveur des « garçons qui peignirent la Loggia » ; en outre, deux lettres cette année-là, une de Marcantonio Michiel à un correspondant vénitien (datée du 4 mai) et une de Baldassare Castiglione à Isabelle d'Este (du 16 juin), annoncent l'achèvement des travaux.
Les fresques ont été endommagées par les intempéries du fait de l'architecture ouverte de la loggia, jusqu'à ce que dans la seconde moitié du XIXe siècle, il soit décidé de la fermer avec des vitres. De nombreuses restaurations se sont succédé au fil des siècles, ce qui a encore compromis la fraîcheur de l'original, visible entre autres dans les piliers de l'arc du fond, où en 1952, les grotesques d'origine ont été redécouverts, protégés par un mur de clôture construit à l'époque de Paul III, vingt-trente ans seulement après leur achèvement.
Ce décor, une version amplifiée de  la Loggetta du cardinal Bibbiena, aura une influence considérable sur les projets décoratifs en Europe. Selon Antonio Paolucci, historien de l'art et directeur des Musées du Vatican, « Raphaël est sans aucun doute le plus grand peintre du deuxième millénaire, et la Loggia est son héritage le plus important ». Il existe une reproduction fidèle de la Loggia au Palais d'Hiver du Musée de l'Ermitage à Saint-Pétersbourg, commandée par la tsarine Catherine II.
Certains épisodes donneront lieu à des gravures et cette « Bible de Raphaël » fournira pour les trois siècles suivants tout un répertoire d'illustrations de la Bible qui doivent une partie de leur clarté et de leur lisibilité au style des cartons de tapisserie, nécessaires puisqu'elles devaient être vues de plusieurs mètres en dessous. Nicolas Poussin a été l'un des peintres les plus inspirés par ces images.

## Description et style
La Loggia s'étend sur tout le côté est, sur une longueur d'environ 65 mètres et sur une largeur d'environ quatre mètres. Elle est divisée en treize petites travées couvertes par une voûte en arc-de-cloître. On y trouve un riche éventail d'ornements en stuc, de spécimens de flore et de faune peints, et, dans les voûtes, cinquante-deux épisodes de la Bible, quarante-huit de l'Ancien Testament et quatre du Nouveau Testament, complétés à la base des murs par d'autres scènes bibliques imitant des bas-reliefs en bronze

### Piliers et murs
Tous les piliers et les murs du côté fermé ont une décoration en stuc et fresque avec des grotesques, dont les figures sont liées principalement à des thèmes mythologiques ; certaines reproduisent des œuvres d'art célèbres, telles que le Torse du Belvédère, le Saint Georges et la Giona de Lorenzo Lotti dans la chapelle Chigi, peut-être sculptée d'après un dessin de Raphaël lui-même ; d'autres encore sont liées à des événements contemporains du pape et de sa cour : Léon X donnant la bénédiction à un prélat sous les Loges, l'Éléphant Hanno, etc..
Au fond court un socle monochrome, qui reprend des thèmes bibliques, qui selon Vasari se réfèrent tous à Perin del Vaga.

### Voûtes
Sous chaque voûte, il y a quatre « histoires » à fresque entourées de cadres en stuc de formes variées (hexagonales, rectangulaires ou nervurées), tandis qu'aux angles se trouvent des grotesques ou des décorations architecturales ; des armoiries se trouvent au centre des voûtes : dans celle centrale, l'emblème du pape Léon X avec les clés de  saint Pierre, et dans toutes les autres, des victoires ou des génies du jeu, l'insigne personnel de Giovanni de' Medici avant de devenir pape.
Les douze premières voûtes présentent des récits de l'Ancien Testament, la dernière du Nouveau Testament : la richesse des scènes a fait que l'ensemble est appelé la « Bible de Raphaël ».

#### Première voûte

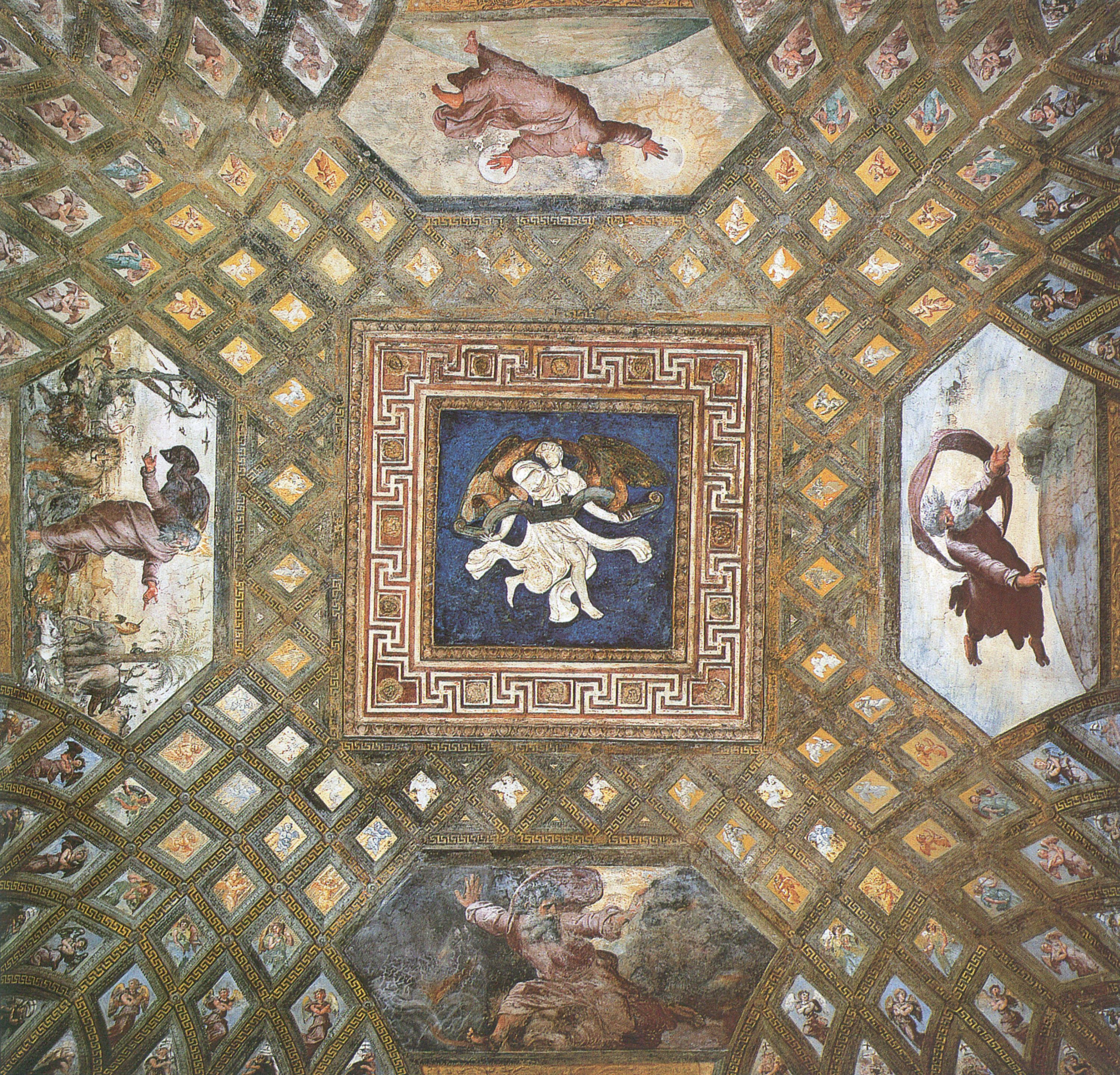
Première voûte.

La première voûte est ornée de quatre Histoires de la Genèse dans des cadres hexagonaux : Création de la lumière, Séparation de la terre des eaux, Création du soleil et de la lune et Création des animaux. Le maillage avec des figures de petits anges est attribué par Fritz Fischer à la main de Raphaël, tandis que les Histoires sont généralement rapportées à Penni d'après un dessin de Jules Romain, même si le nom de Giovanni da Udine a été mentionné pour les animaux (parmi lesquels un éléphant et un rhinocéros, cadeaux exotiques des sultans du Moyen-Orient aux cours italiennes) et celui de Polidoro da Caravaggio pour les paysages. Gamba attribue la scène de la Séparation de la terre des eaux à Raphaël, qui aurait voulu donner le ton à toute la décoration.
Dans ces scènes, les références aux Histoires de la Genèse de Michel-Ange au plafond de la chapelle Sixtine sont évidentes.

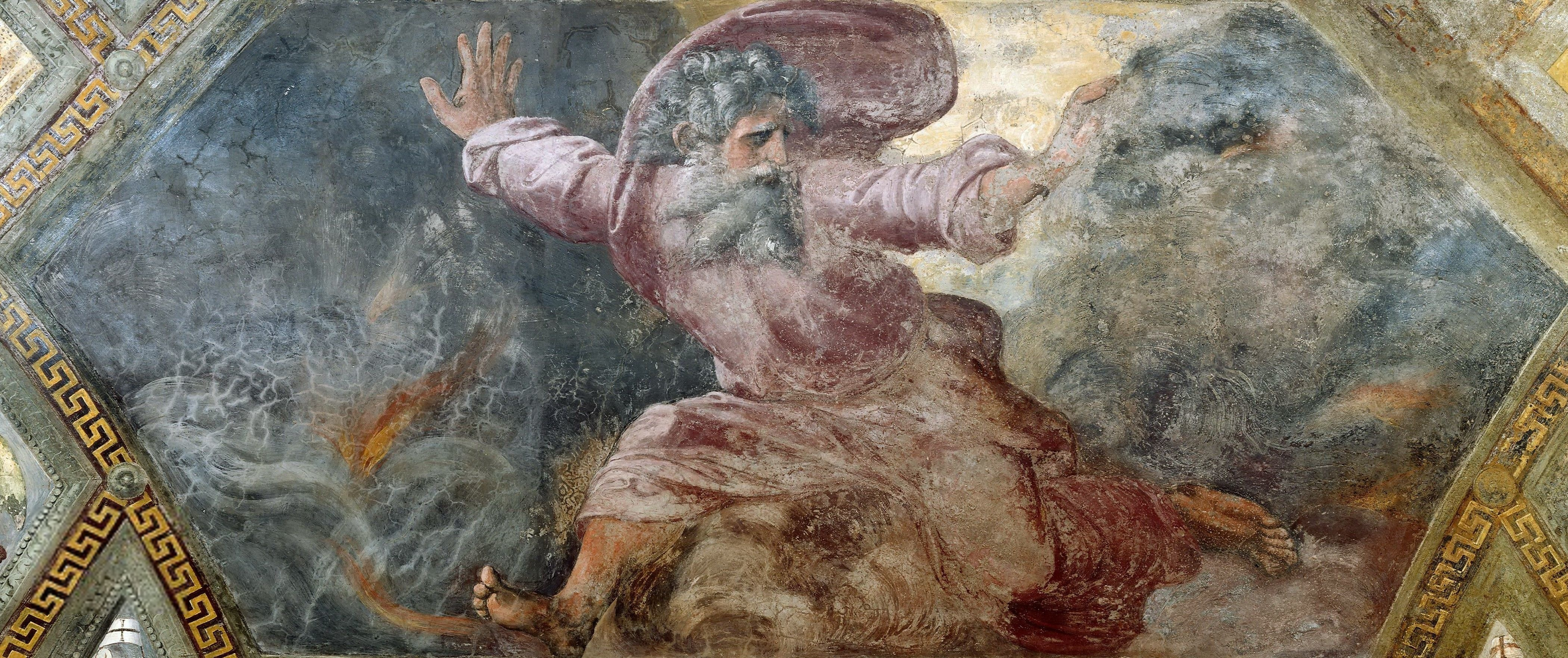
Création de lumière.
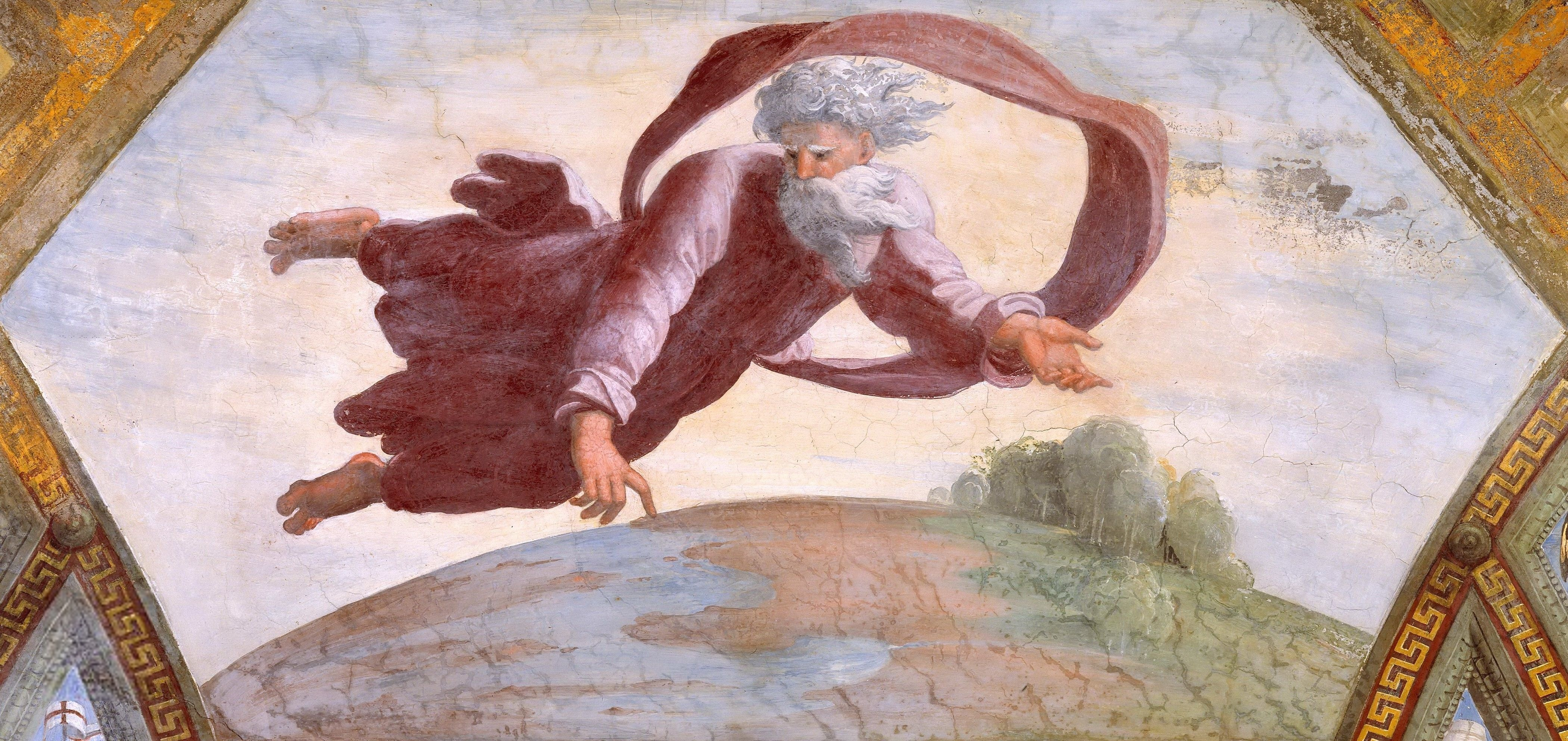
Séparation de la terre des eaux.
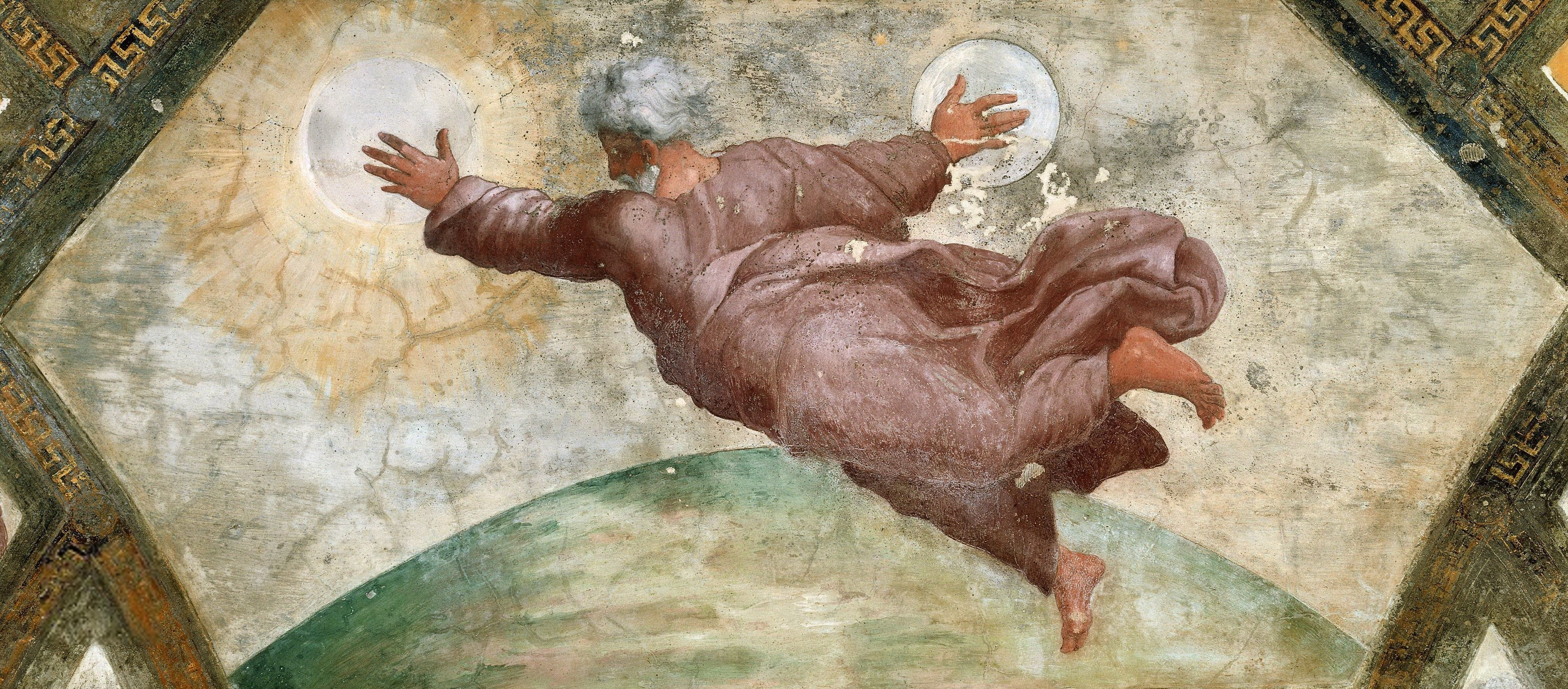
Création du soleil et de la lune.
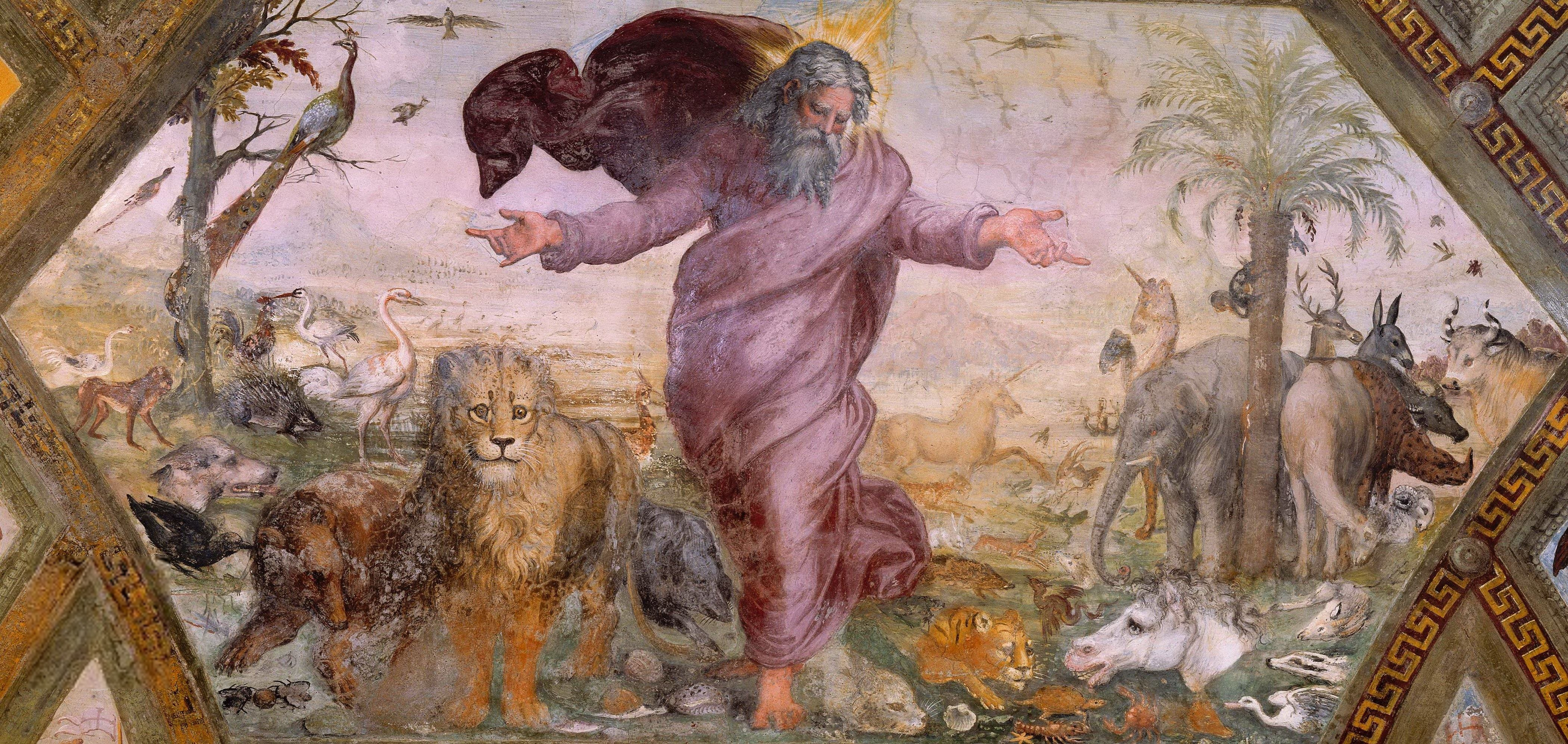
Création des animaux.

#### Deuxième voûte
La deuxième voûte présente les Histoires d'Adam et Ève, de forme rectangulaire : Création d'Ève, Péché originel, Expulsion du paradis et Travail des ancêtres (très abîmée). La tendance dominante est de les référer à Penni assisté de Giulio Romano. Dans ce cas également, les références à  Michel-Ange sont évidentes, tandis que la scène de l'Expulsion apparaît assez fidèlement inspirée par la scène analogue d'Adam et Ève chassés de l'Éden (Masaccio) dans la chapelle Brancacci.
Le monochrome du socle a été perdu, mais d'après les reproductions faites par Bartoli, il ressort qu'y étaient représentés Caïn et Abel agenouillés devant les autels, l'Éternel qui s'adresse à Abel et Caïn qui tue Abel.

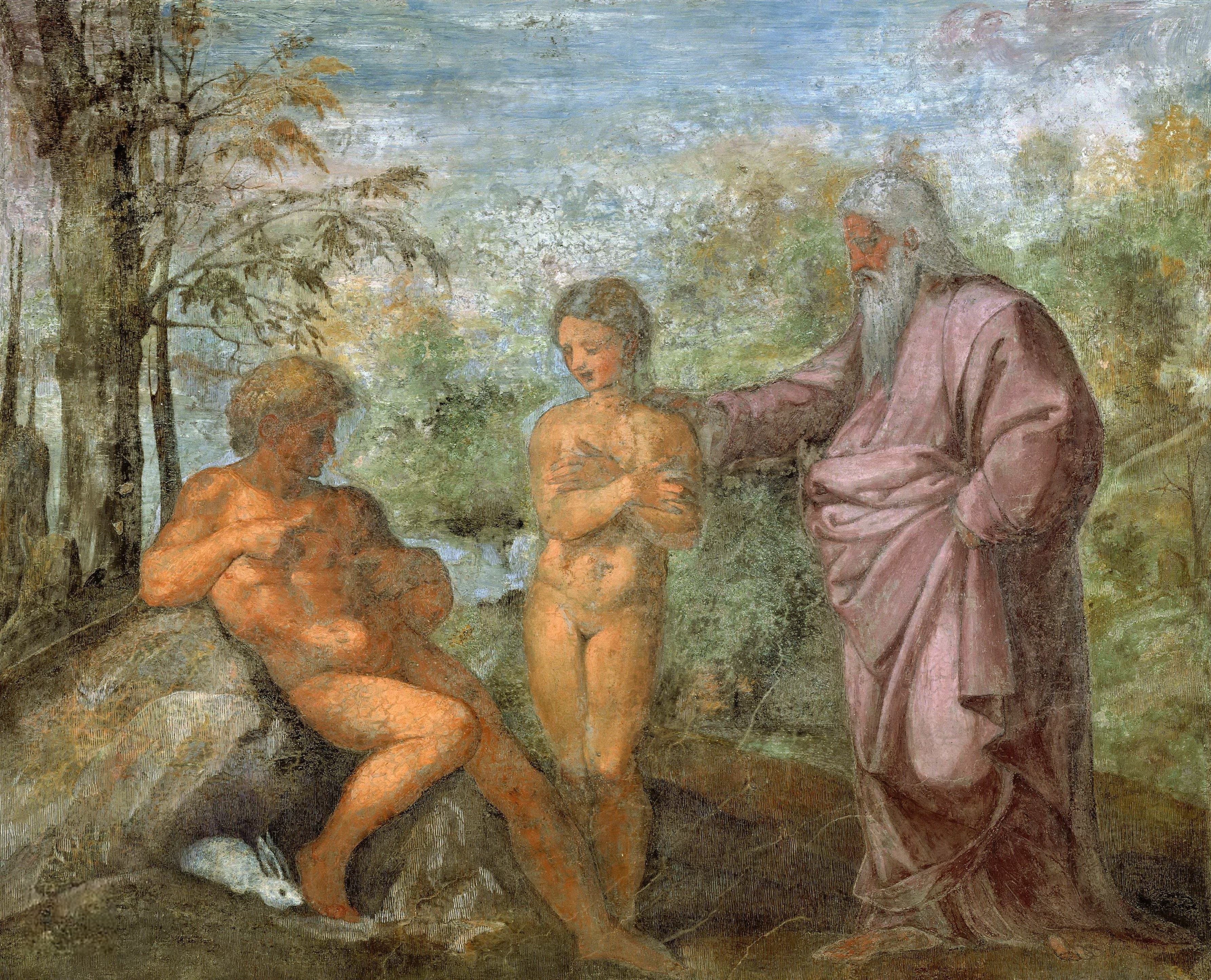
Création d'Ève.
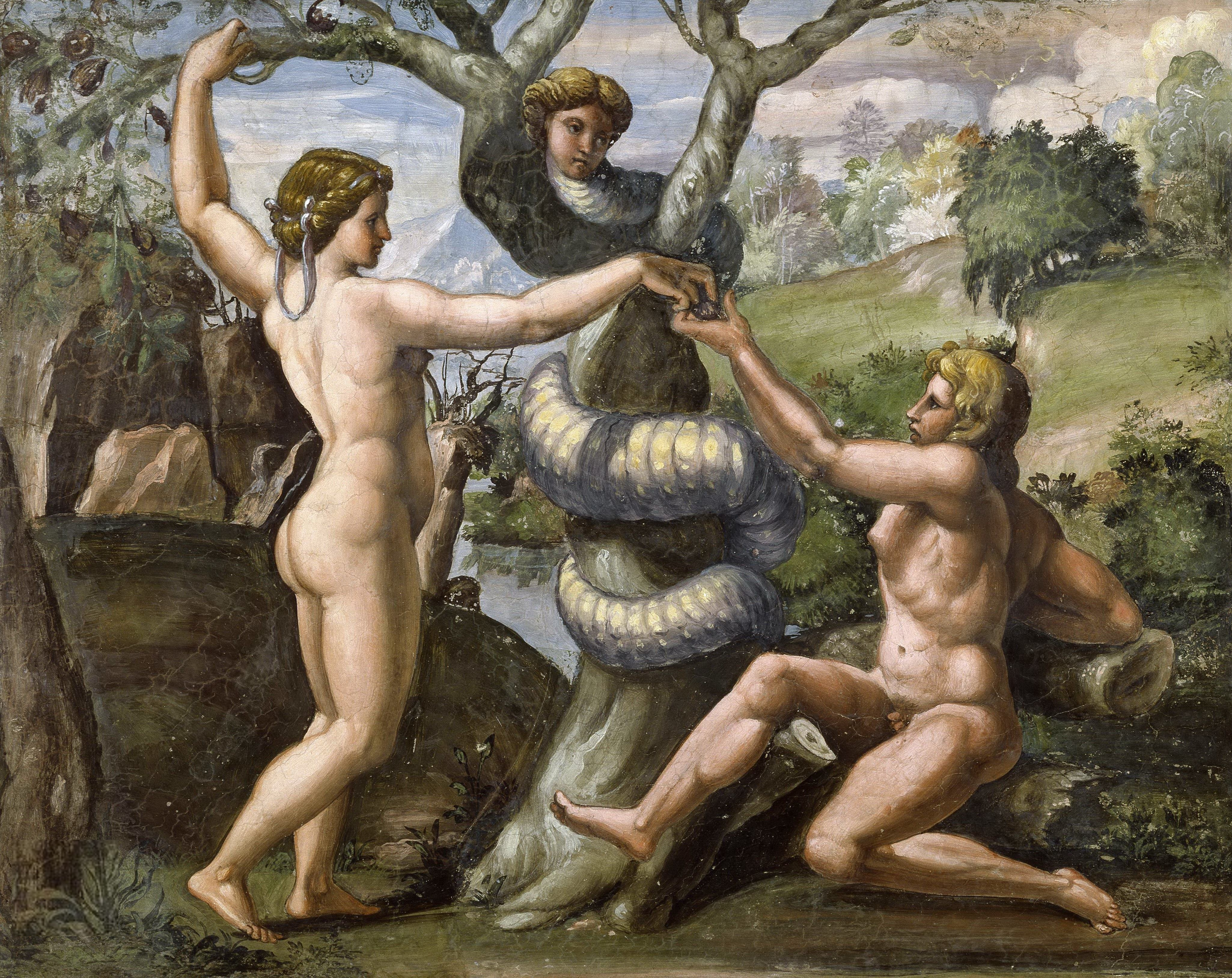
Péché originel.
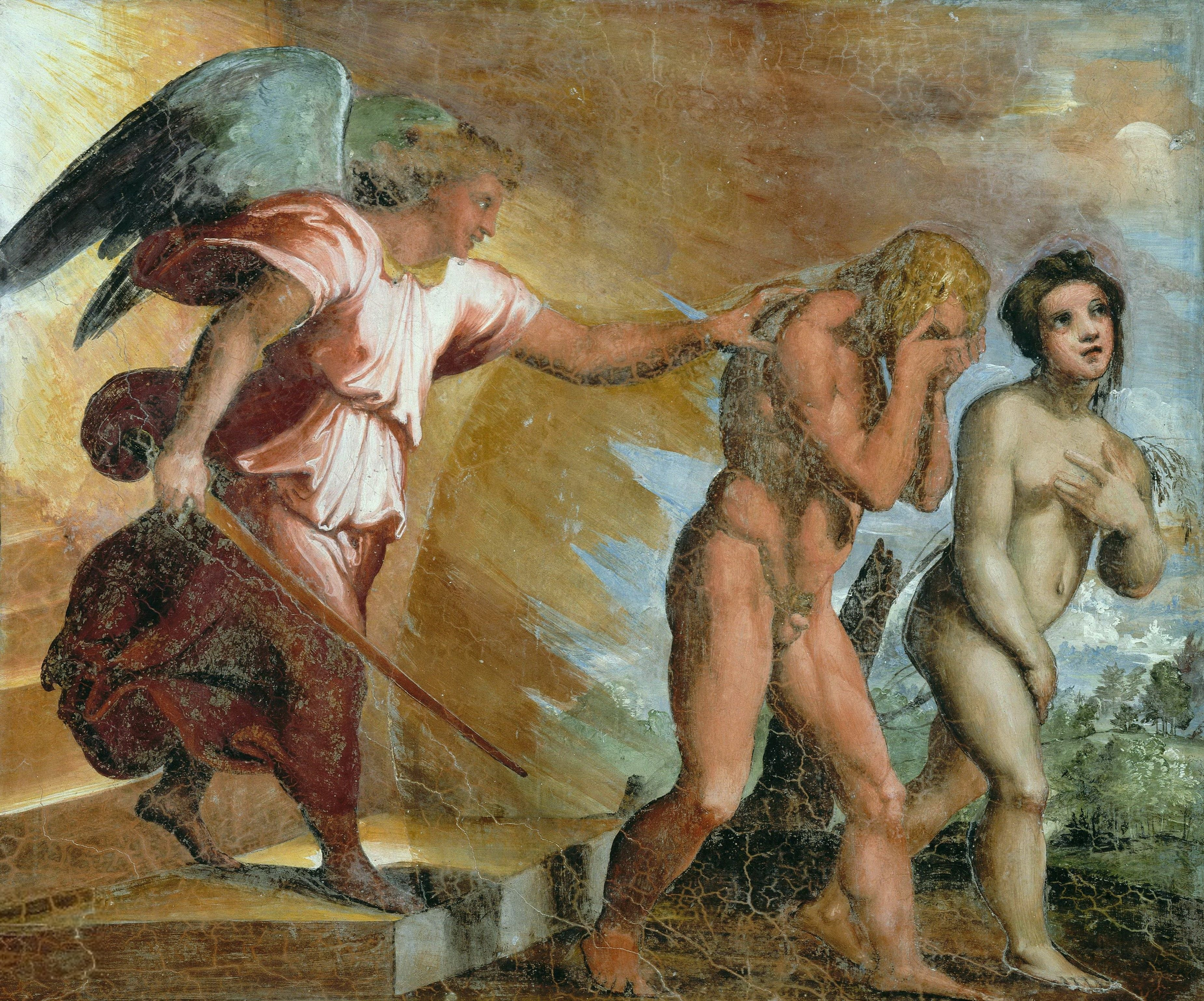
Expulsion du paradis terrestre.
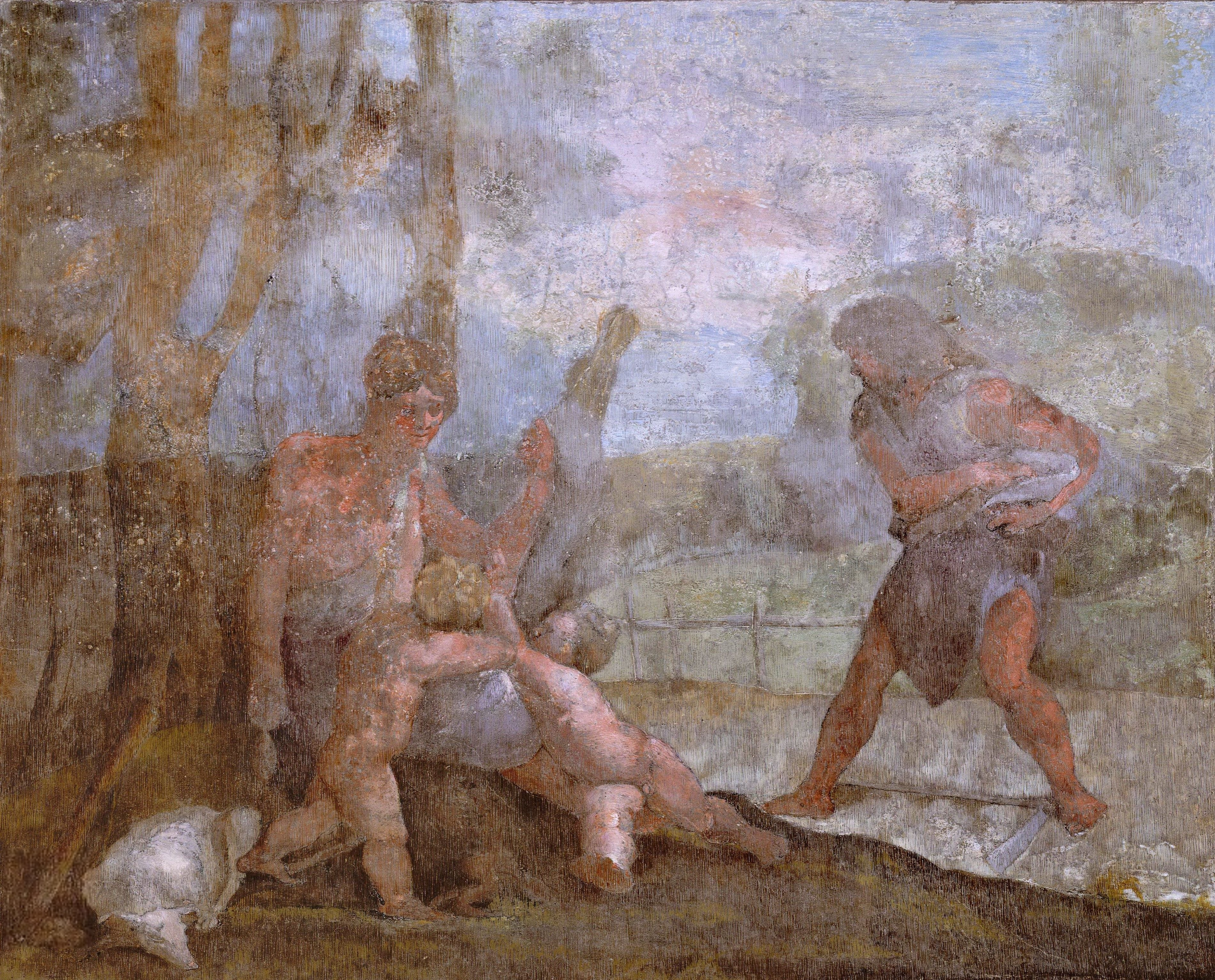
Travail des ancêtres.

#### Troisième voûte

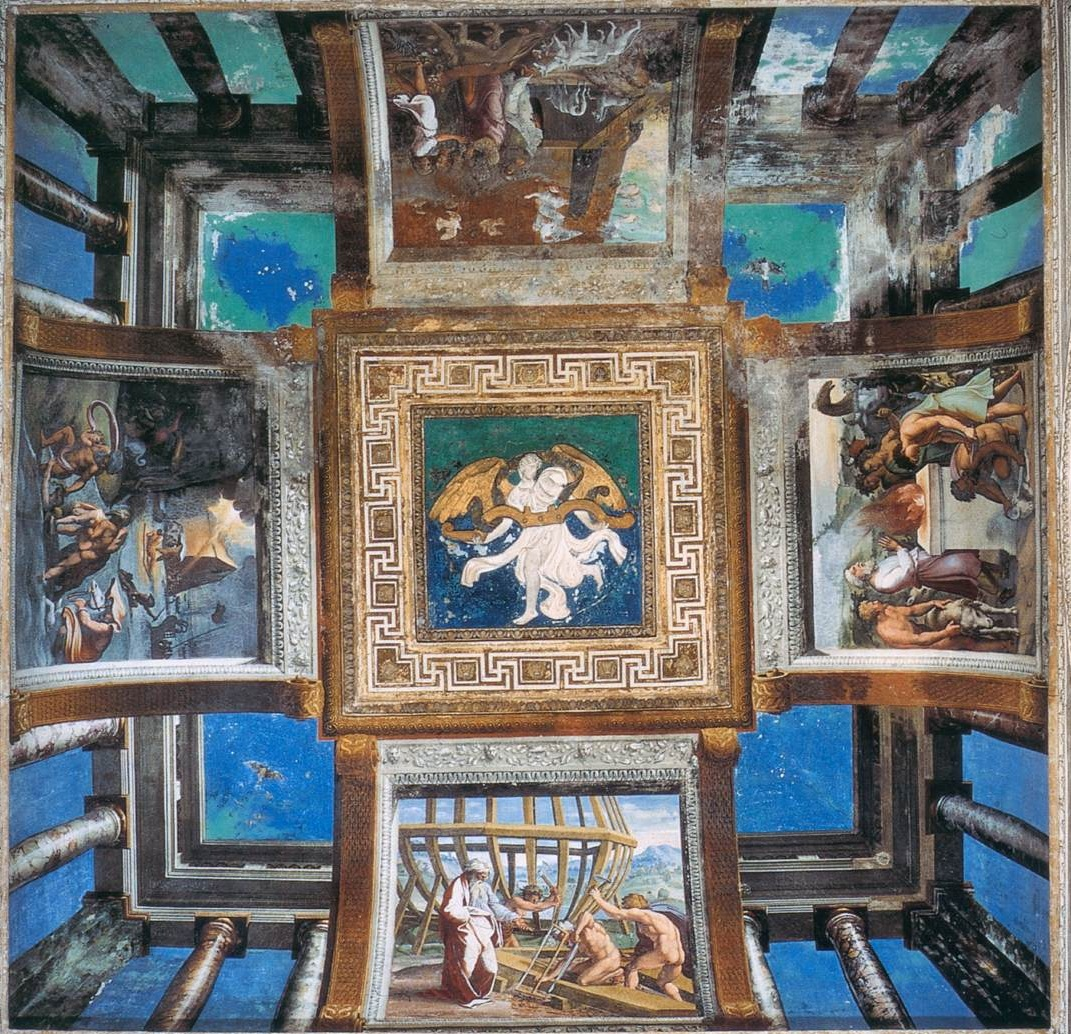
Troisième voûte.

La troisième voûte montre les Histoires de Noé, de forme rectangulaire : La Construction de l'Arche, Le Déluge, La Sortie de l'Arche (fortement endommagé) et Le Sacrifice de Noé. Ces scènes aussi sont principalement attribuées à Penni, avec une possible intervention plus substantielle de Jules  Romain dans le Déluge.
Dans le socle, figure L'Arc-en-ciel après le déluge.

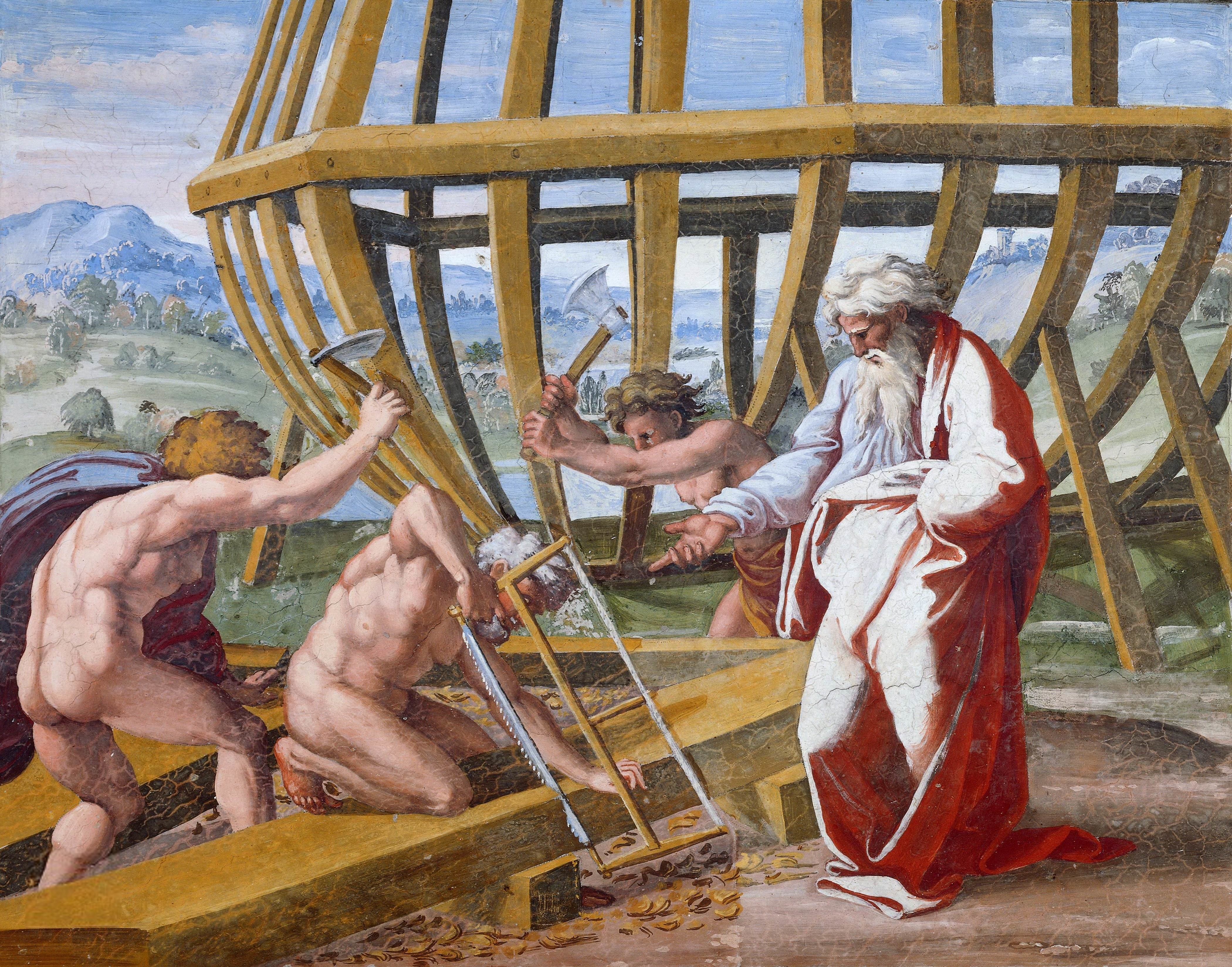
La Construction de l'arche.
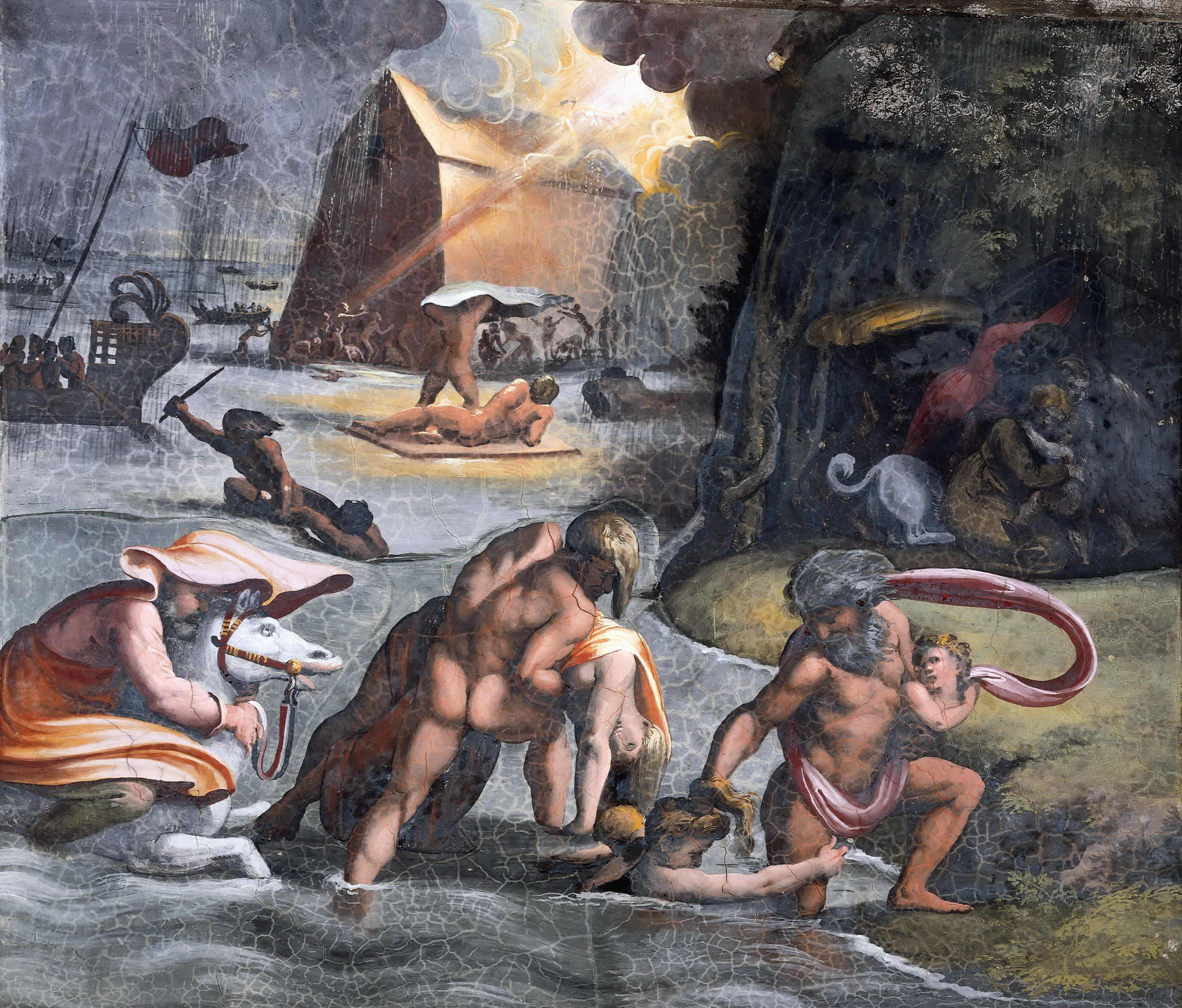
Le Déluge.
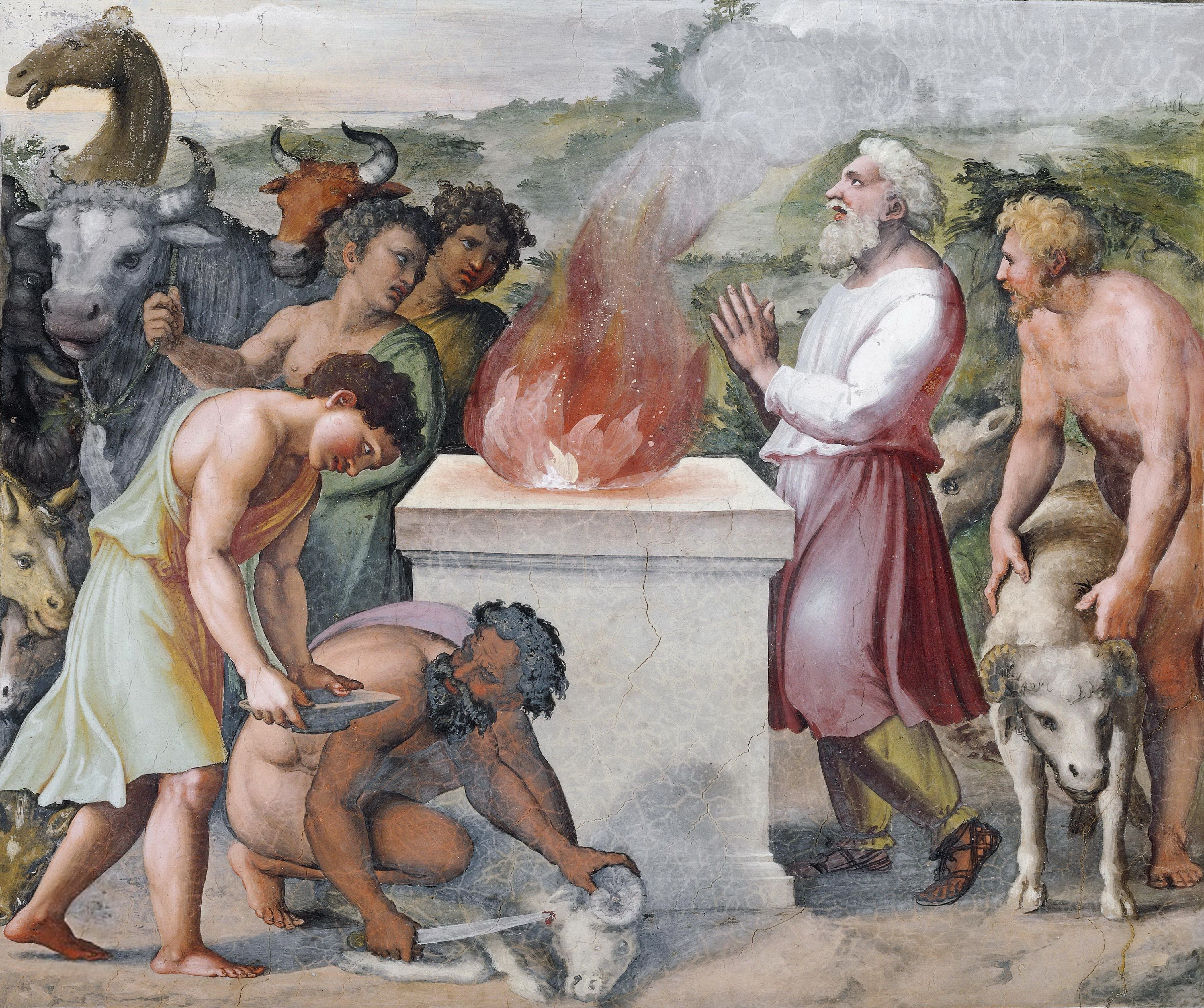
Le Sacrifice de Noé.
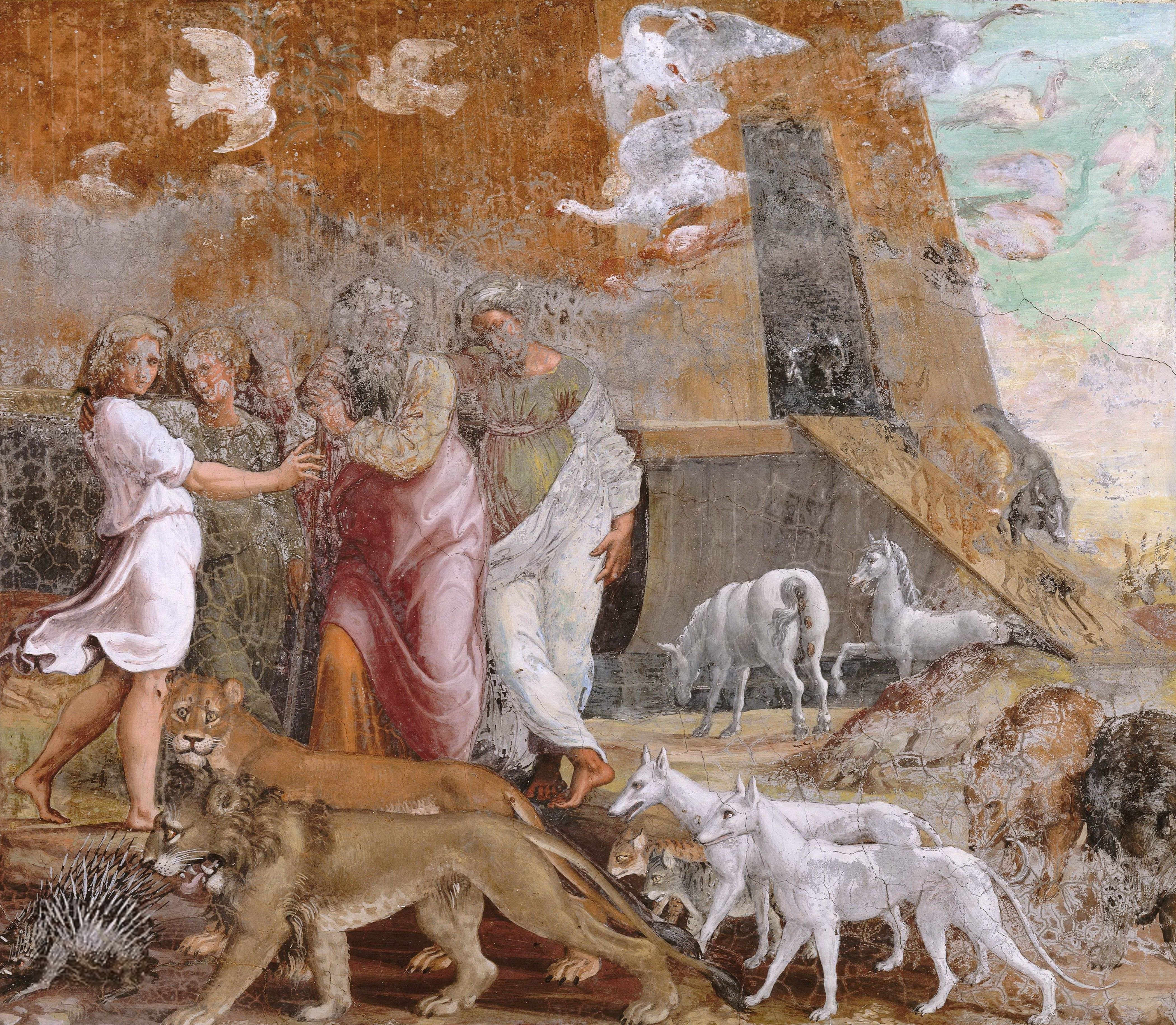
La Sortie de l'arche.

#### Quatrième voûte
La quatrième voûte contient les Histoires d'Abraham et de Loth, de forme incurvée, diversement attribuées à Giovan Francesco Penni, Jules Romain ou Perin del Vaga. Les histoires sont : Abraham et Melchisédech, La Promesse de Dieu, La Rencontre avec les anges et  La Fuite de Sodome.
Dans la base, le Sacrifice d'Isaac est en monochrome, auquel Giovanni Battista Cavalcaselle fait référence à une idée de Raphaël lui-même.

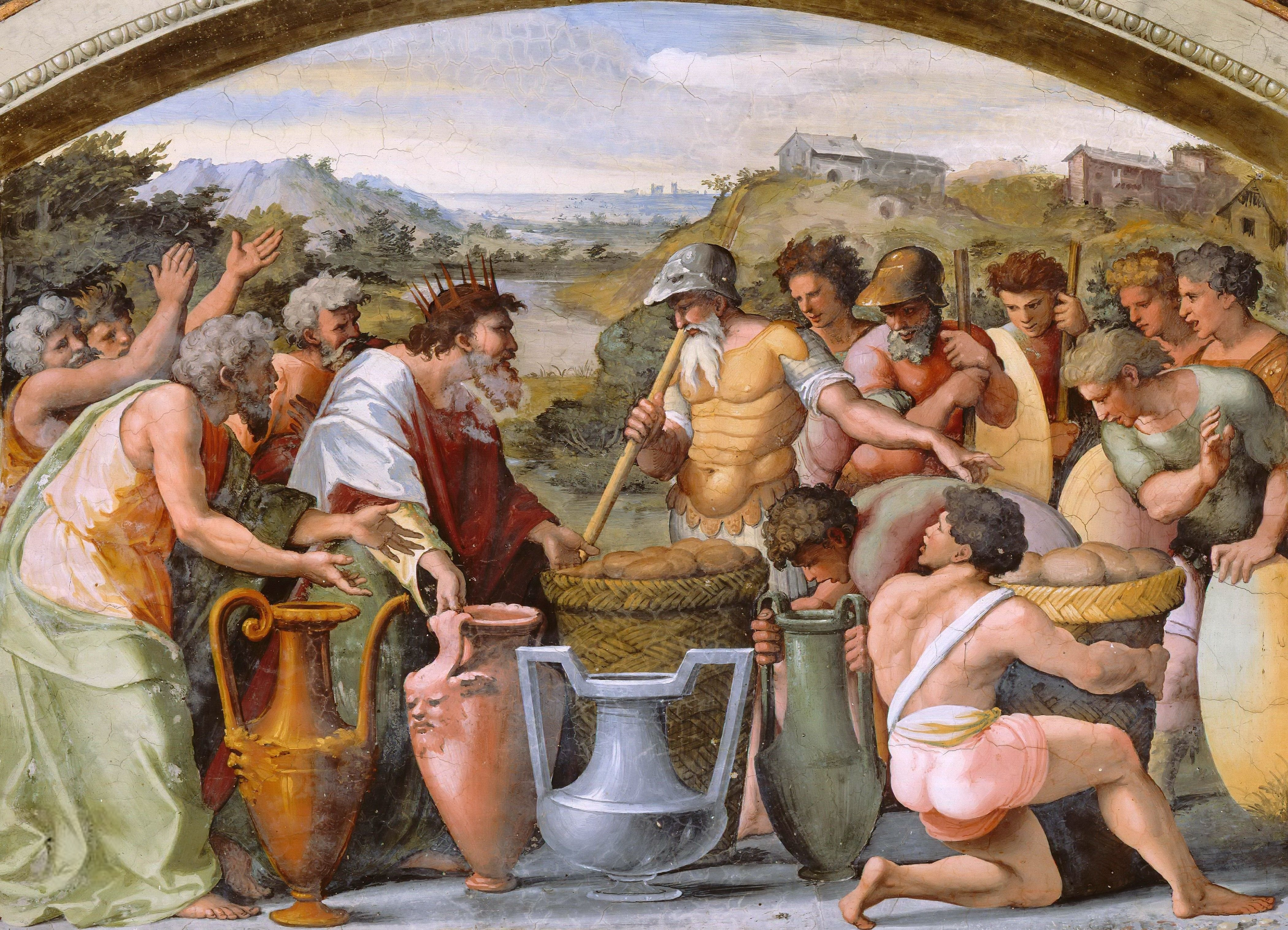
Abraham et Melchisédech.
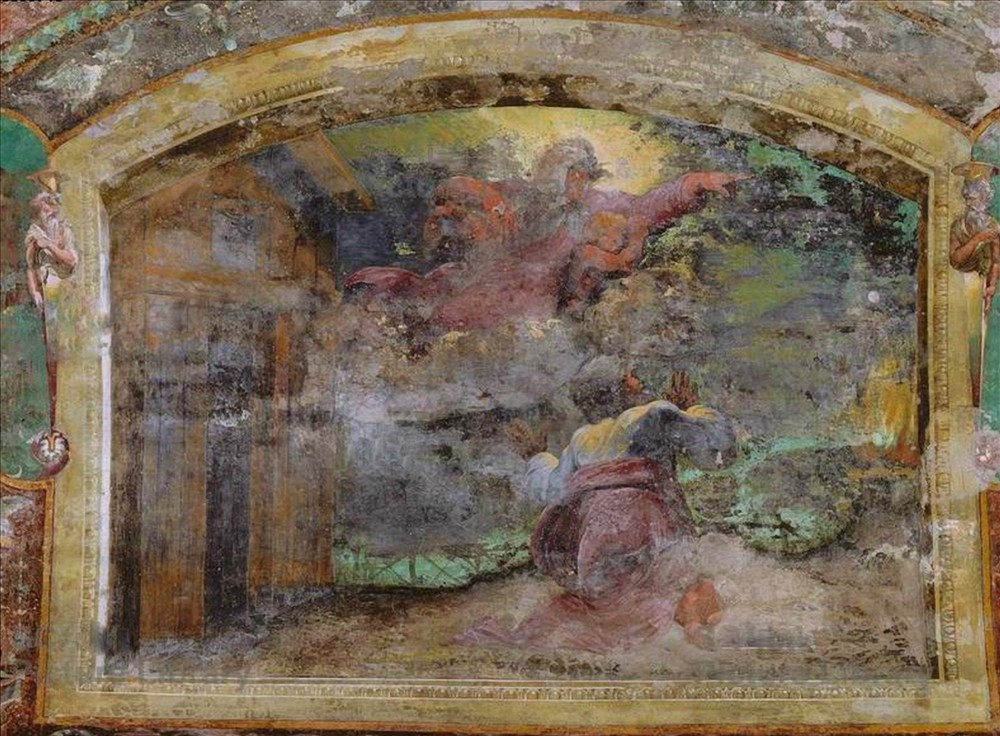
La Promesse de Dieu.
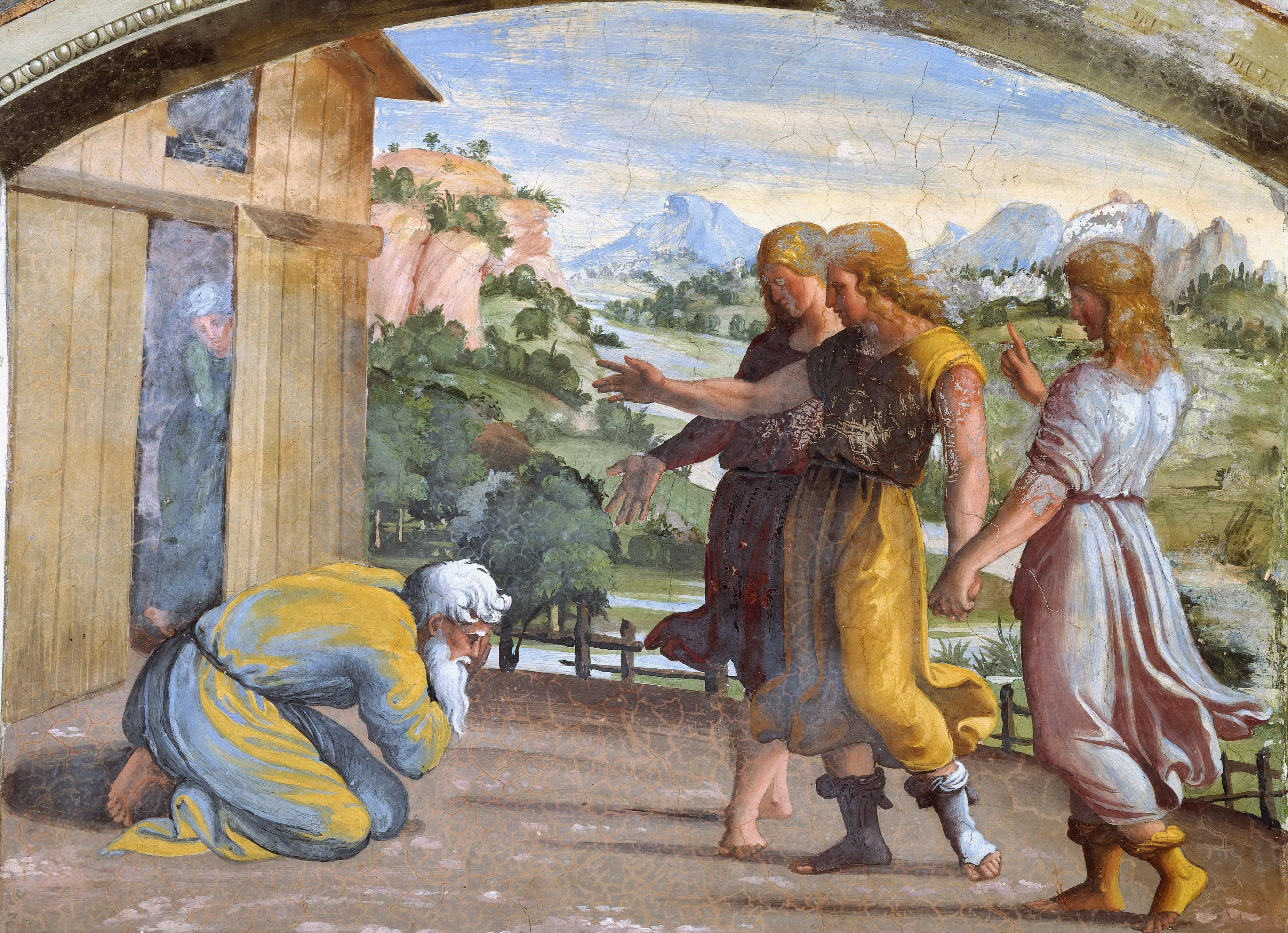
La Rencontre avec les anges.
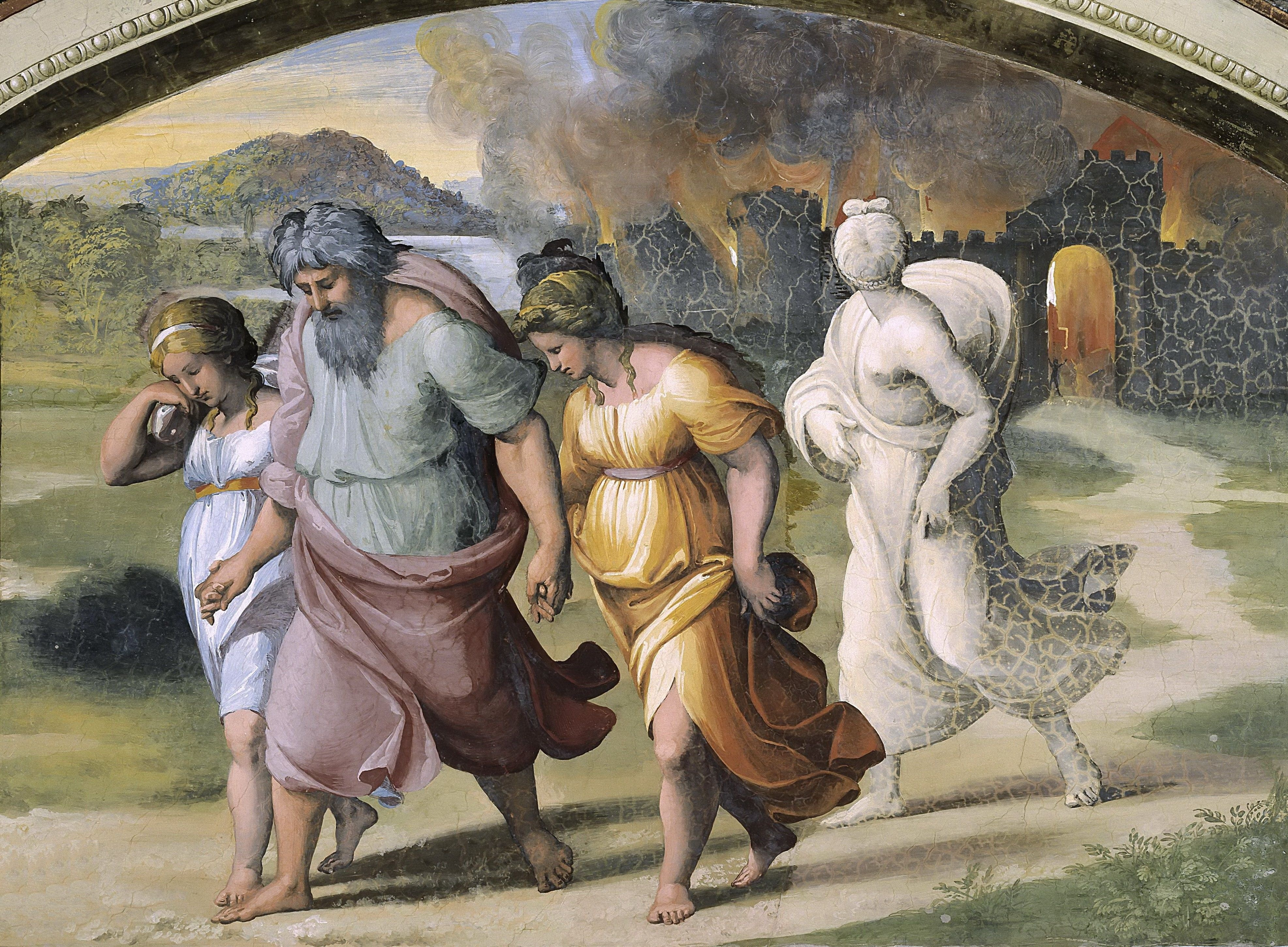
La Fuite de Sodome.

#### Cinquième voûte

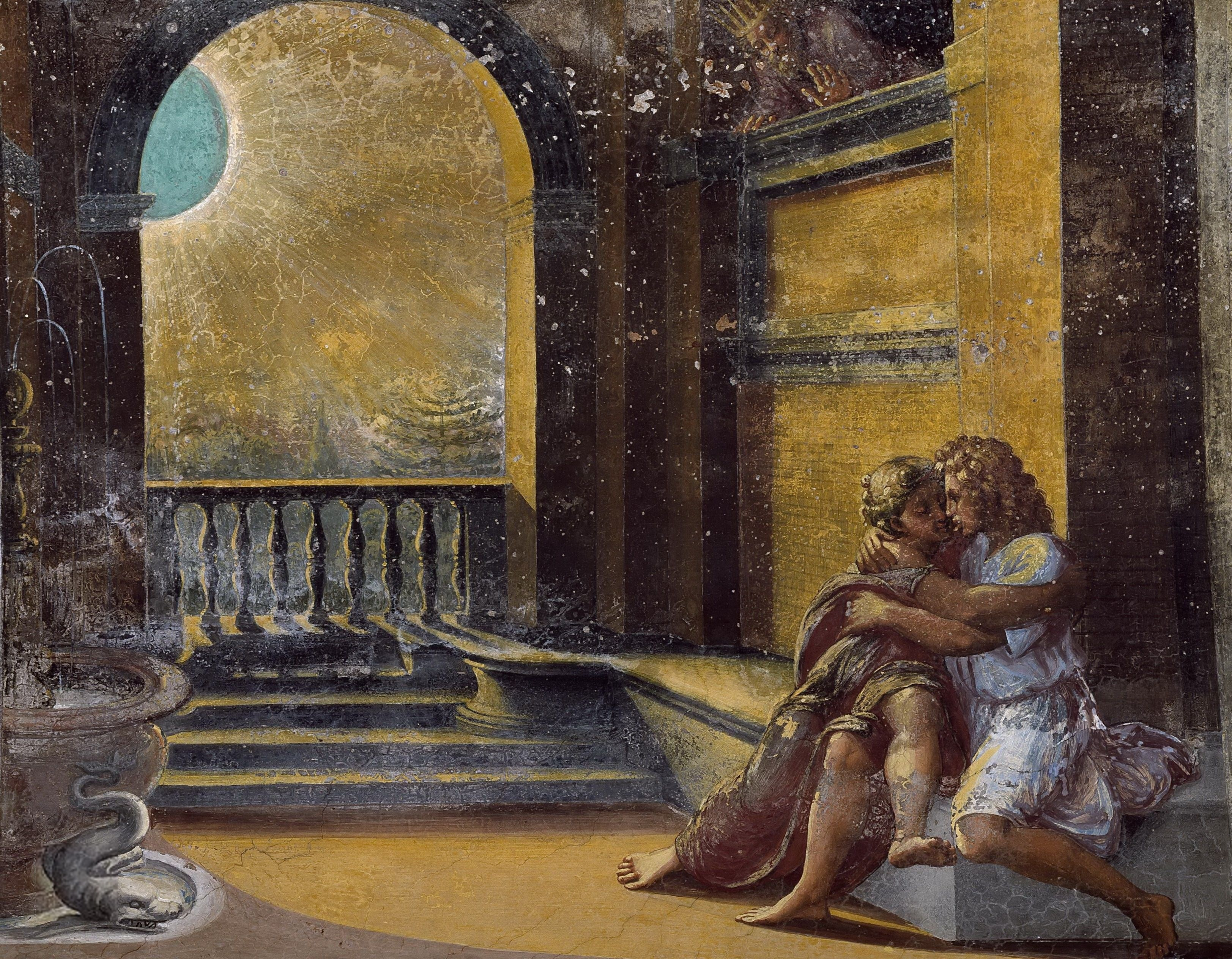
Isaac et Rebecca espionnés par Abimelech.

Les Histoires d'Isaac occupent la cinquième voûte, peut-être exécutée par Penni d'après un dessin de Giulio Romano, mais certains attribuent toute la première histoire à ce dernier, tandis que d'autres émettent également l'hypothèse d'une intervention de Perin del Vaga. Les histoires, de forme rectangulaire, sont : Dieu apparaissant à Isaac, Isaac et Rebecca espionnés par Abimelech, La Bénédiction de Jacob et Le Droit d'aînesse d'Ésaü.
Dans la scène monochrome, le Le Sacrifice d'Isaac est reproduit à nouveau, très probablement une erreur des assistants qui ont reproduit le même dessin.

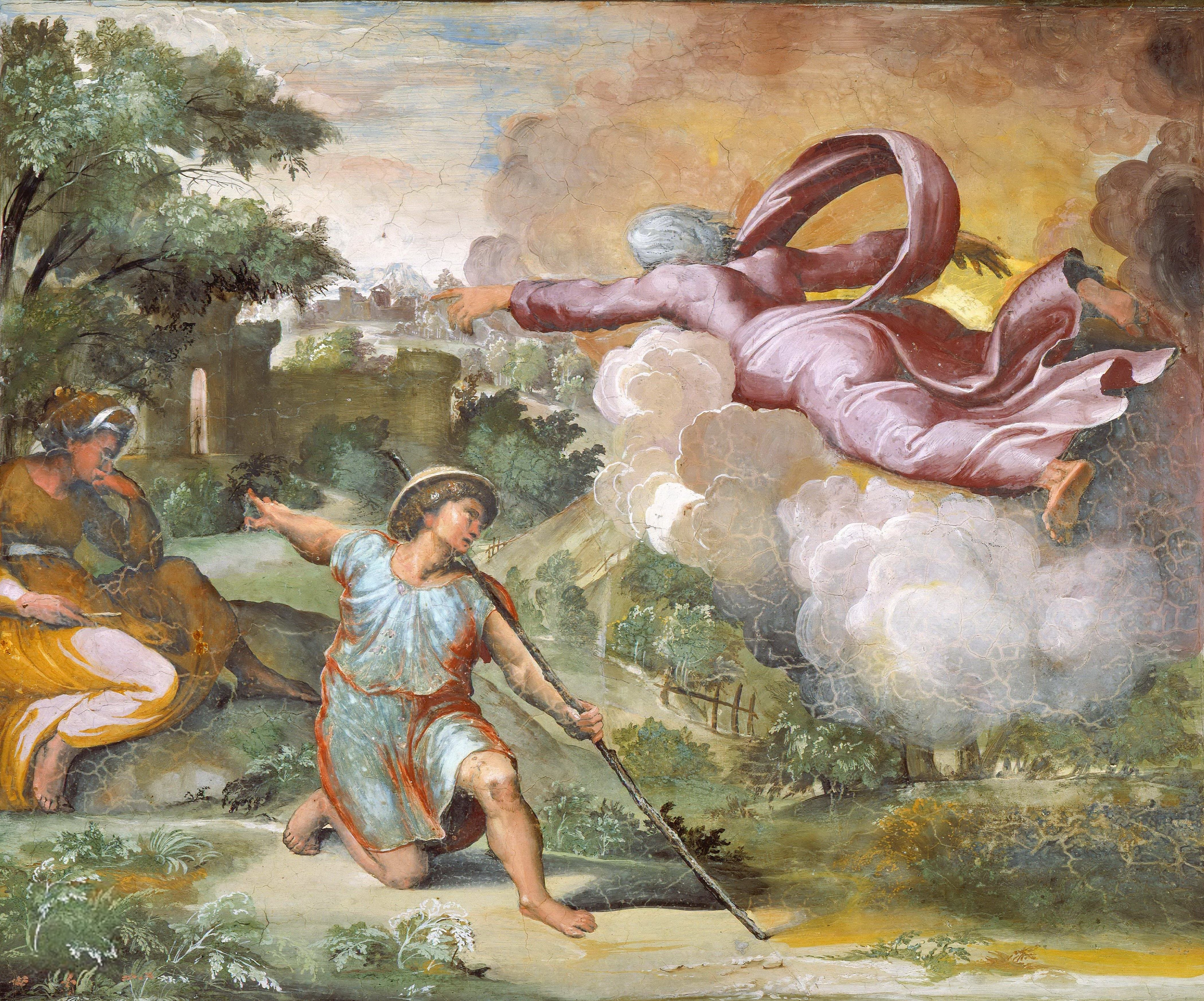
Dieu apparaissant à Isaac.
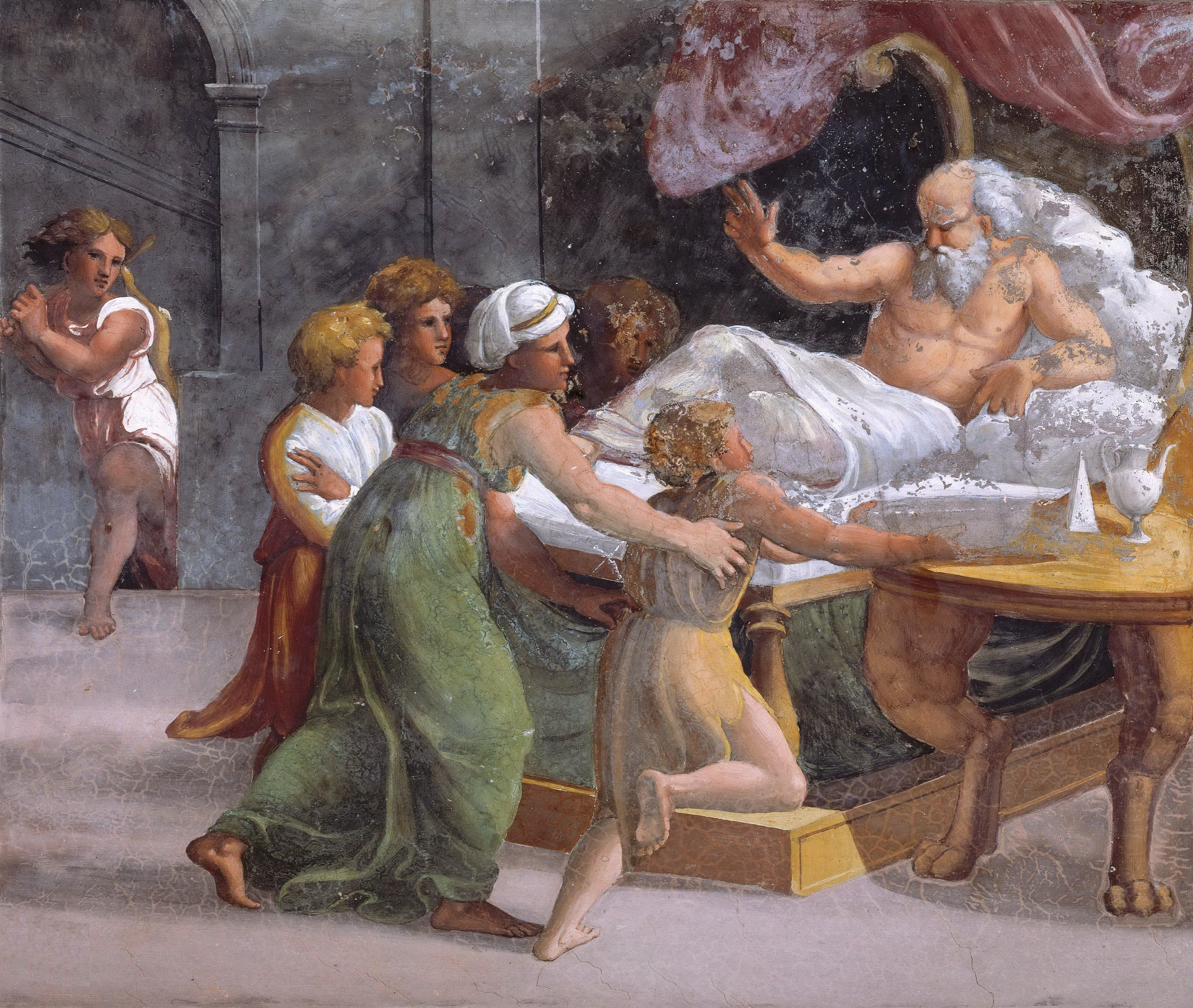
La Bénédiction de Jacob.
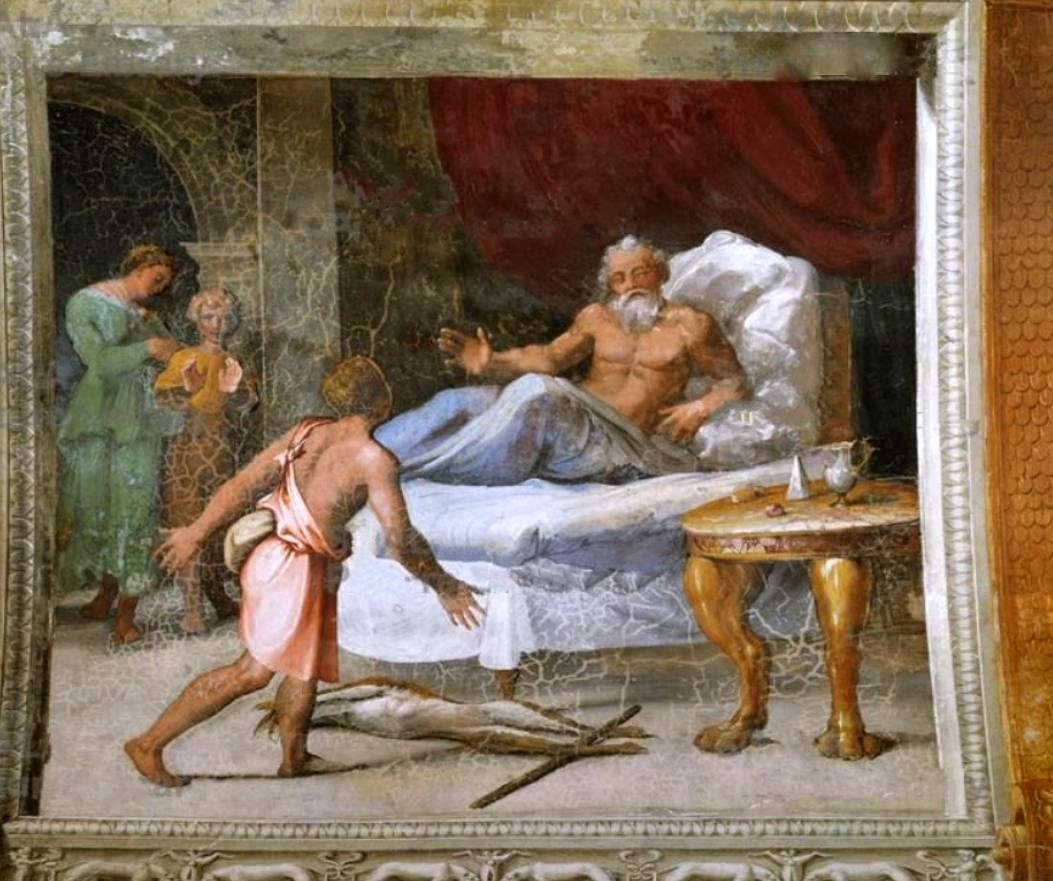
Le Droit d'aînesse d'Esaü.

#### Sixième voûte

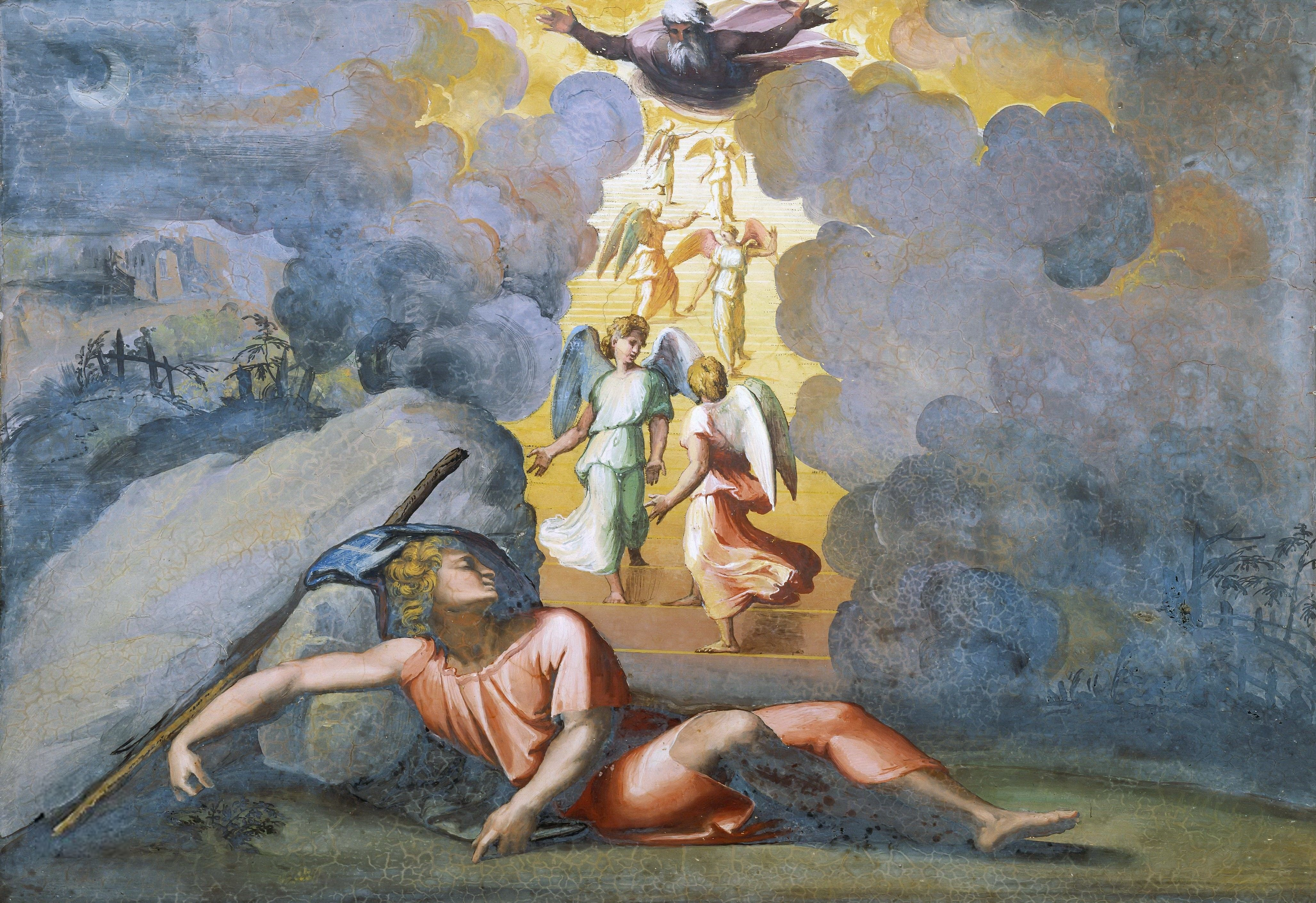
Rêve de Jacob.

La sixième voûte est consacrée aux Histoires de Jacob, qui partagent les mêmes oscillations attributives que les précédentes ; les paysages ont été attribués à Giovanni da Udine. Les récits, de forme rectangulaire, sont : Le Rêve de Jacob, La Rencontre avec Rachel, L'Alliance avec Laban et Le Départ à Canaan .
Le monochrome du socle montre le Combat de Jacob avec l'Ange.

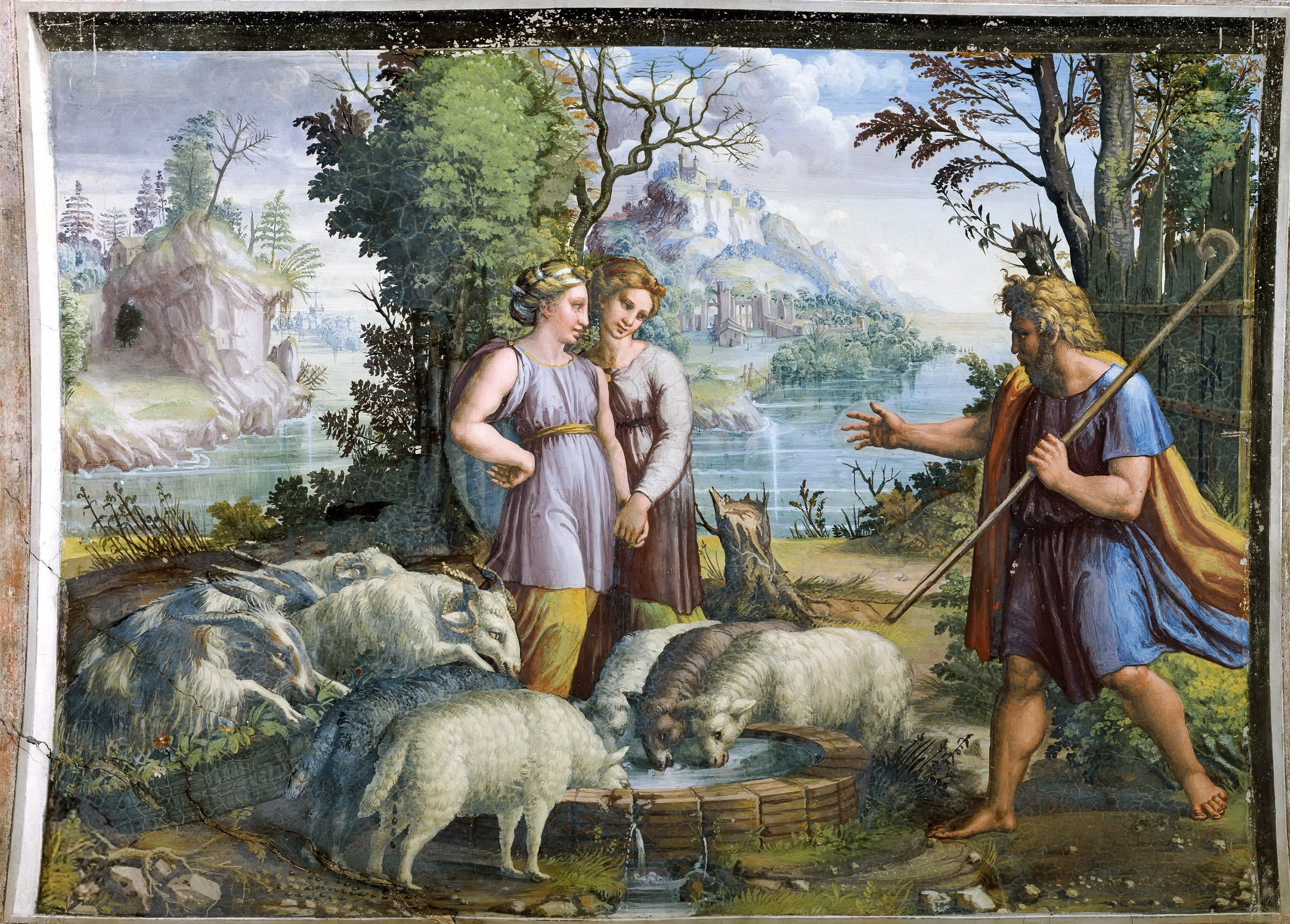
Rencontre de Jacob avec Rachel.
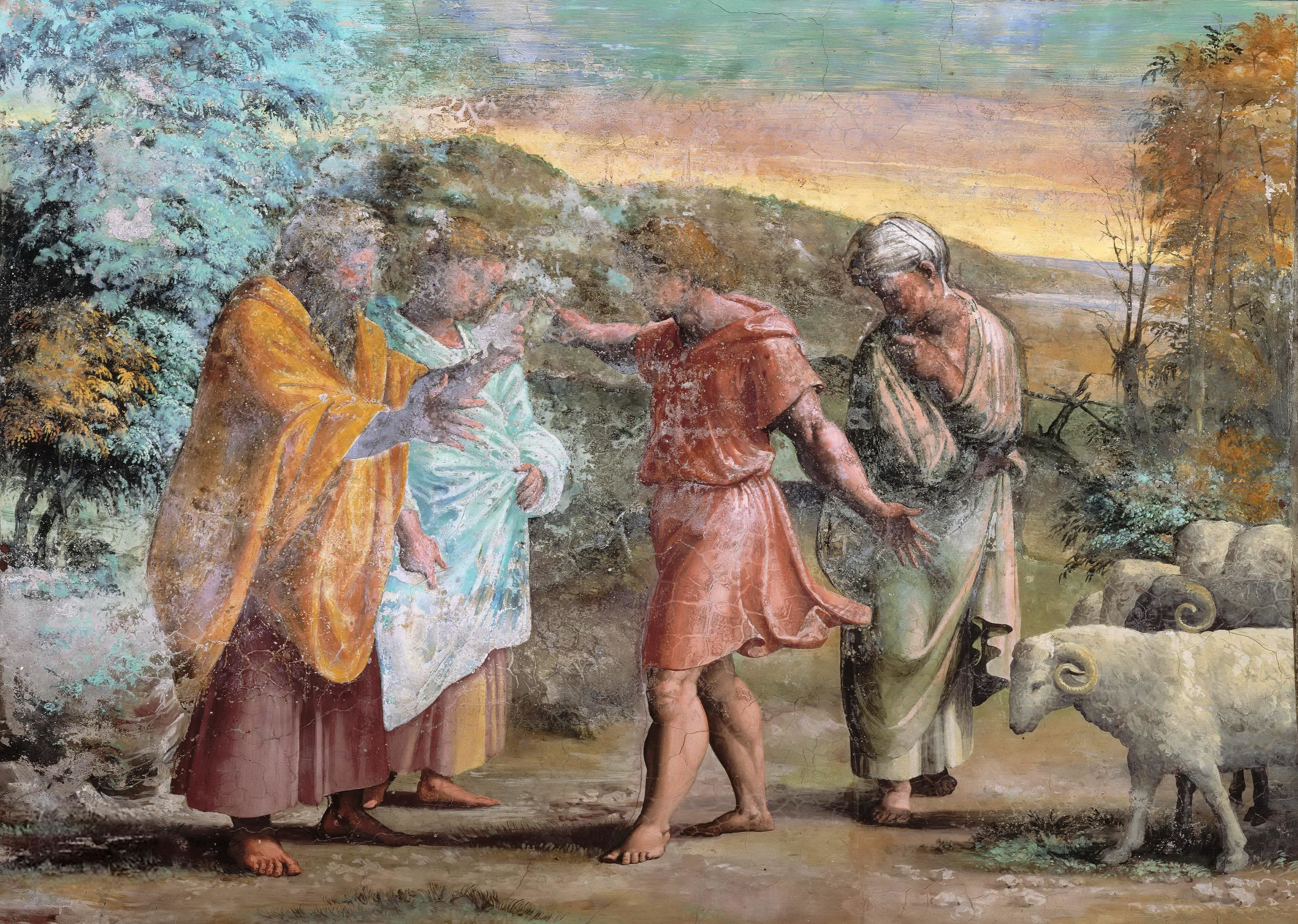
Alliance avec Laban.
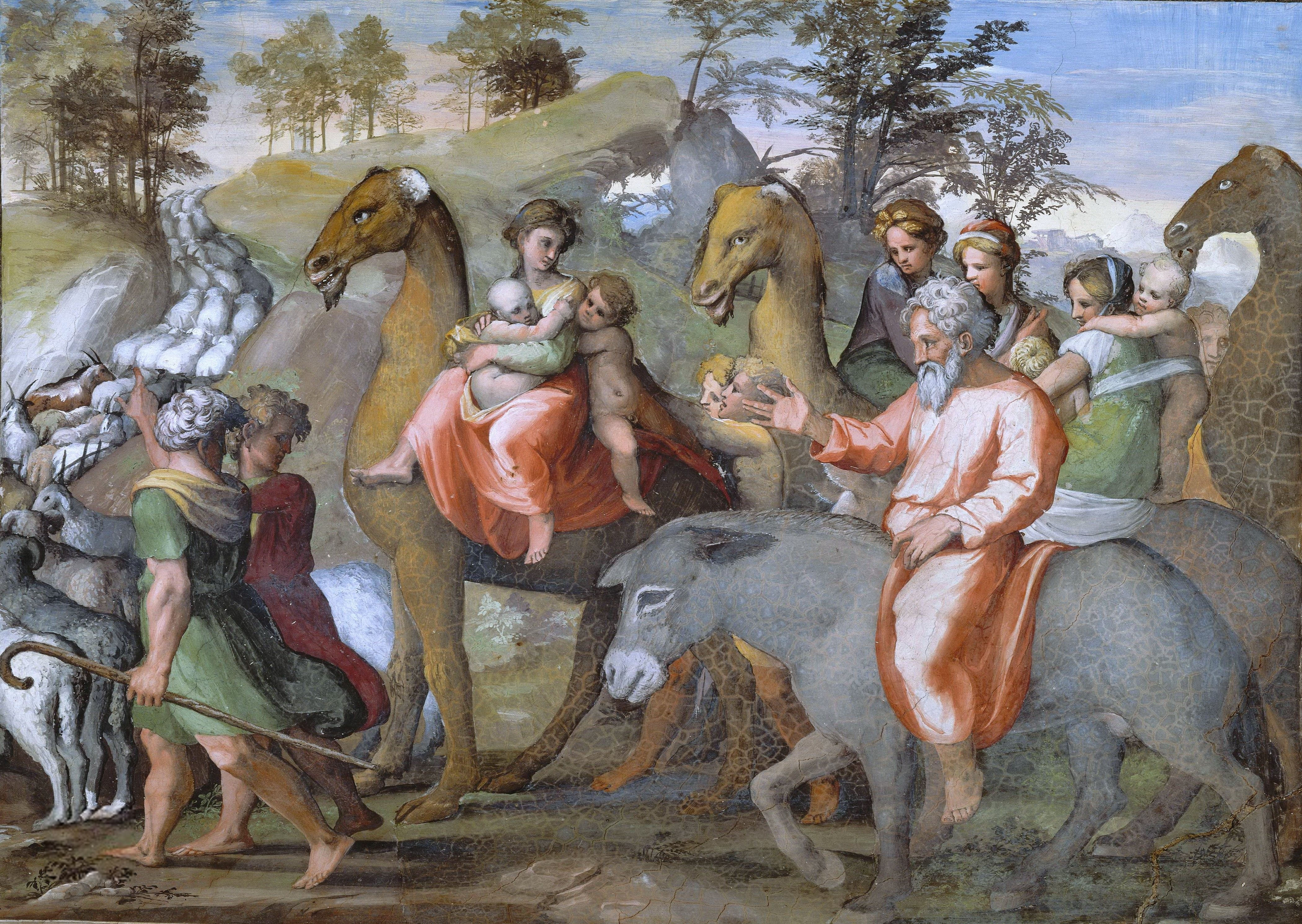
Départ à Canaan.

#### Septième voûte

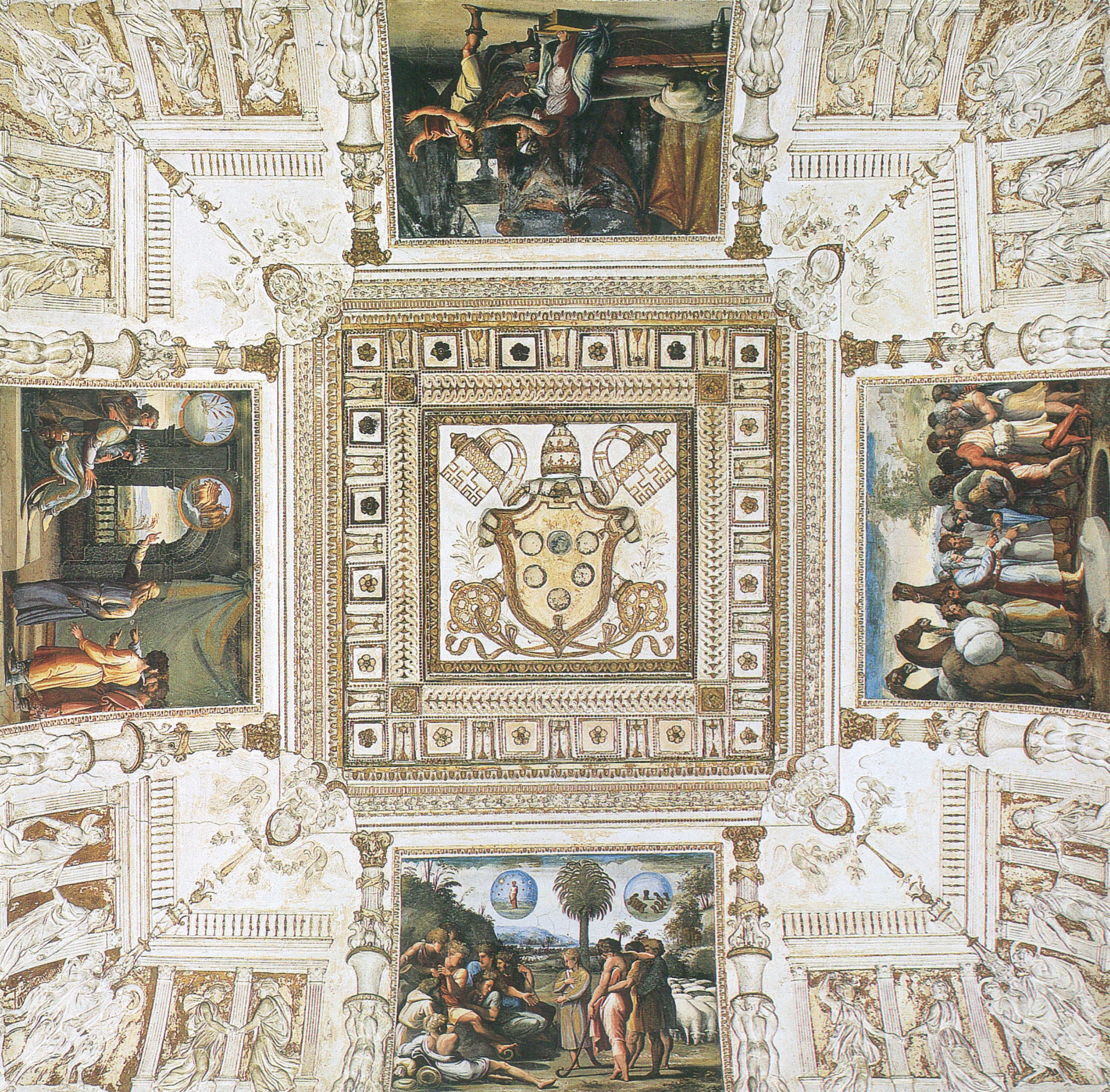
Septième voûte.

Dans la septième voûte, la voûte centrale, sont représentées les Histoires de Joseph, de forme rectangulaire : L'Explication des rêves à ses frères, La Vente par ses frères, La Tentation de la femme de Potiphar et L'Explication des rêves au pharaon. Les mêmes noms ont été donnés pour l'attribution, avec une éventuelle intervention de Jules Romain seul pour la La Tentation de la femme de Potiphar, qui aurait une affinité avec les Adonis fuyant devant Mars dans le salon de Psyché au palais du Te de Mantoue.
Sur le socle est représenté Joseph qui se fait reconnaître par ses frères.

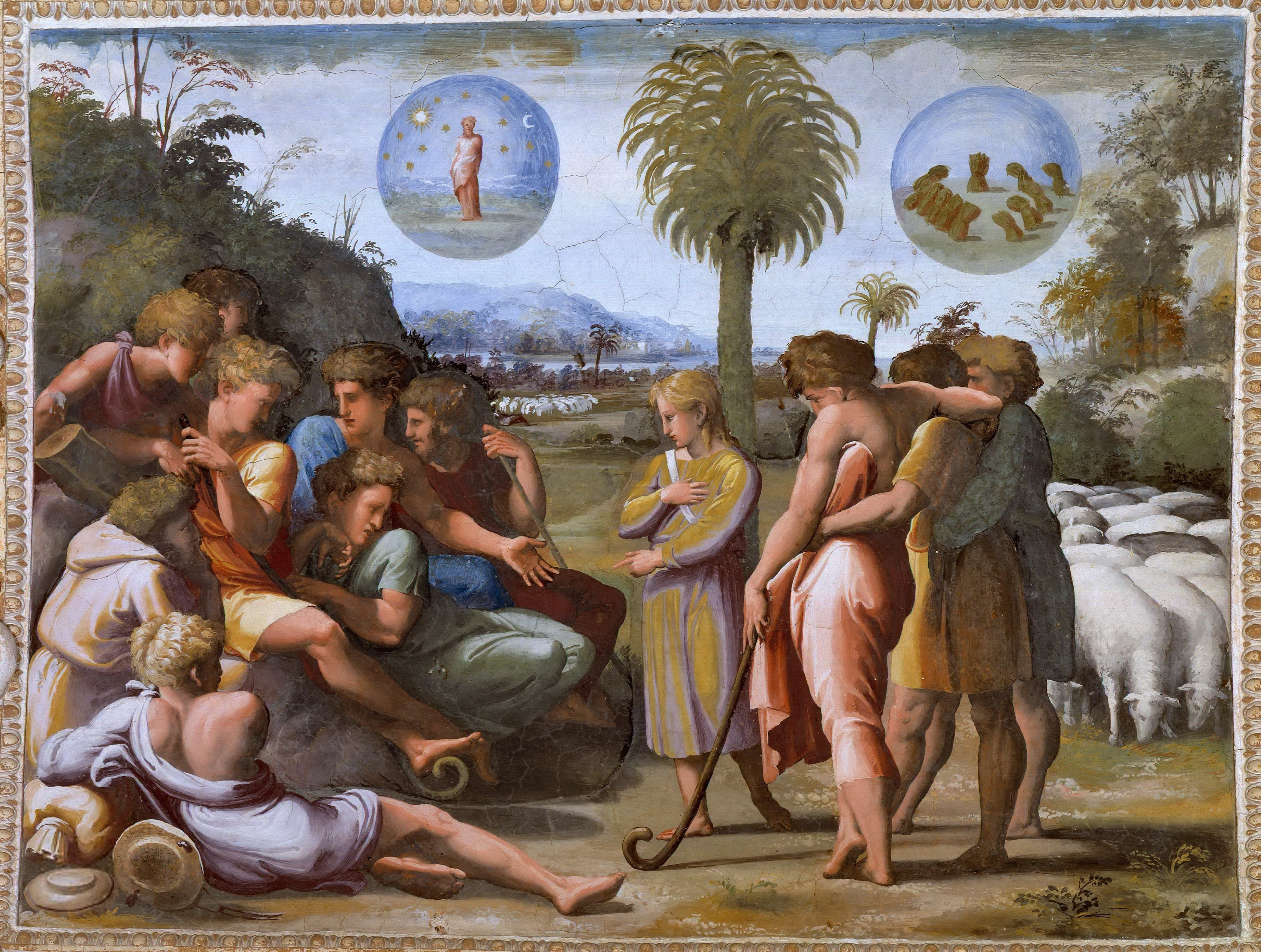
Explication des rêves à ses frères.
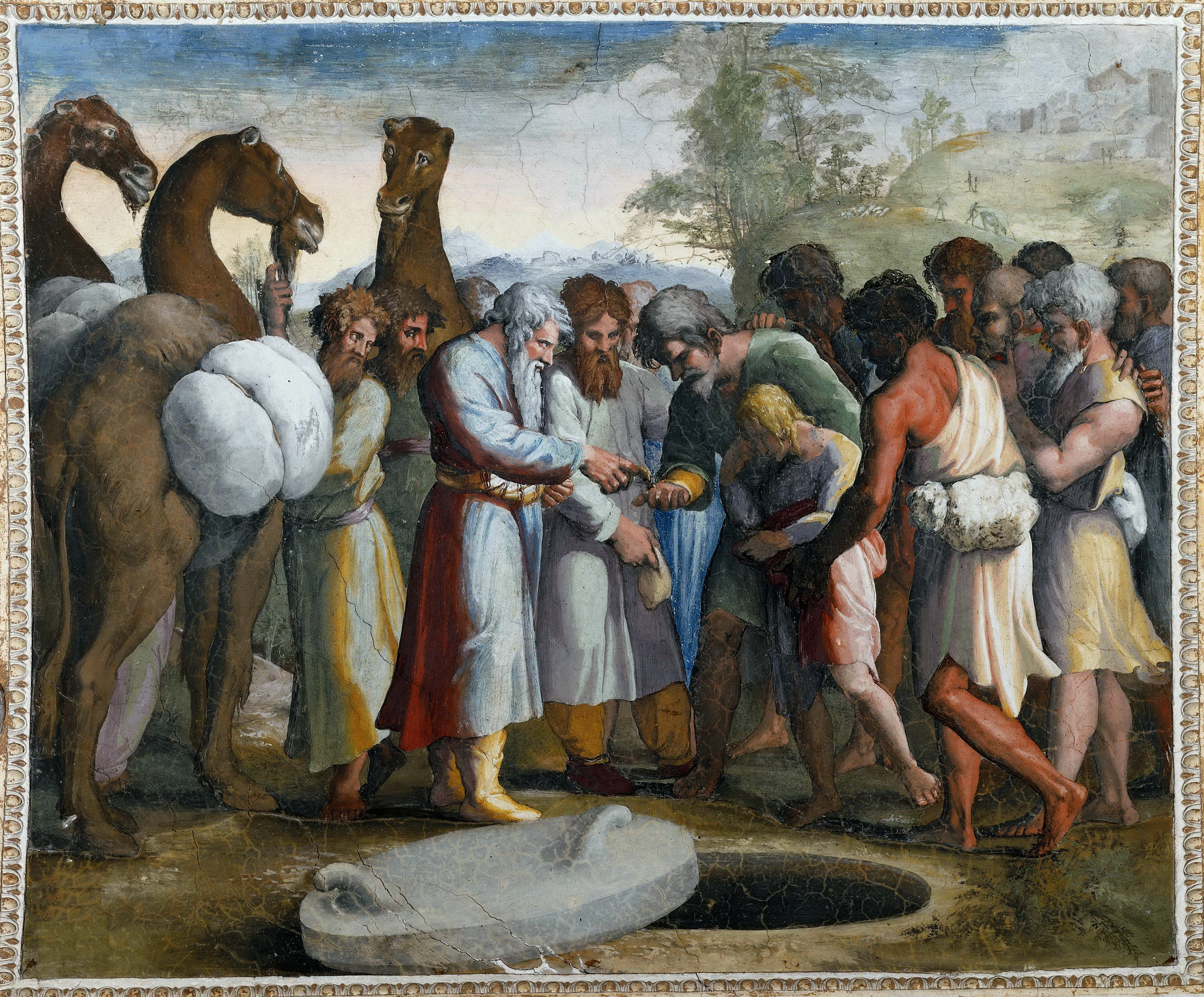
Vente par ses frères.
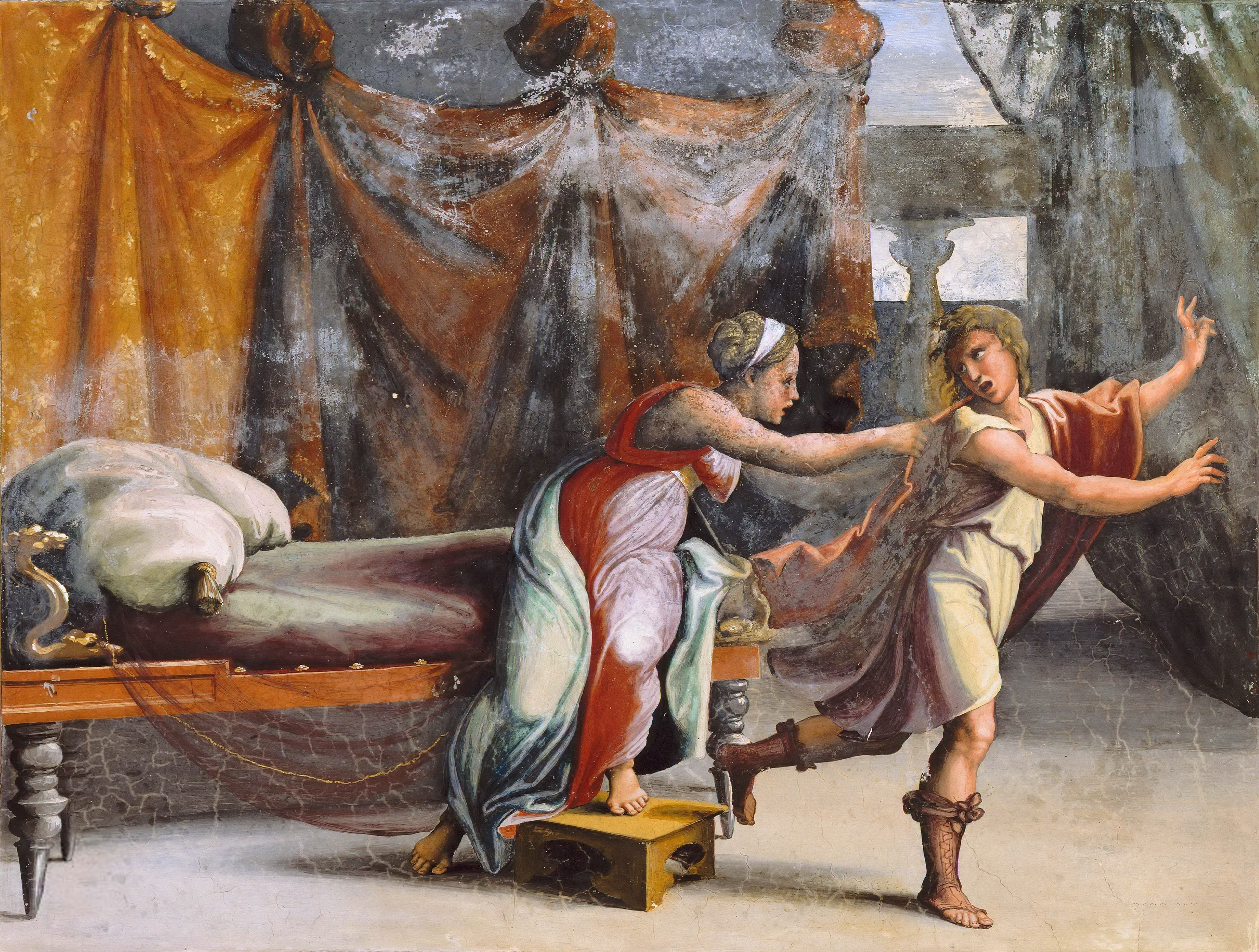
Tentation de la femme de Potiphar.
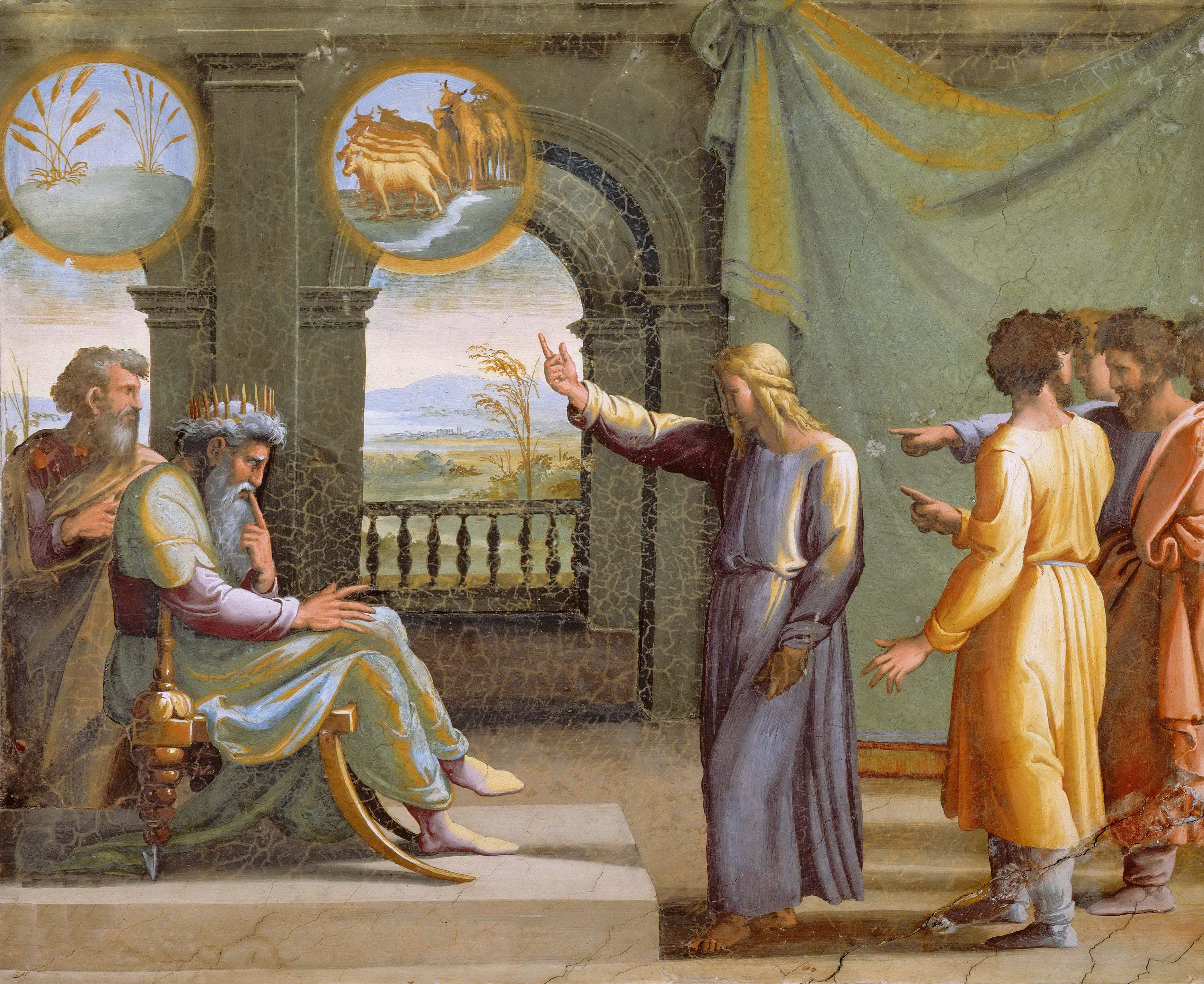
Explication des rêves au pharaon.

#### Huitième voûte

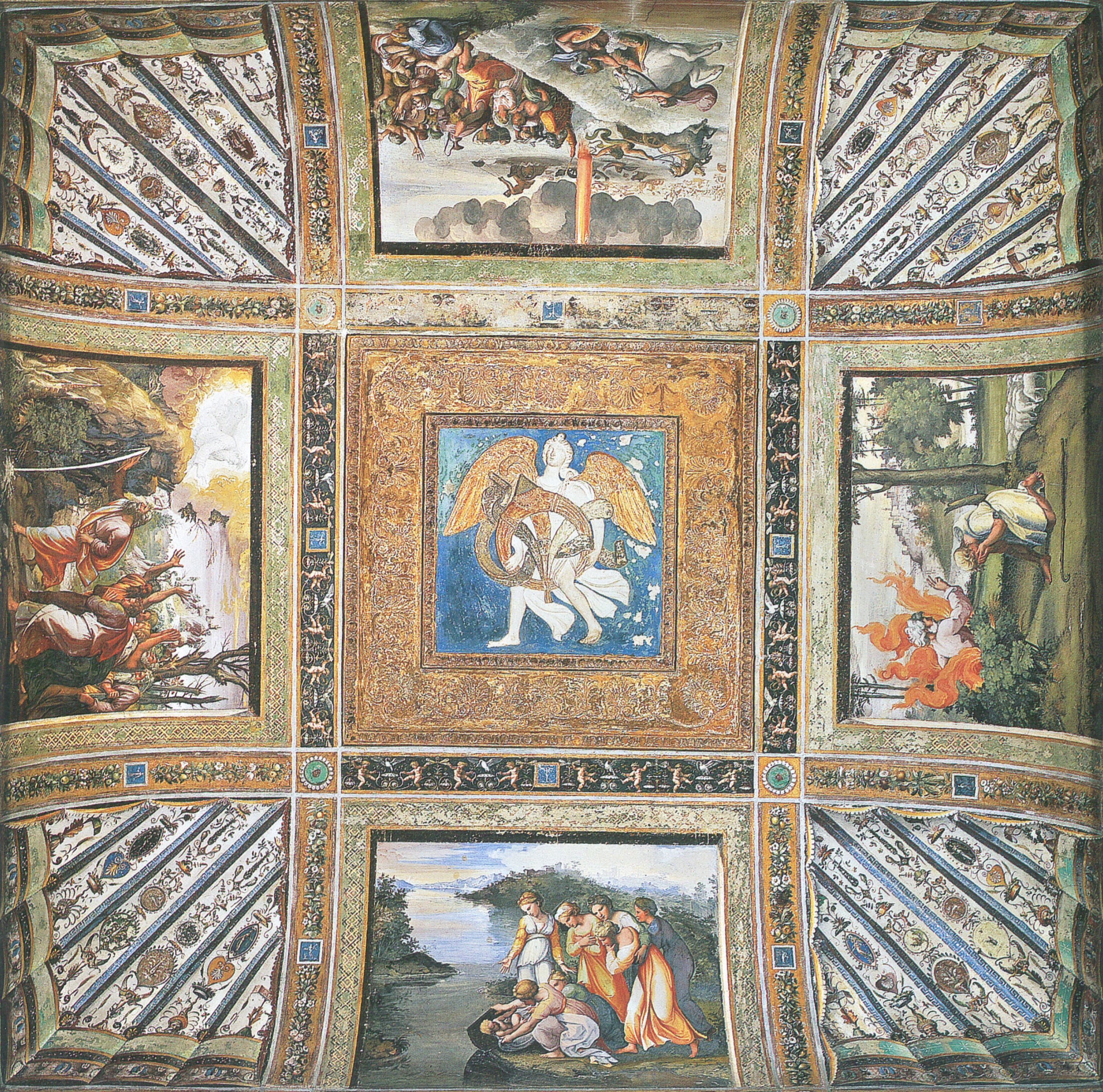
Huitième voûte.

Sur la huitième voûte se trouvent les Histoires de Moïse, de forme rectangulaire : Moïse sauvé des eaux, Le Buisson Ardent, Le Passage de la Mer Rouge et Le Prodige de l'eau libérée d'une falaise. Les deux premières scènes et la quatrième sont généralement attribuées à Jules Romain, tandis que la troisième est d'attribution plus discordante, peut-être par Giulio Romano ou par Perin del Vaga.
La scène monochrome représente la Chute de la manne.

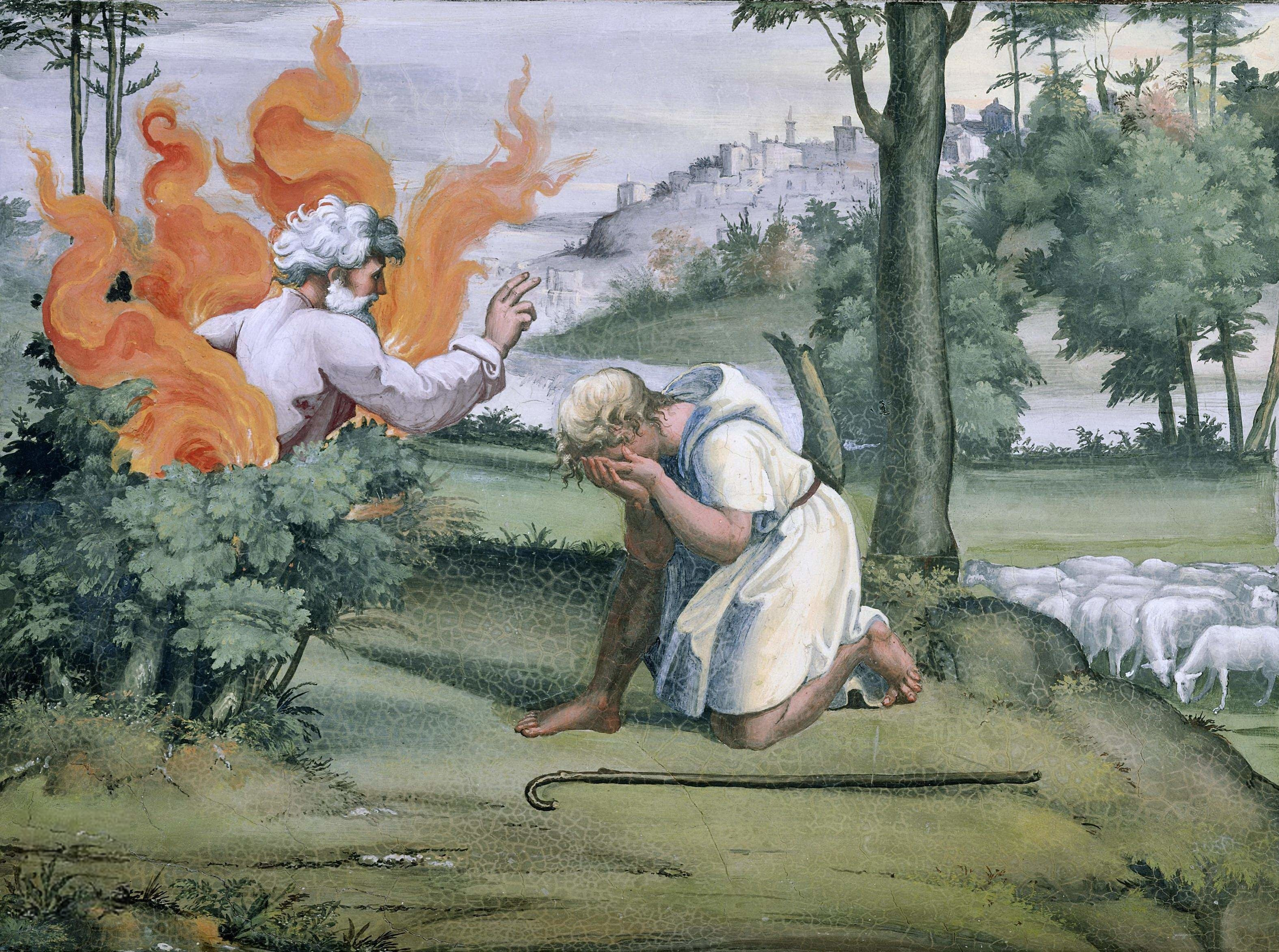
Buisson ardent.
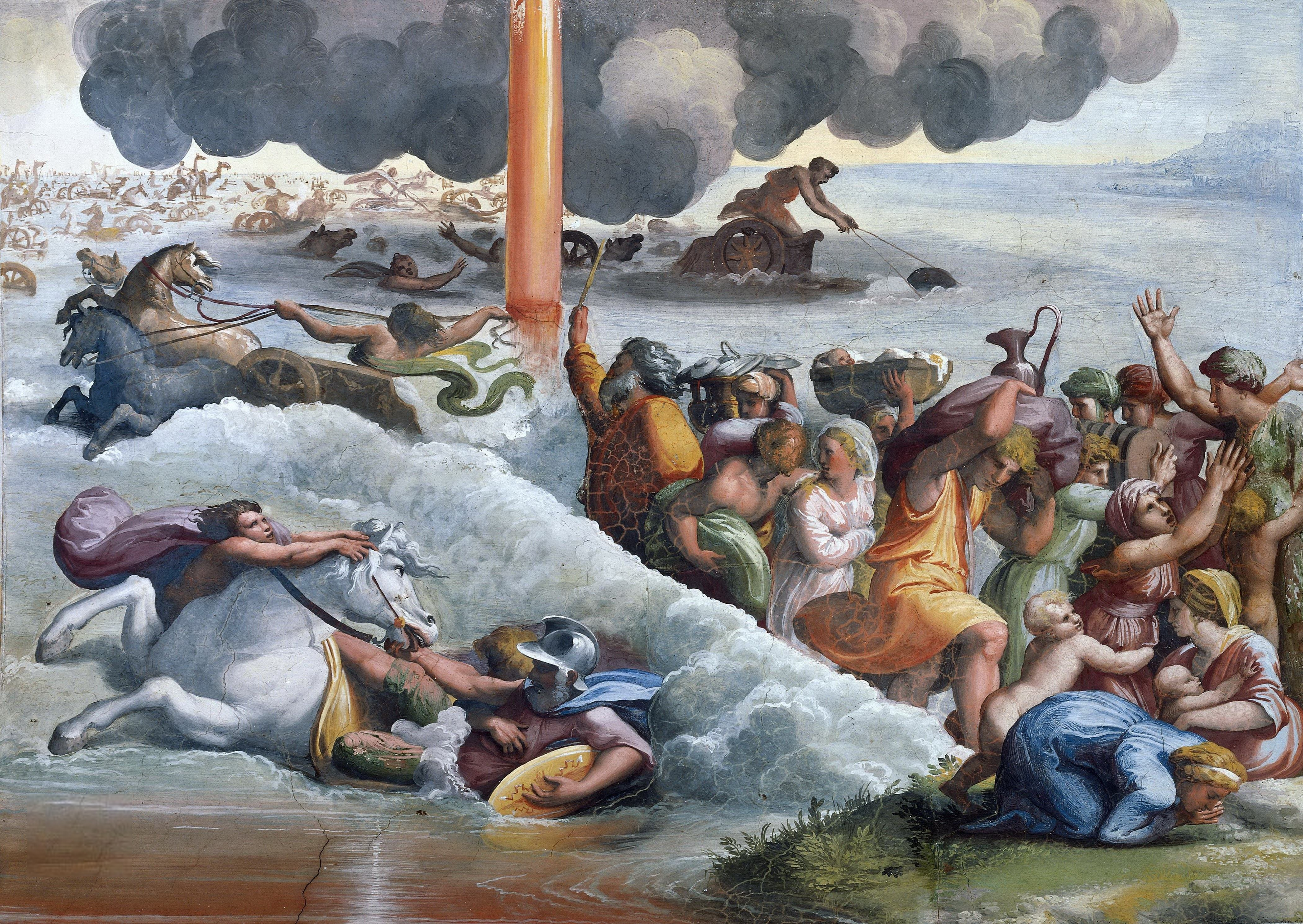
Passage de la Mer Rouge.
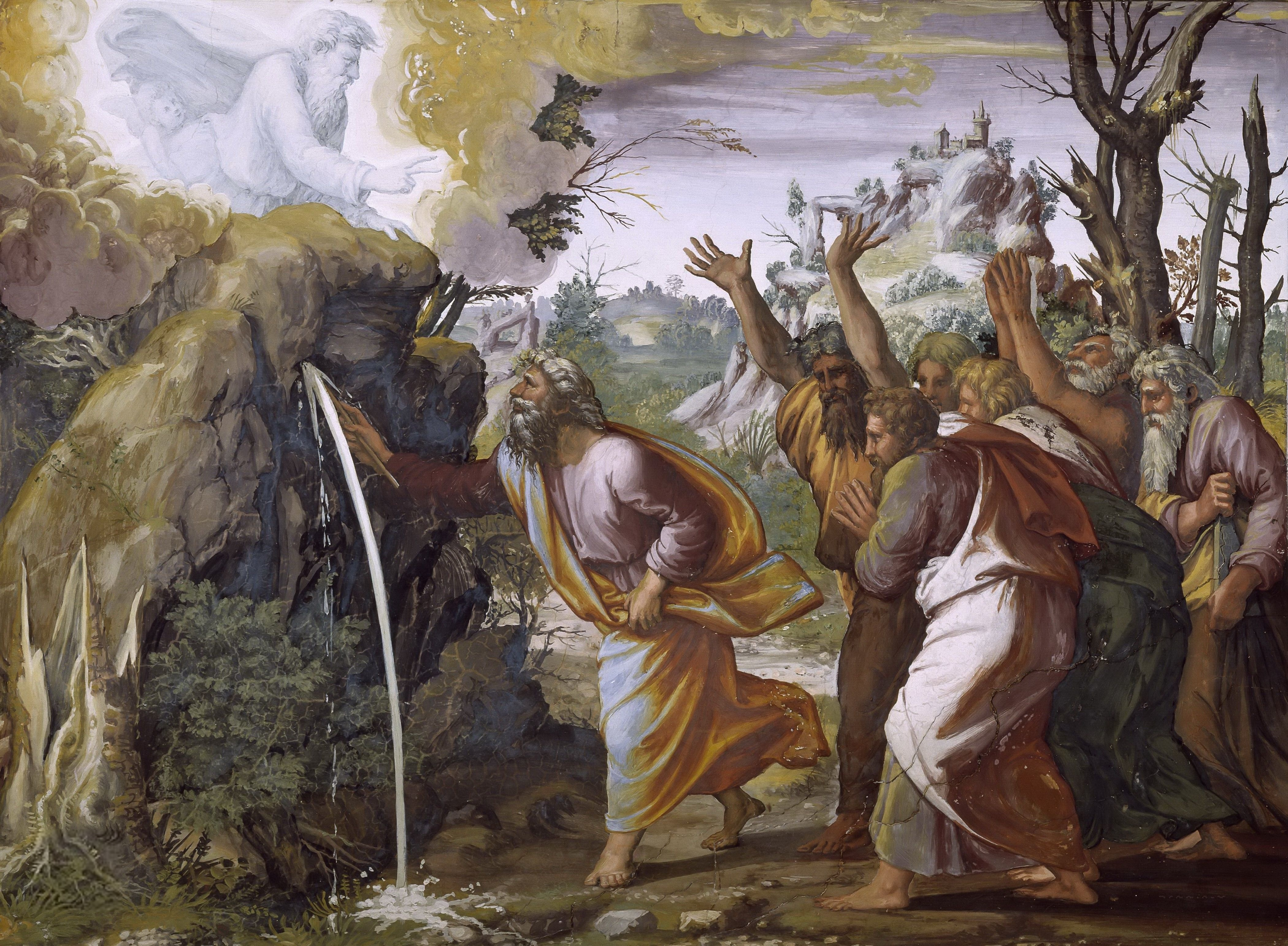
Prodige de l'eau fait jaillir d'une falaise.
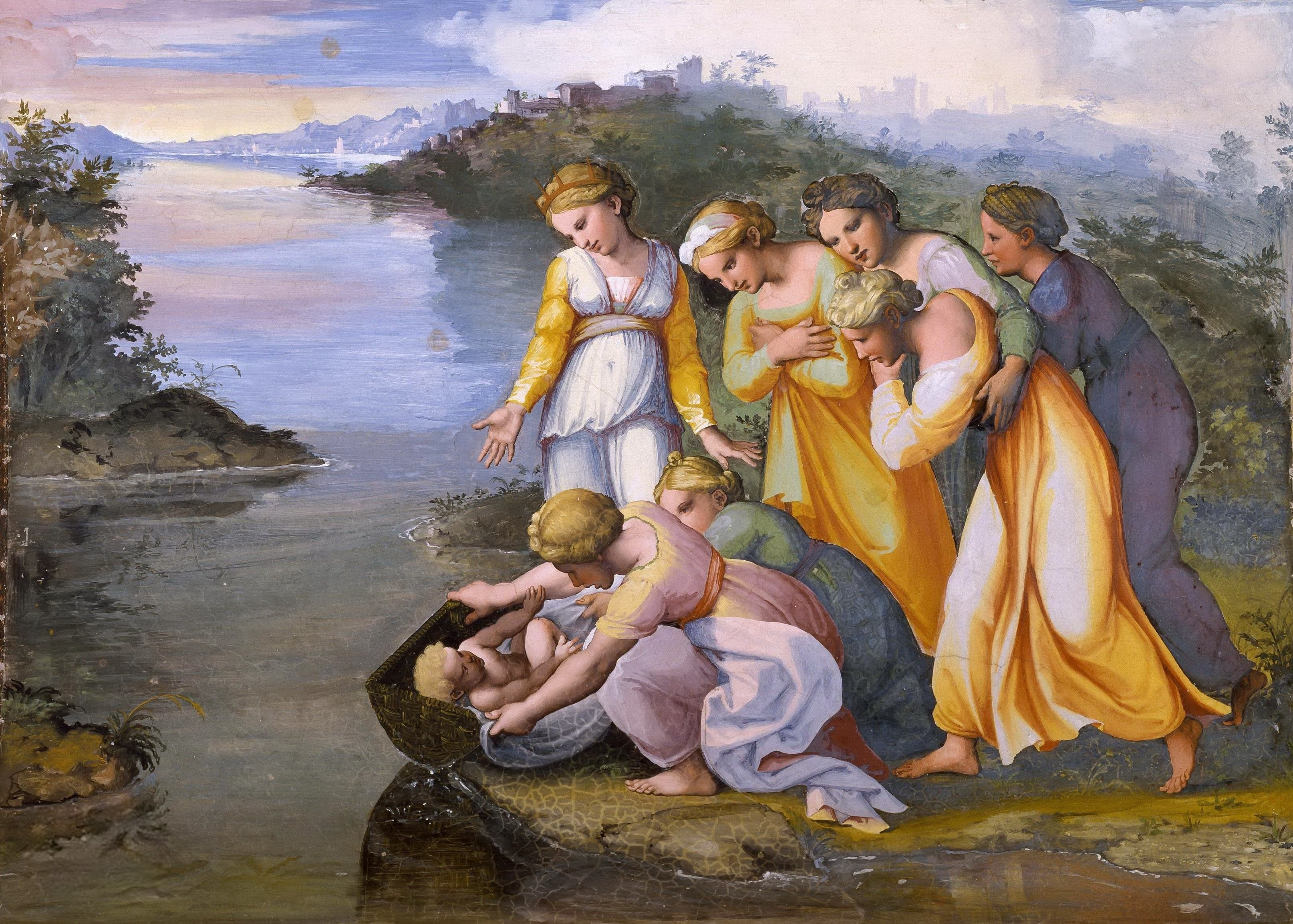
Moïse sauvé des eaux.

#### Neuvième voûte

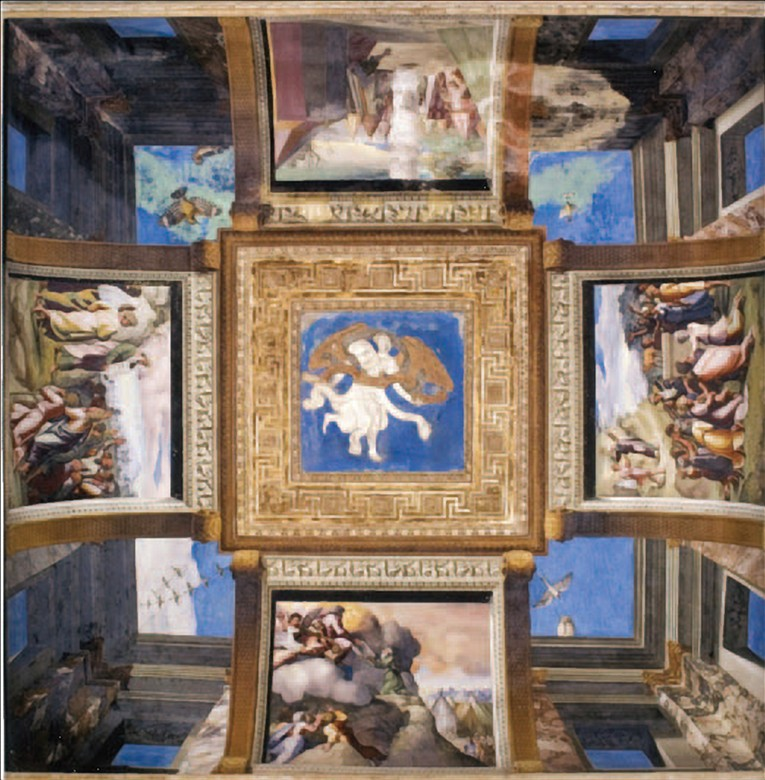
Neuvième voûte.

La neuvième voûte est décorée des Histoires de Moïse et Josué, de forme rectangulaire, peut-être de Raffaellino del Colle ou du résultat de la collaboration Romano / Penni. Elles montrent : La Remise des Tables de la Loi, L'Adoration du Veau d'or, La Colonne de Fumée et La Présentation de la Loi aux Juifs.
Dans le socle, le monochrome représente peut-être Josué s'adressant aux Israélites.

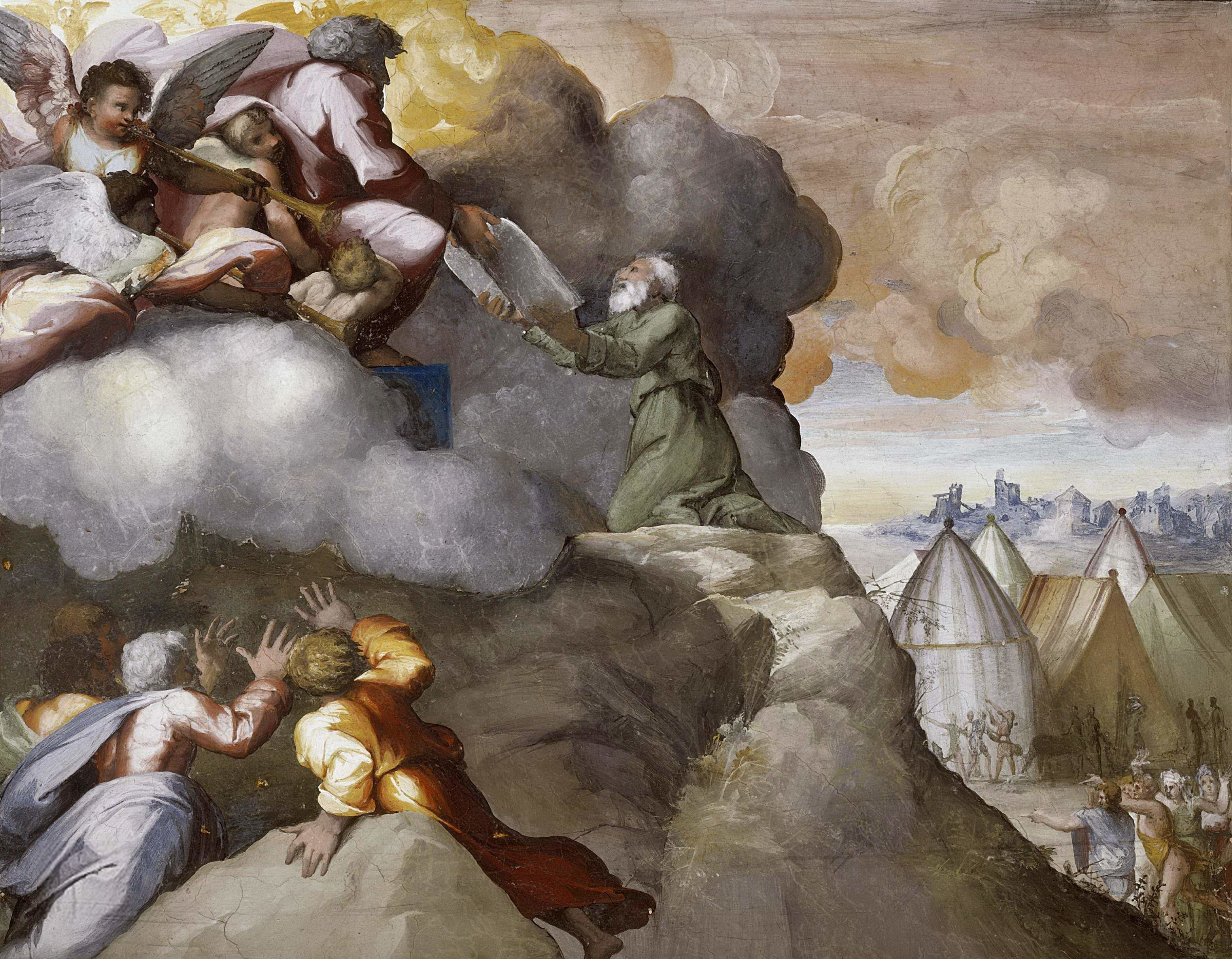
Remise des Tables de la Loi.
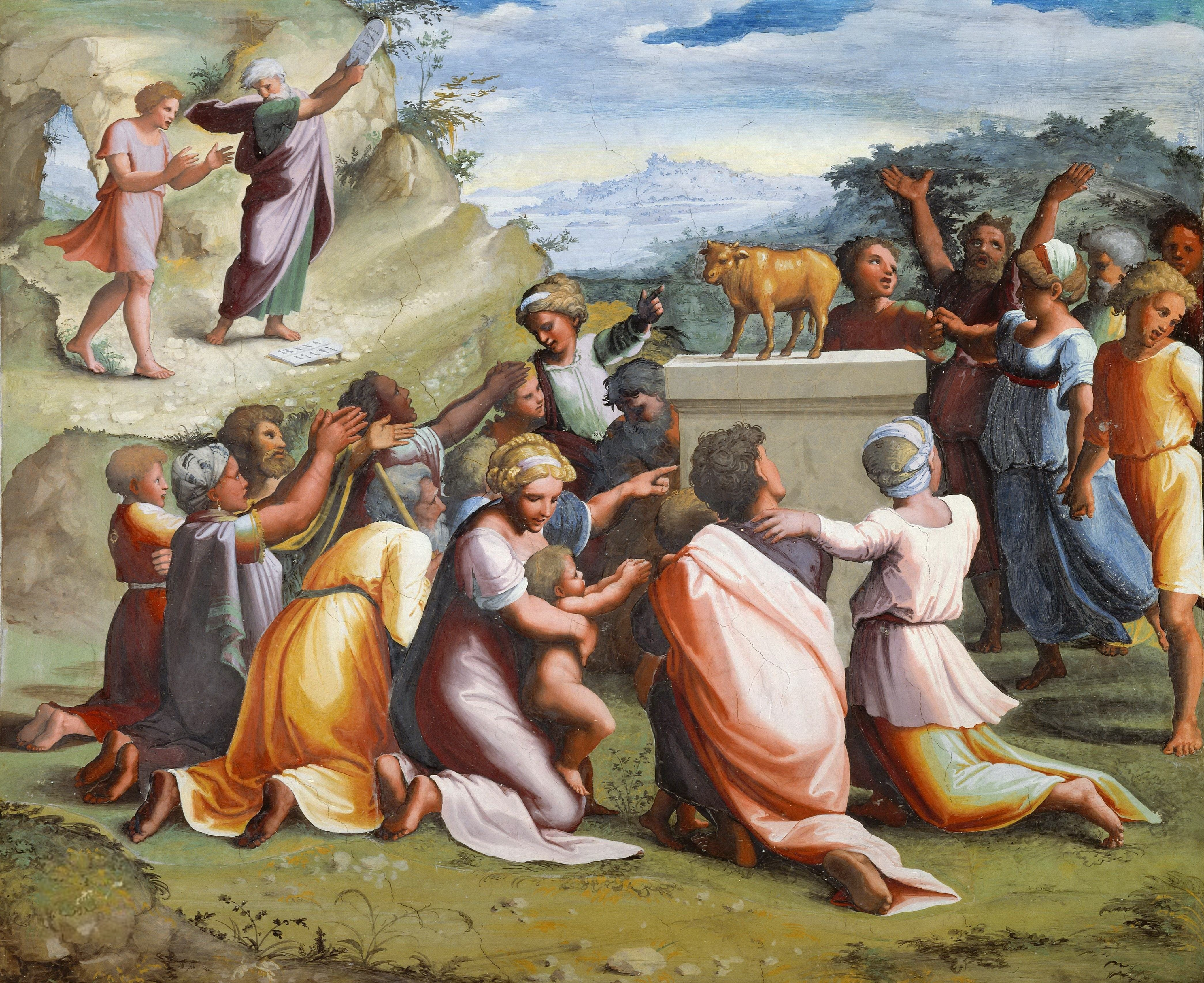
Adoration du veau d'or.
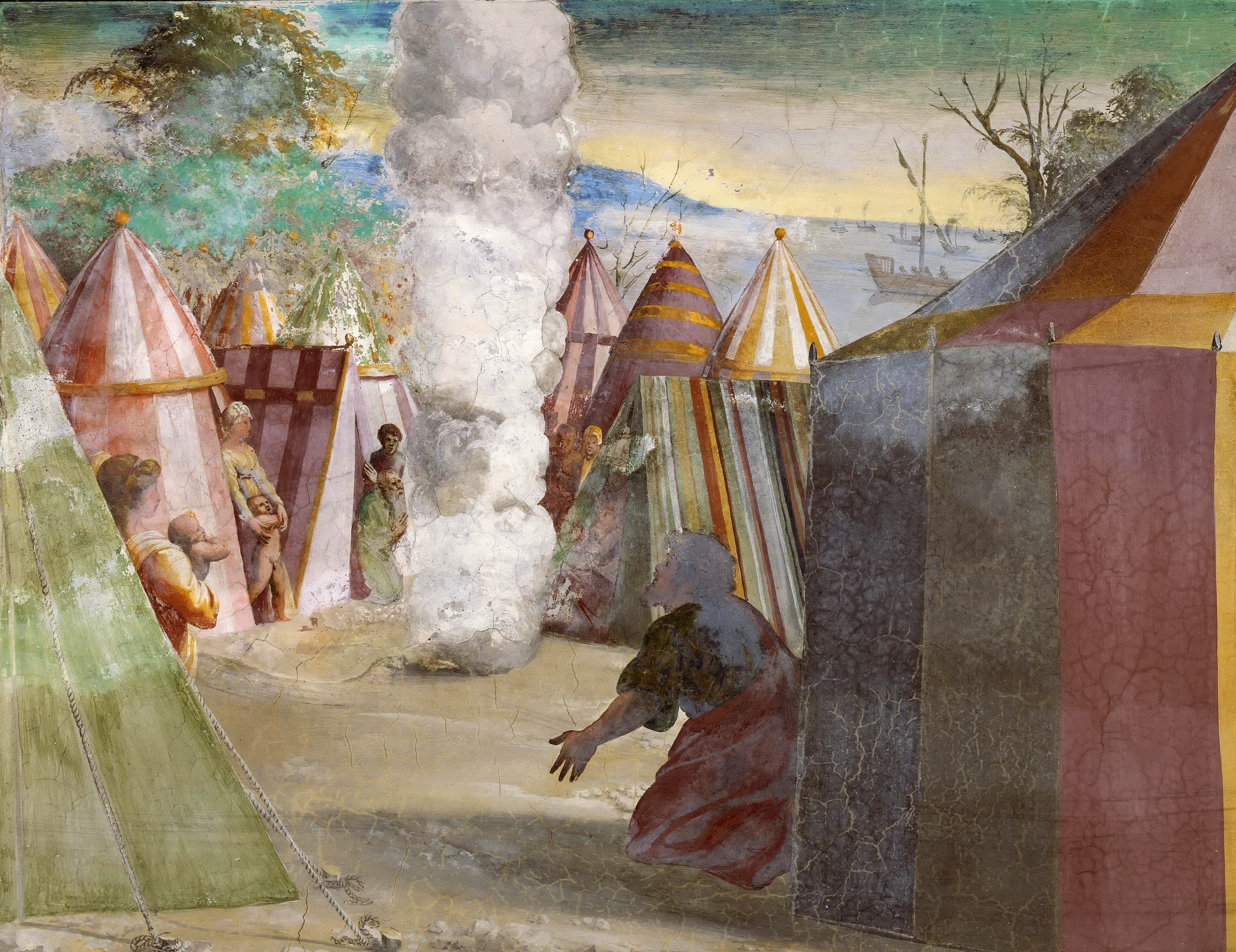
Colonne de fumée.
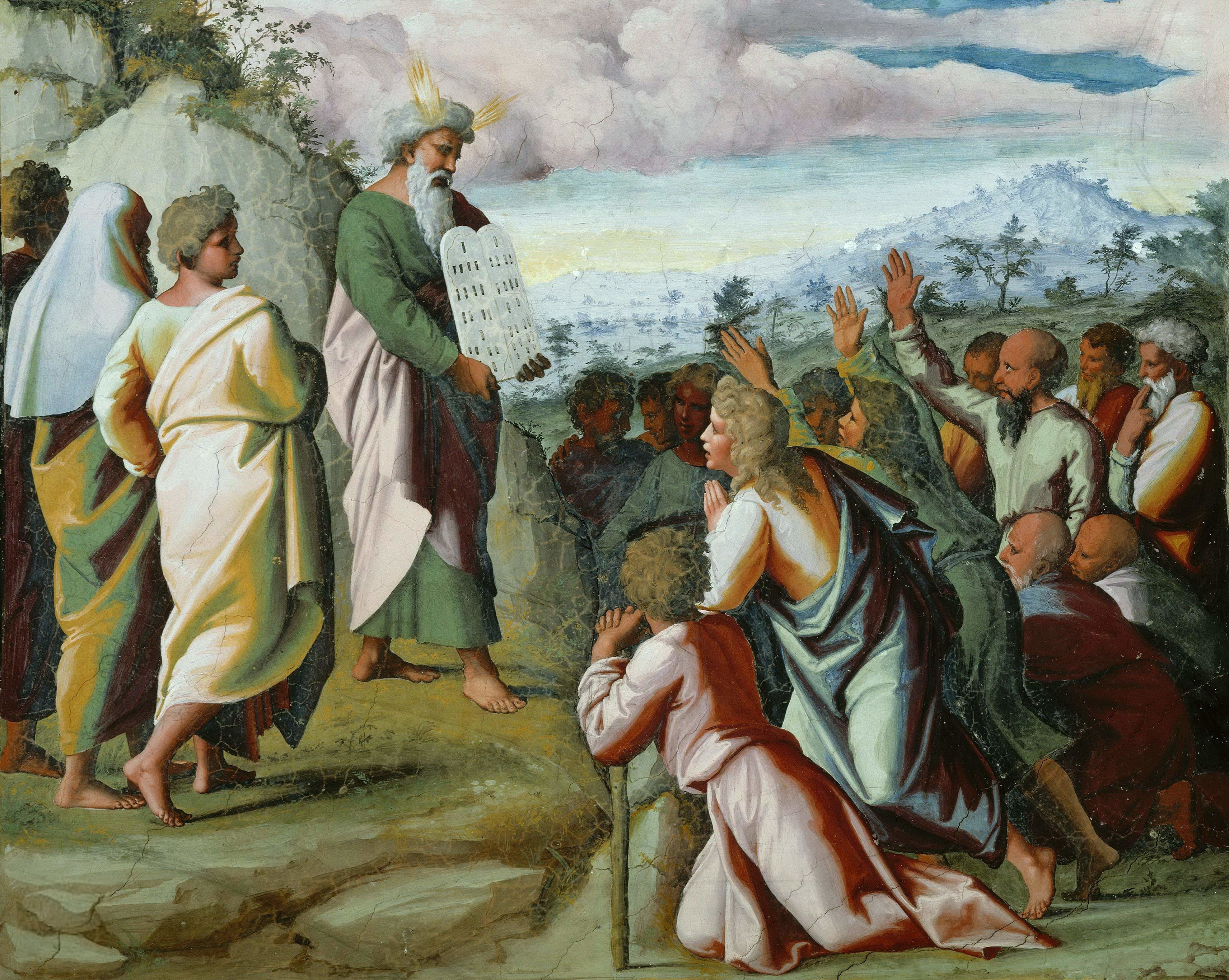
Présentation de la Loi aux Juifs.

#### Dixième voûte
Pour la dixième voûte, les Histoires de Josué ont été choisies, sous forme d'arc, avec : La Traversée du Jourdain, La Chute de Jéricho, Josué arrêtant le Soleil et la Lune et Le Partage de la terre promise. Vasari attribue les première et troisième histoires à Perin del Vaga, une attribution généralement étendue aux autres également. Le carton de la troisième scène existait au XIXe siècle, que Johann David Passavant a vu dans la maison Gaddi à Florence.
Il n'y a pas de monochrome pour la porte menant à la Sala dei Palafrenieri ; malgré cela Bartoli, dans une série de gravures, a placé deux personnages debout et deux couloirs sur les côtés d'une porte, peut-être une de ses inventions ou une représentation du monochrome perdu de la travée suivante.

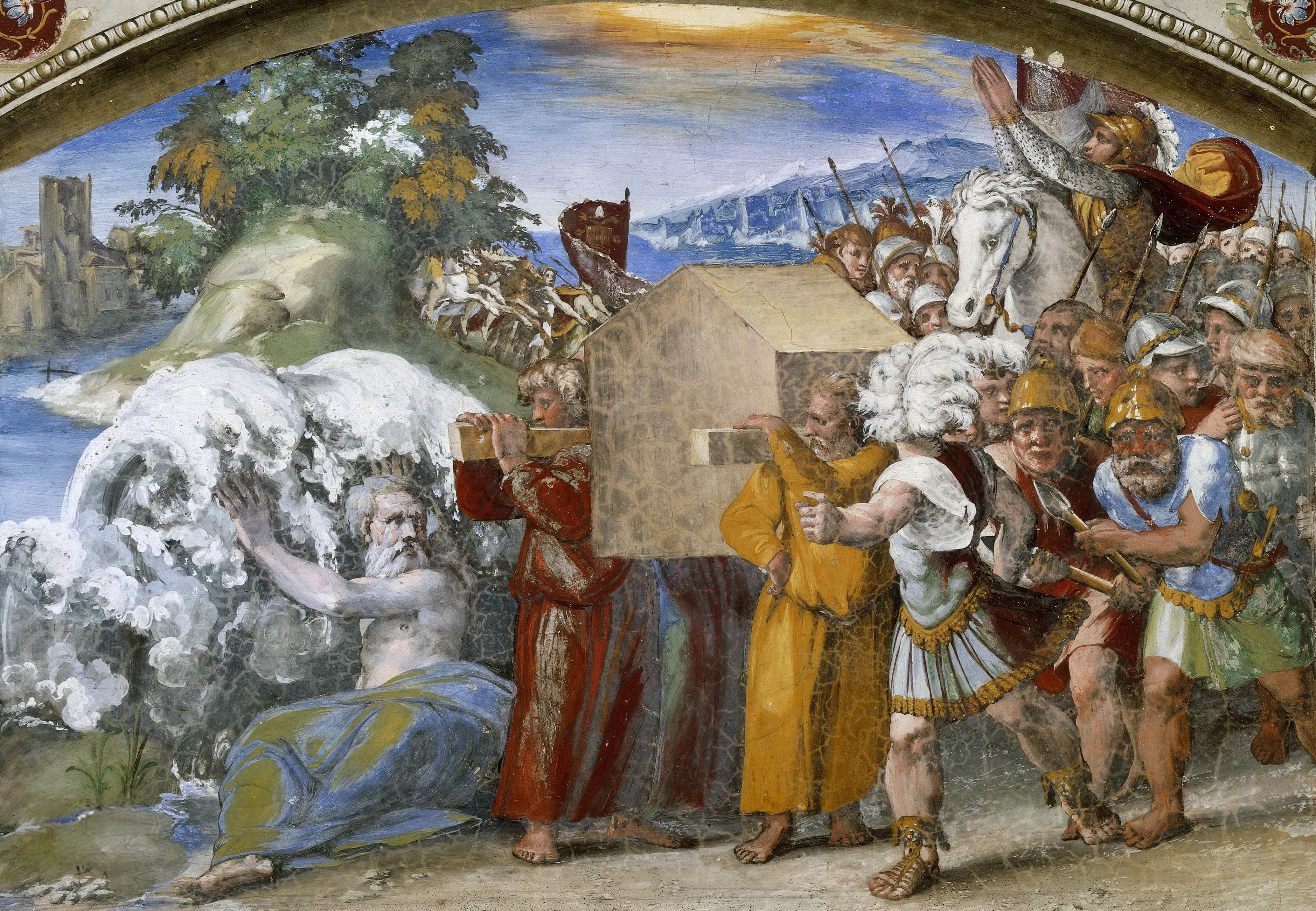
Traversée du Jourdain.
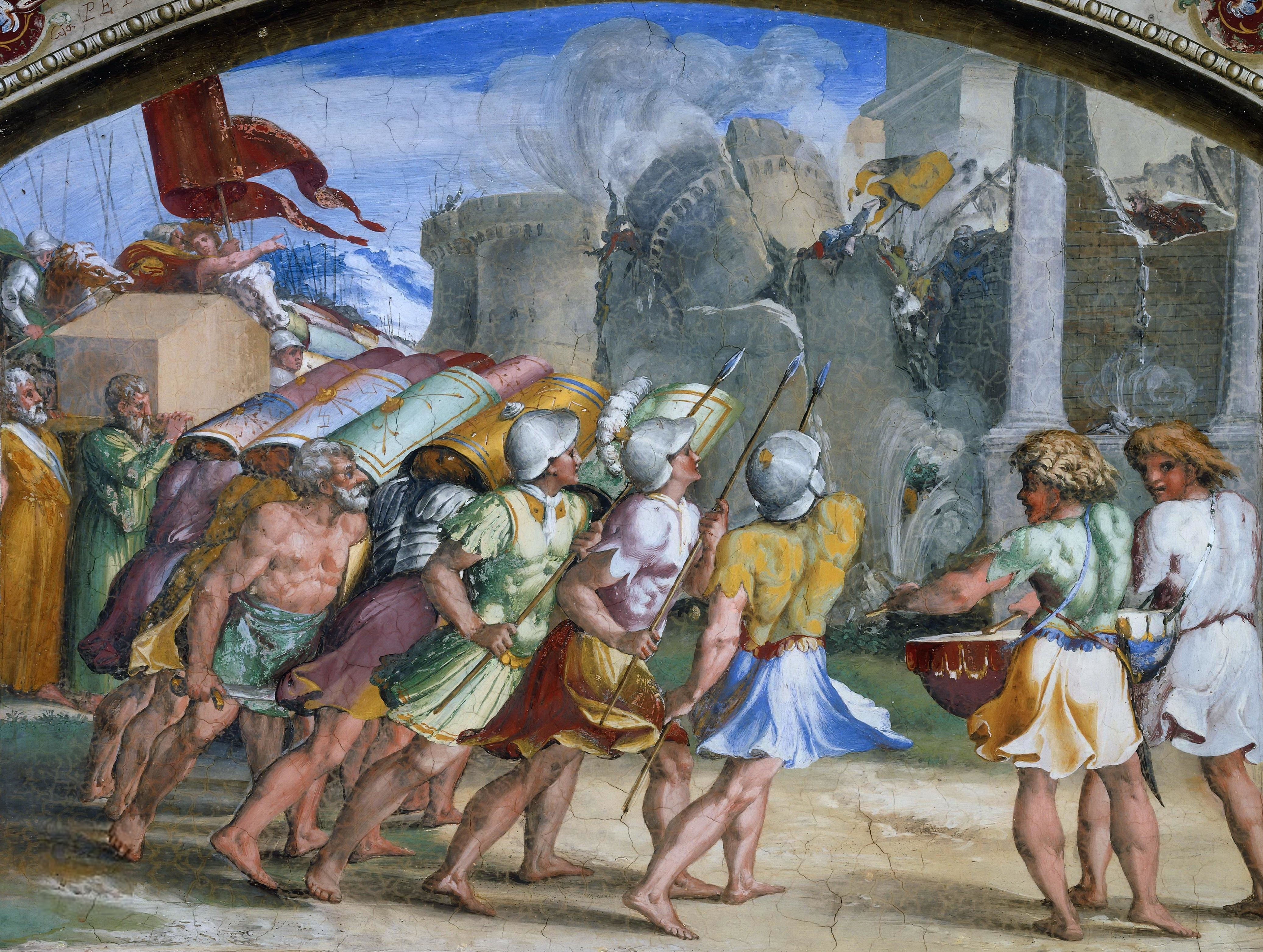
Chute de Jéricho.
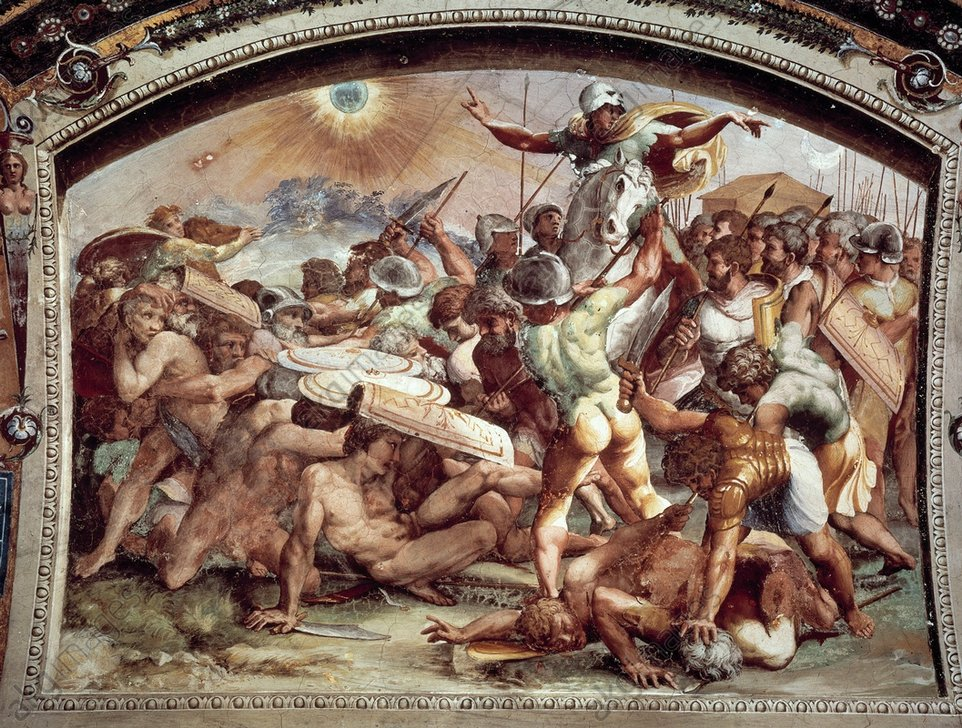
Josué arrêtant le soleil et la lune.
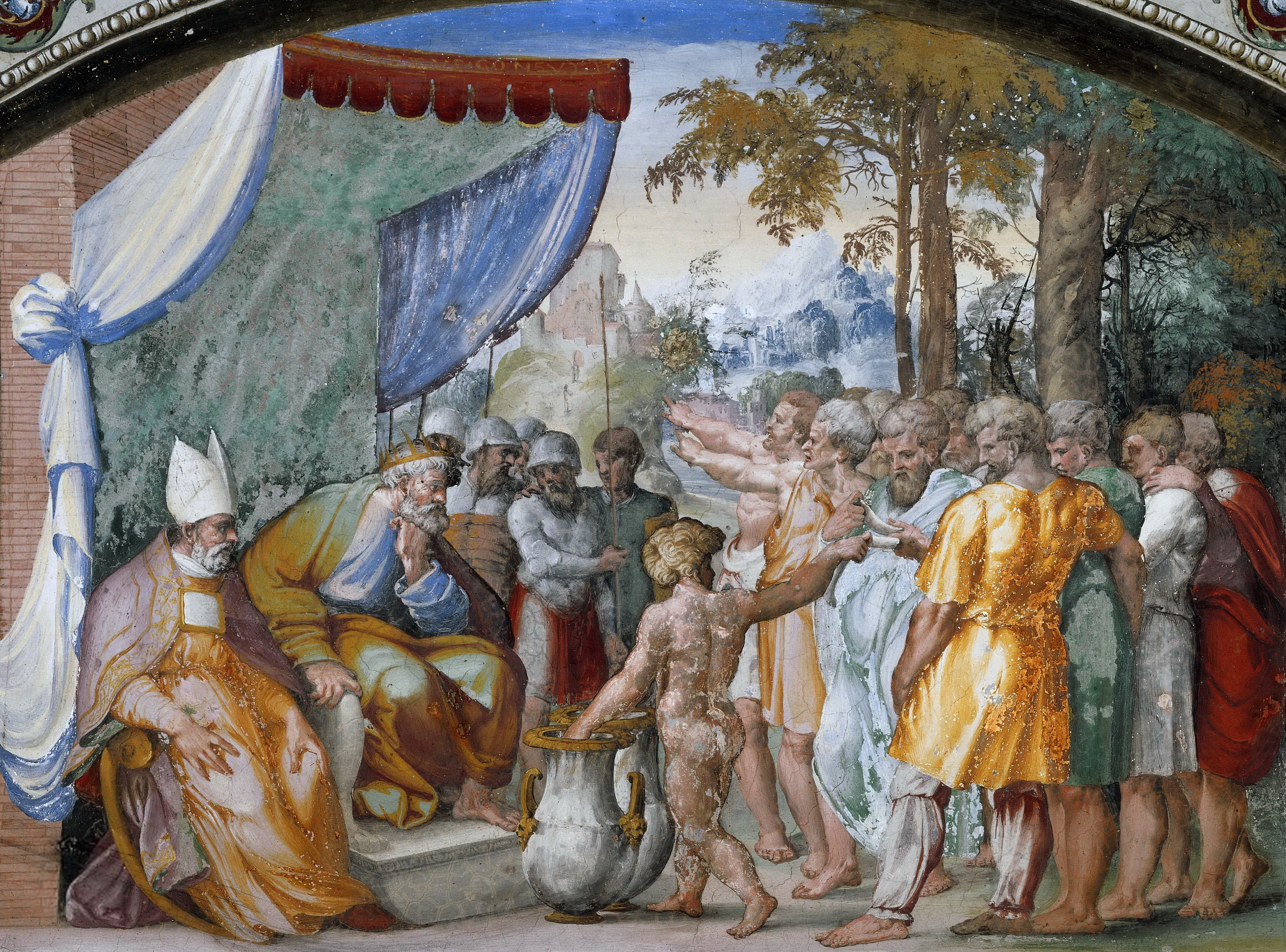
Partage de la terre promise.

#### Onzième voûte

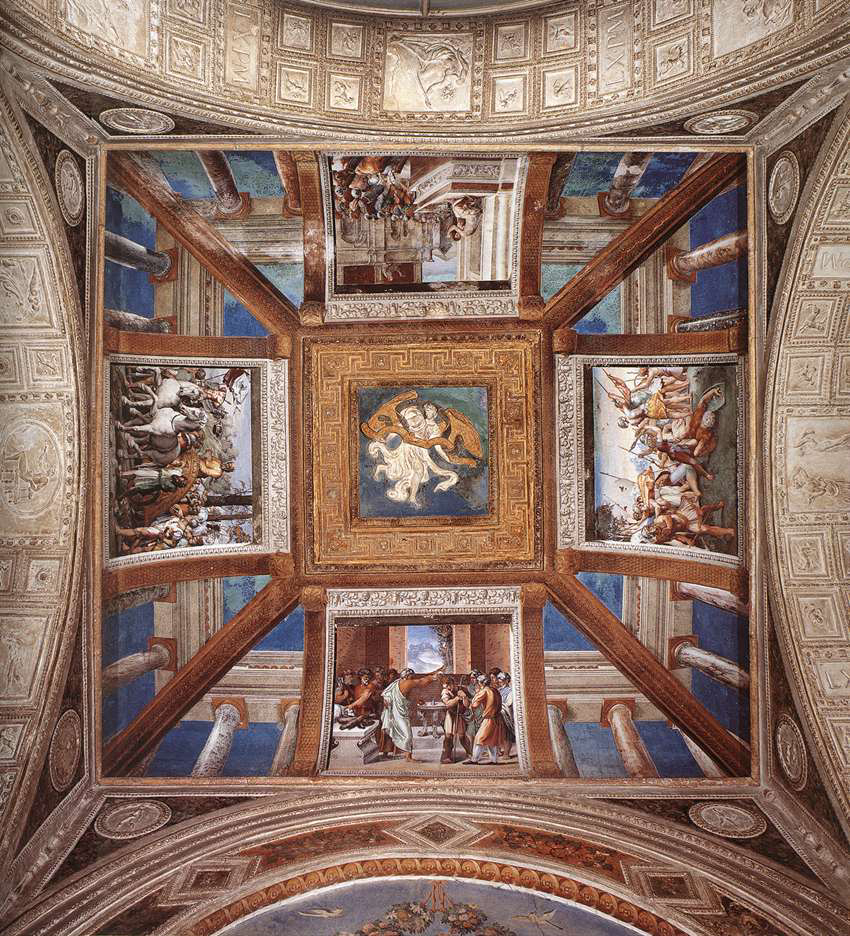
Onzième voûte.

Dans la onzième voûte se trouvent les Histoires de David, avec : La Consécration, Le Choc avec Goliath, Le Triomphe sur les Assyriens et La Toilette de Bethsabée, toutes faisant référence à Perin del Vaga d'après un dessin de Jules Romain ou Giovan Francesco Penni.

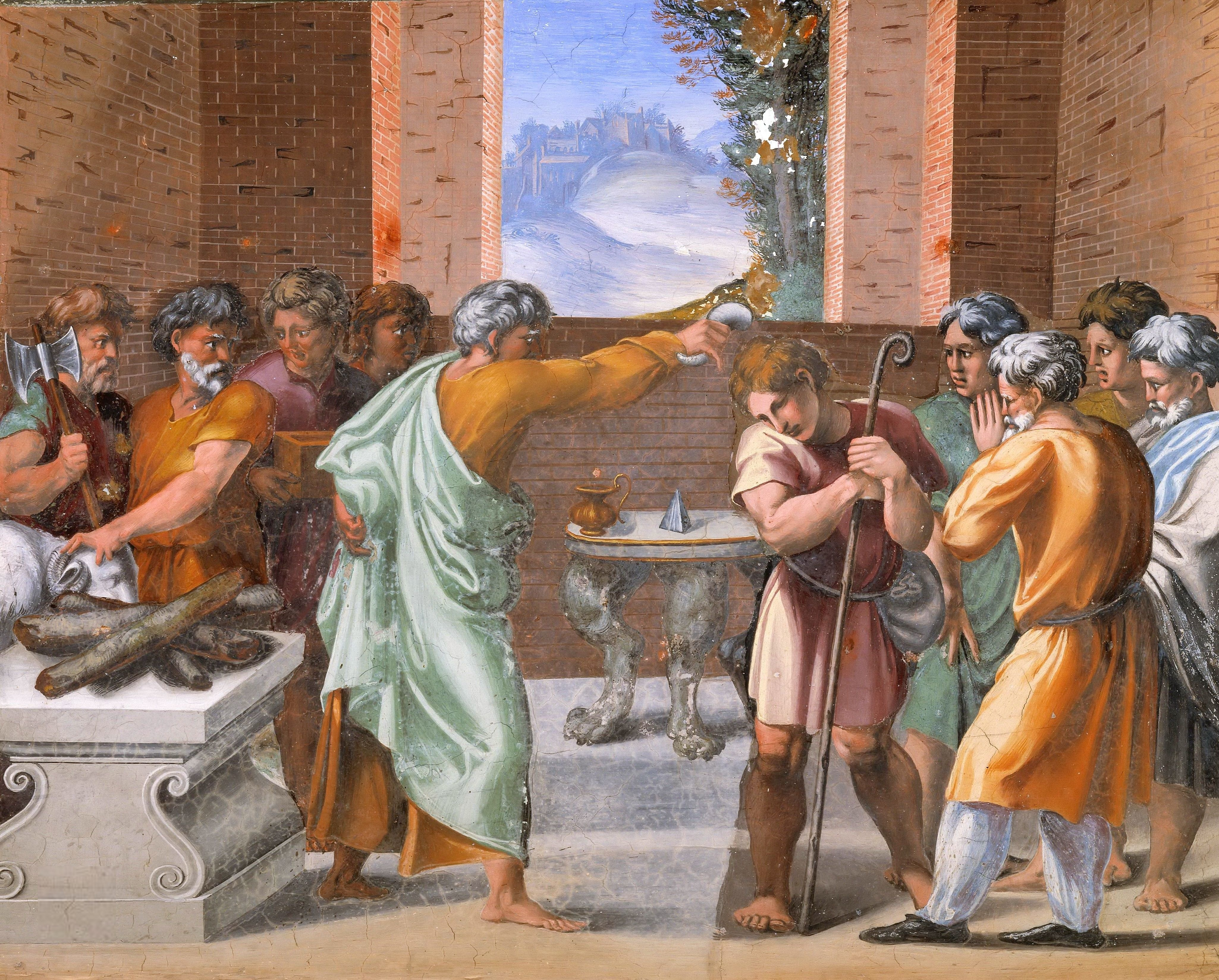
Consécration.
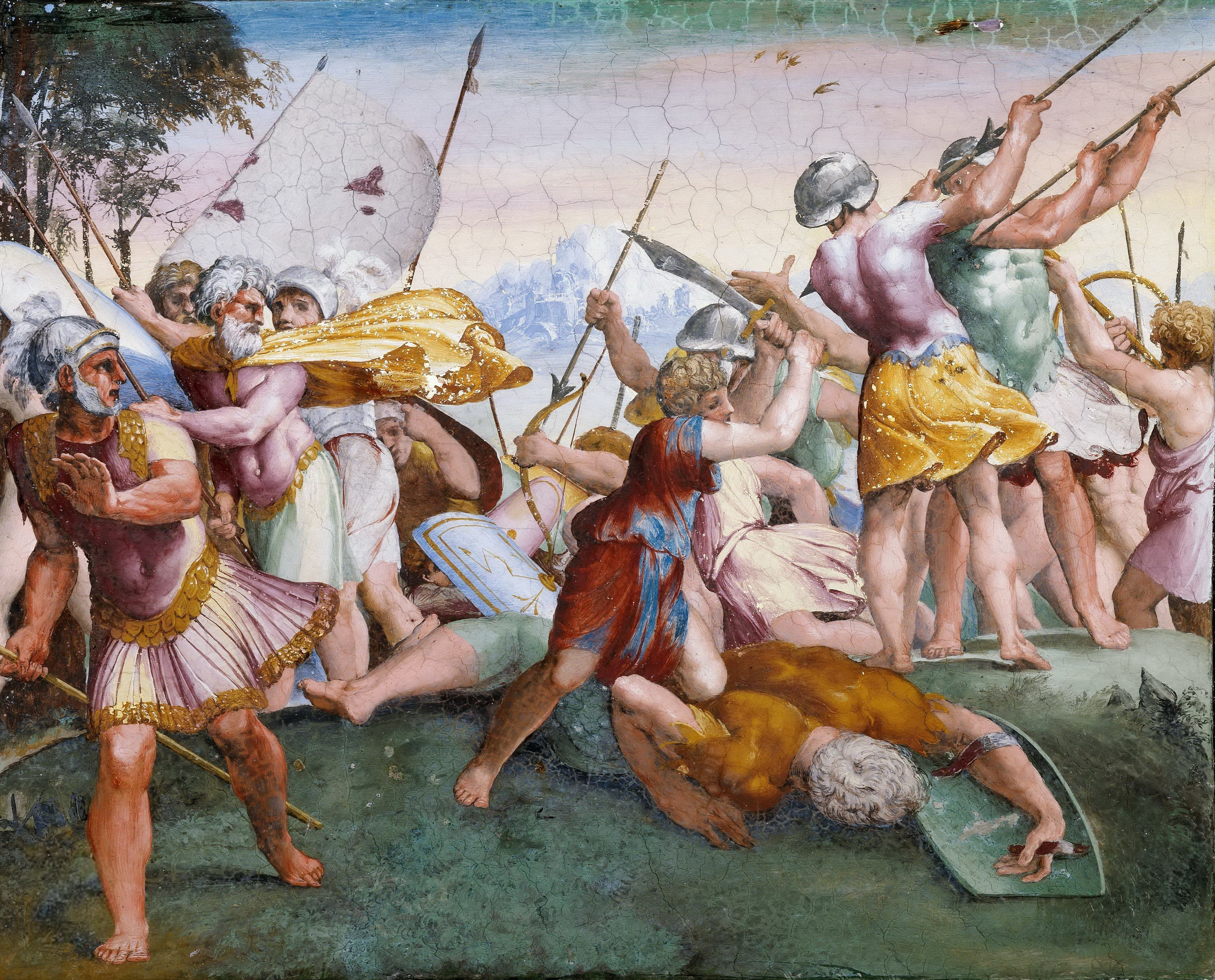
Choc avec Goliath.
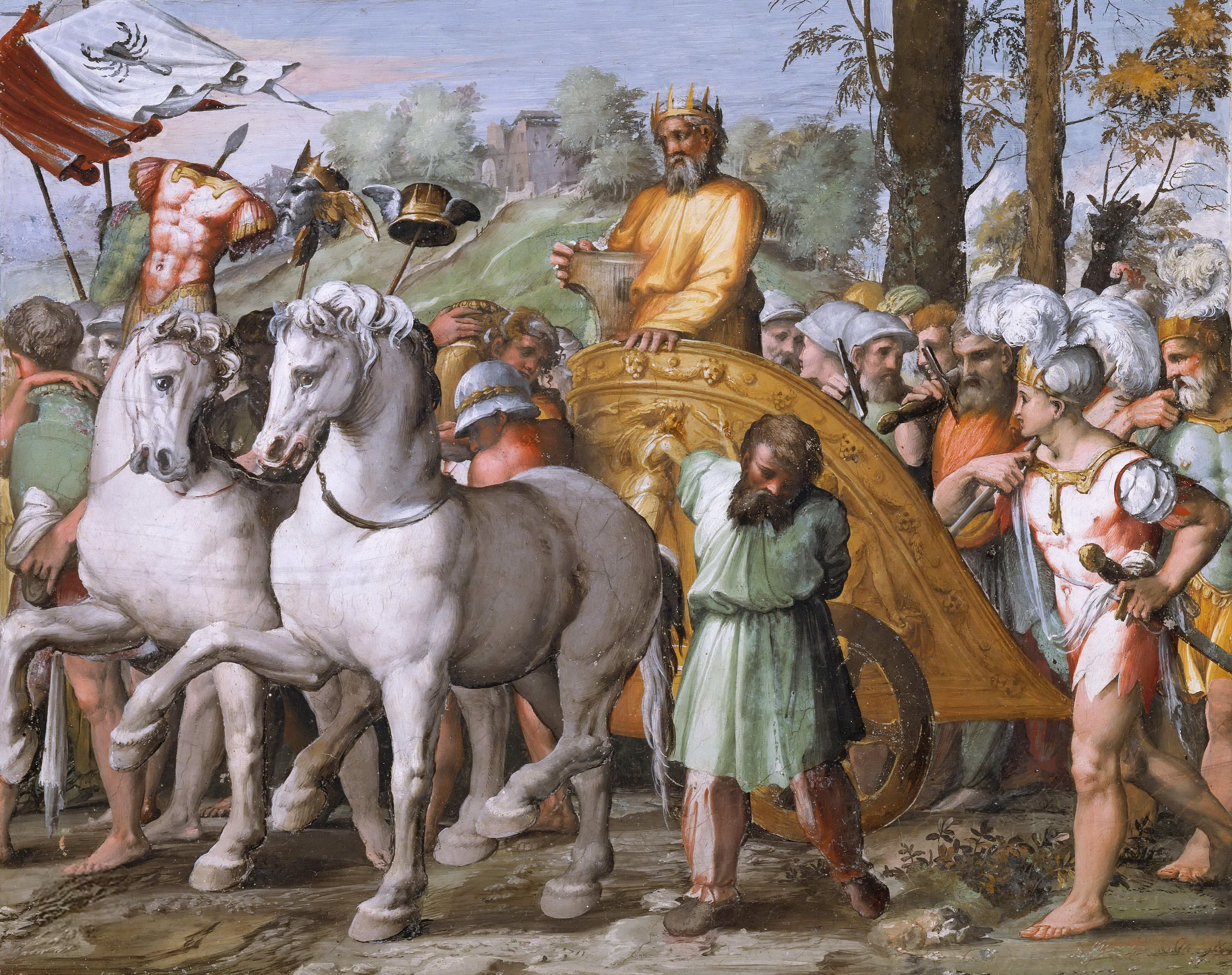
Triomphe sur les Assyriens.
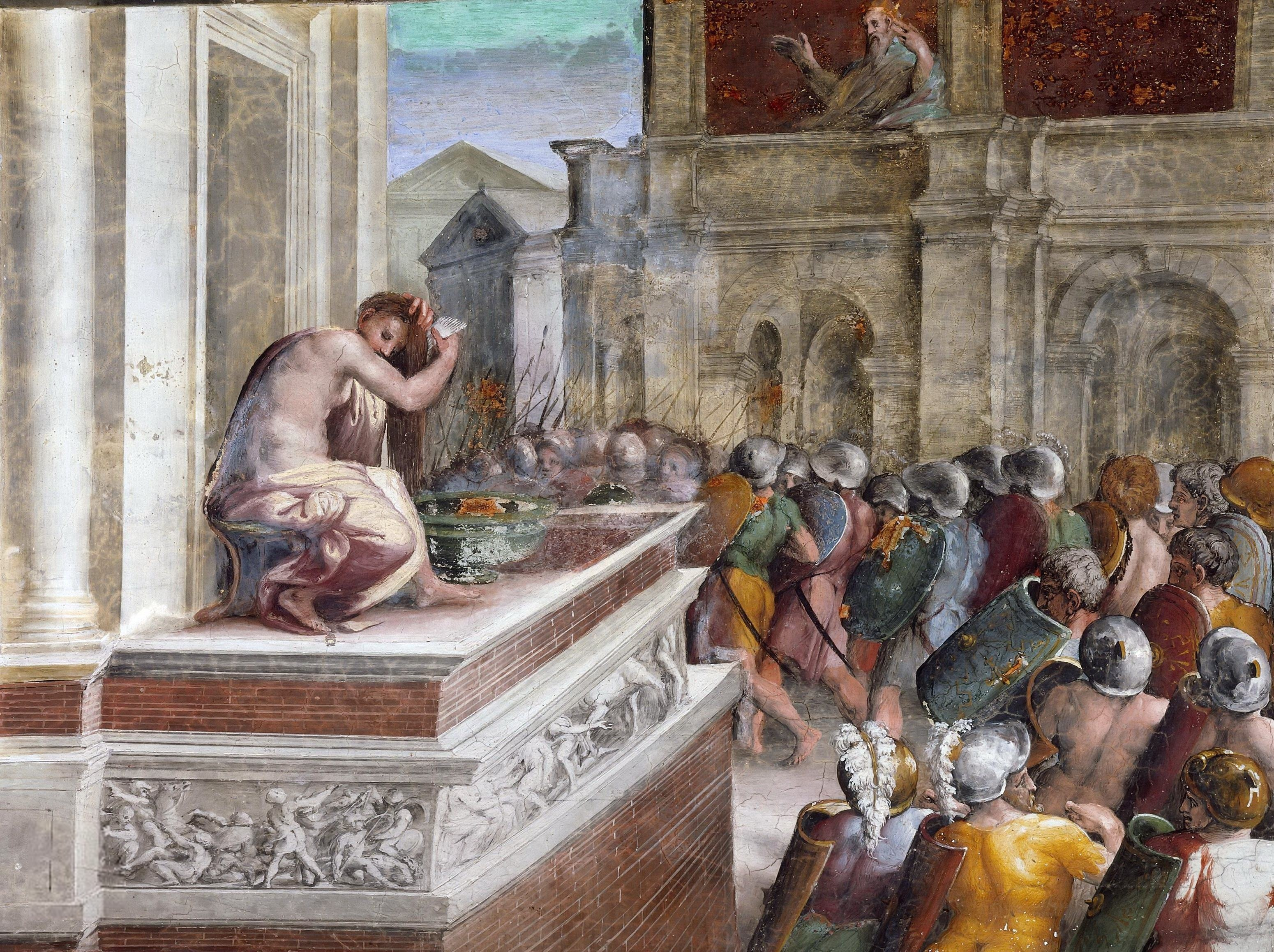
Toilette de Bethsabée.

#### Douzième voûte
La douzième voûte est consacrée aux Histoires de Salomon : La Consécration du Roi, Le Jugement, La Rencontre avec la reine de Saba et La Construction du temple de Jérusalem, généralement attribuées à Perin del Vaga.
Le monochrome du socle montre Bethsabée devant David.

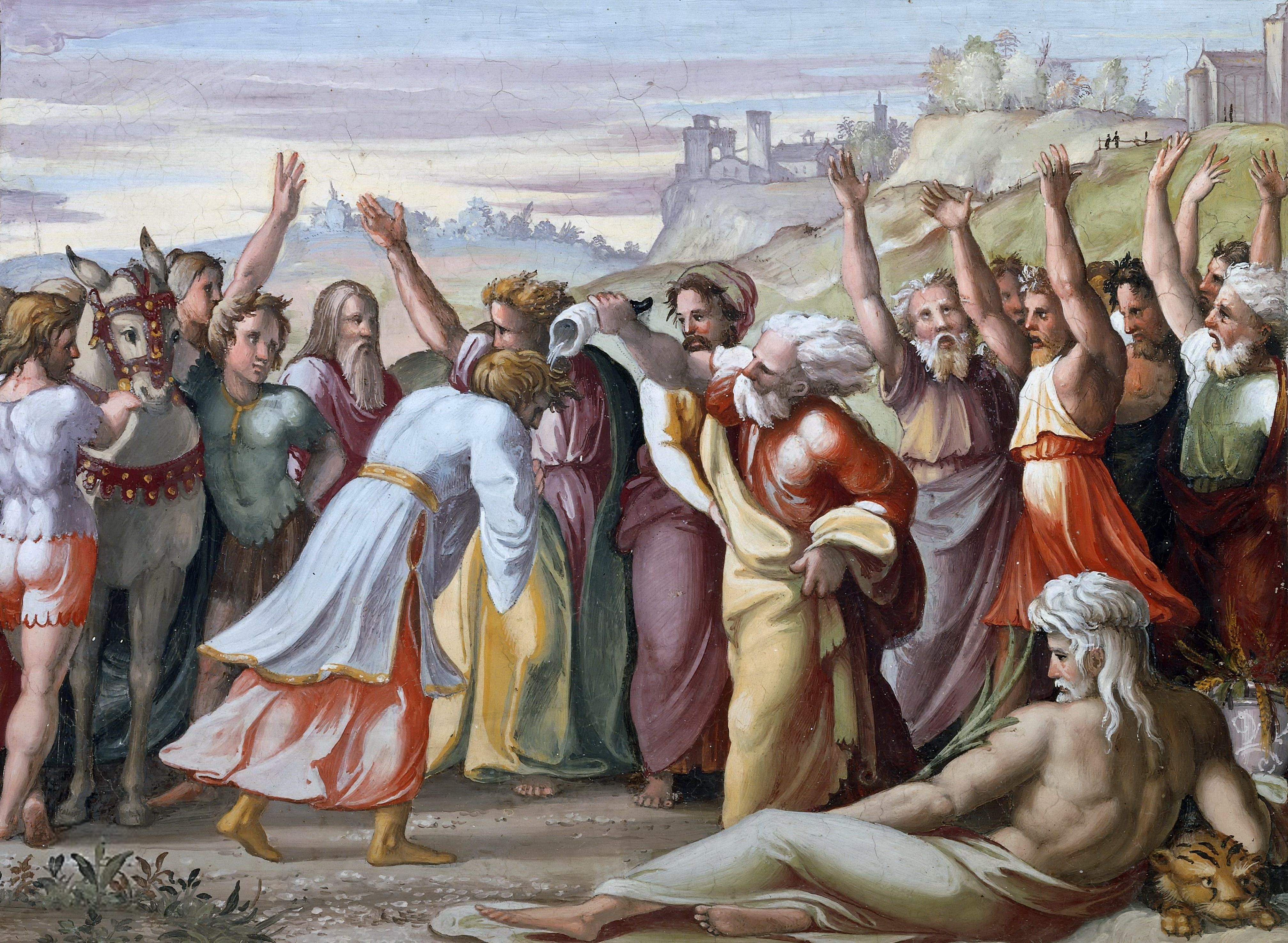
La Consécration du roi.
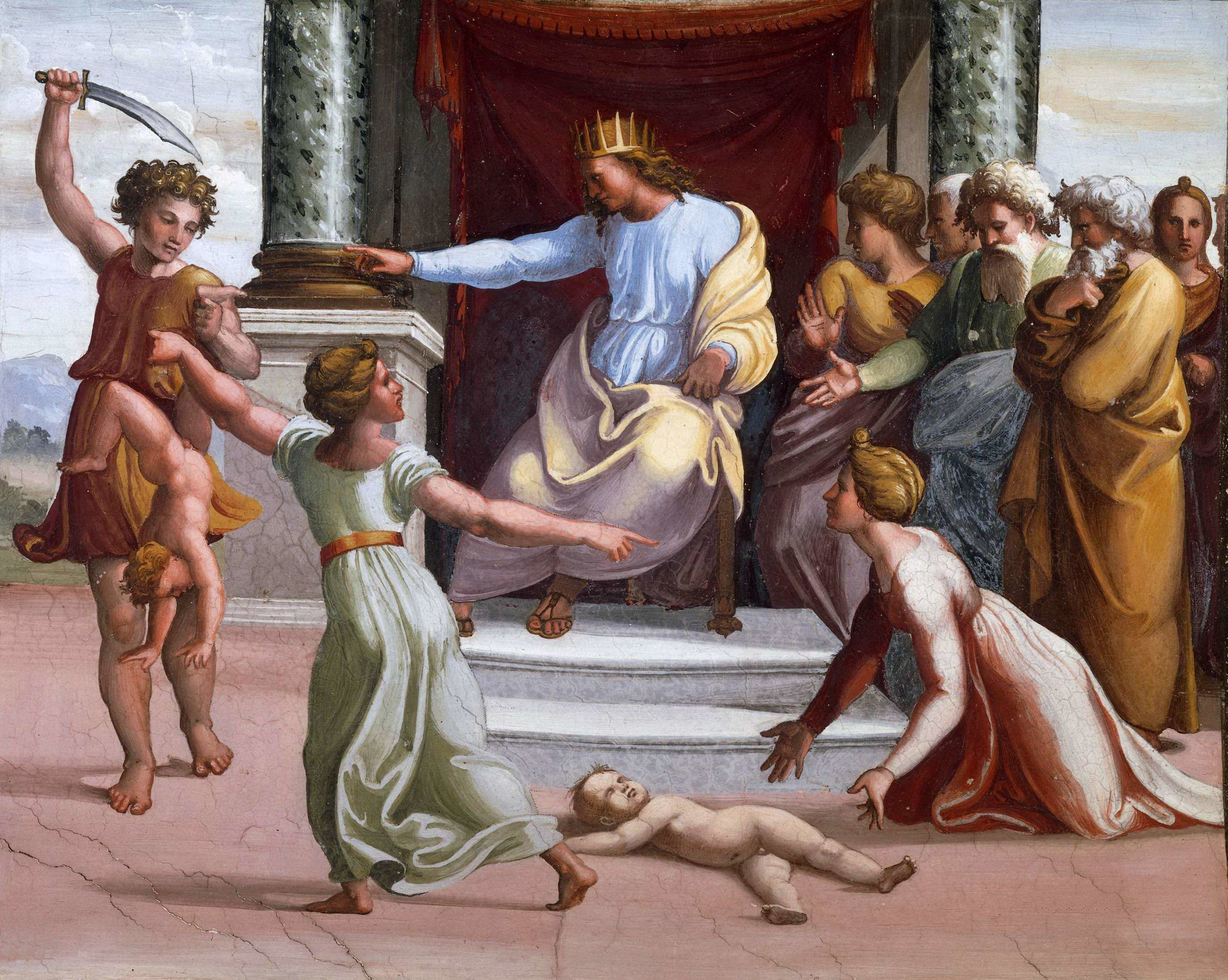
Le Jugement.
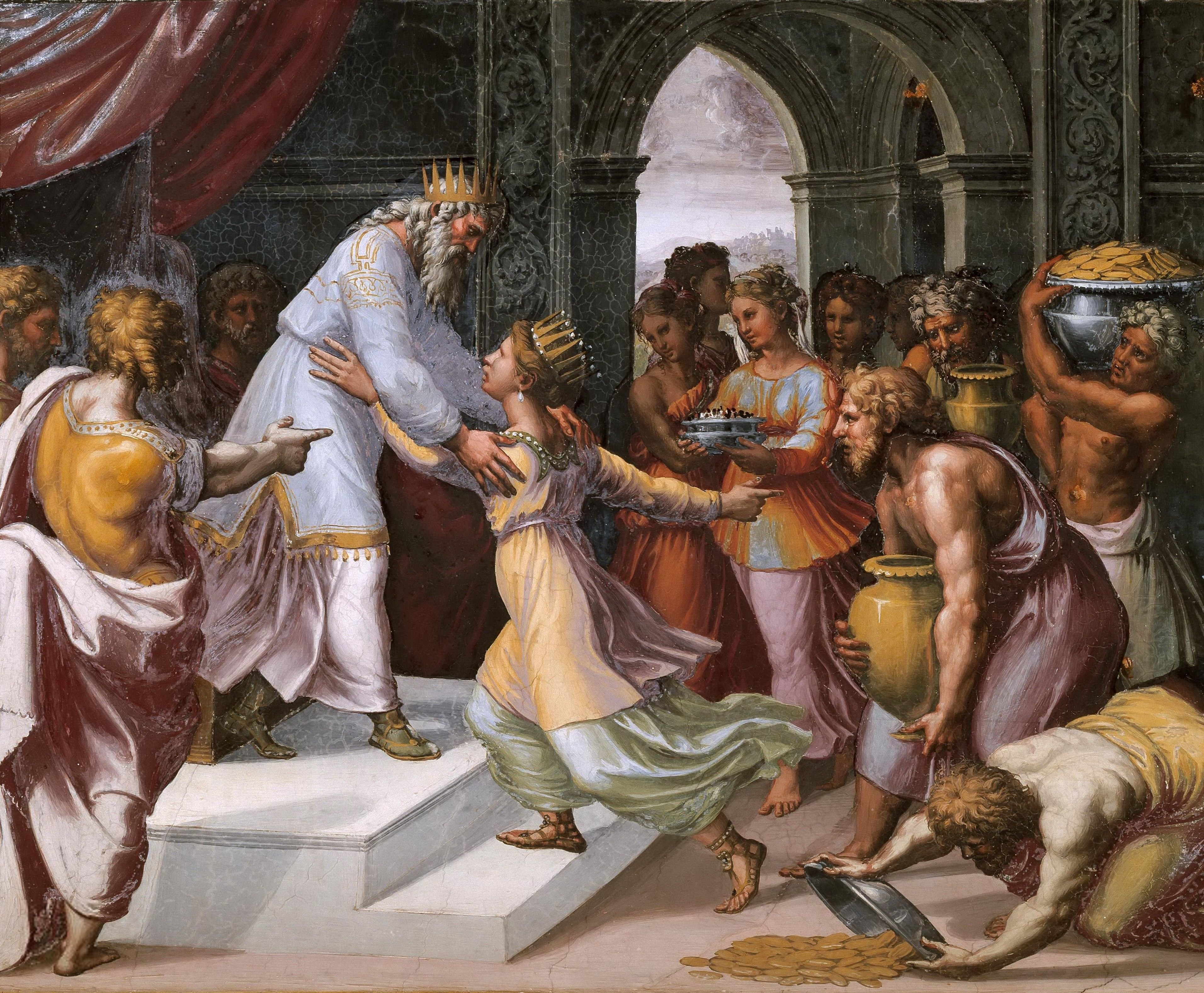
la Rencontre avec la reine de Saba.
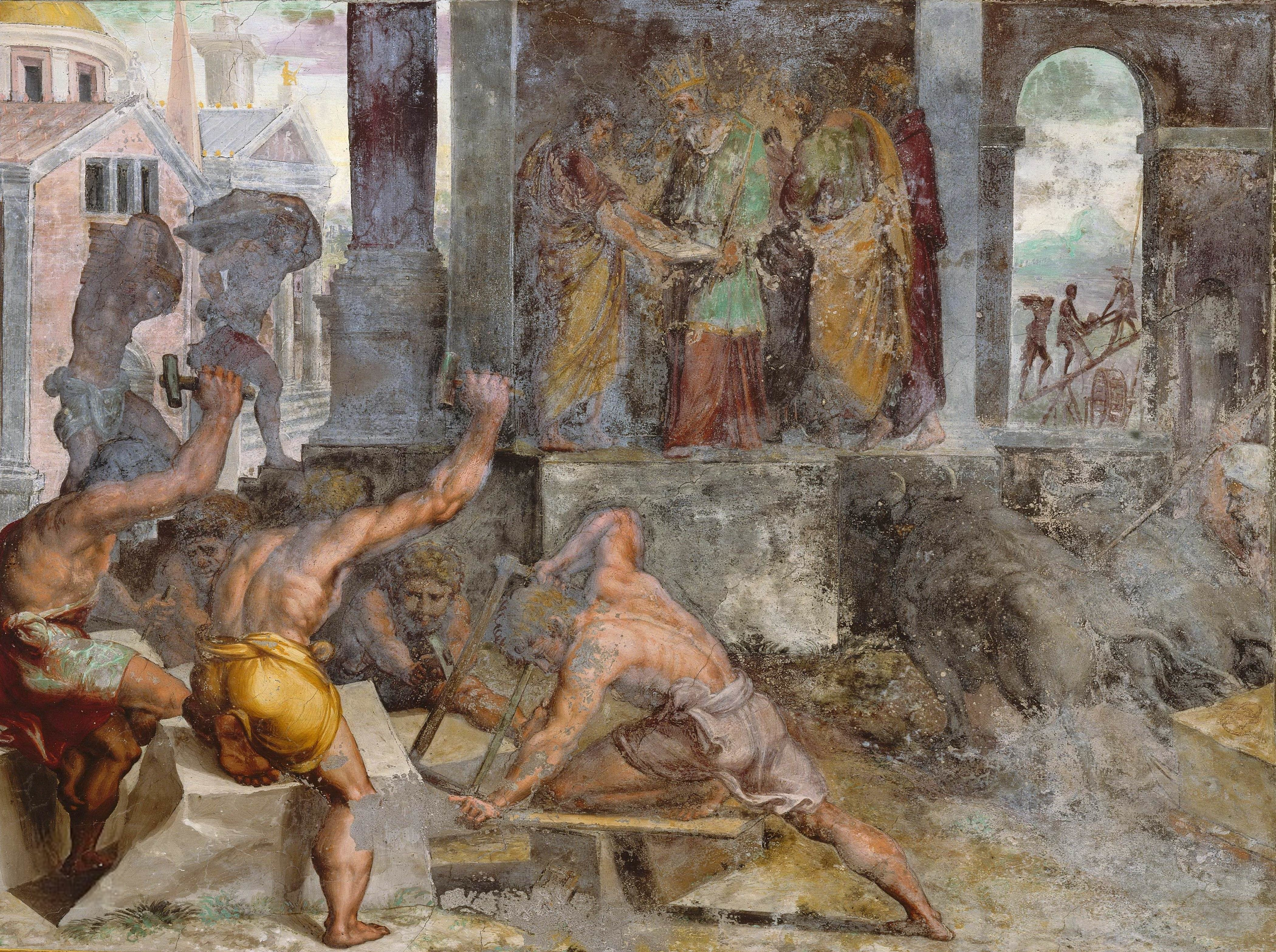
La Construction du temple de Jérusalem.

#### Treizième voûte

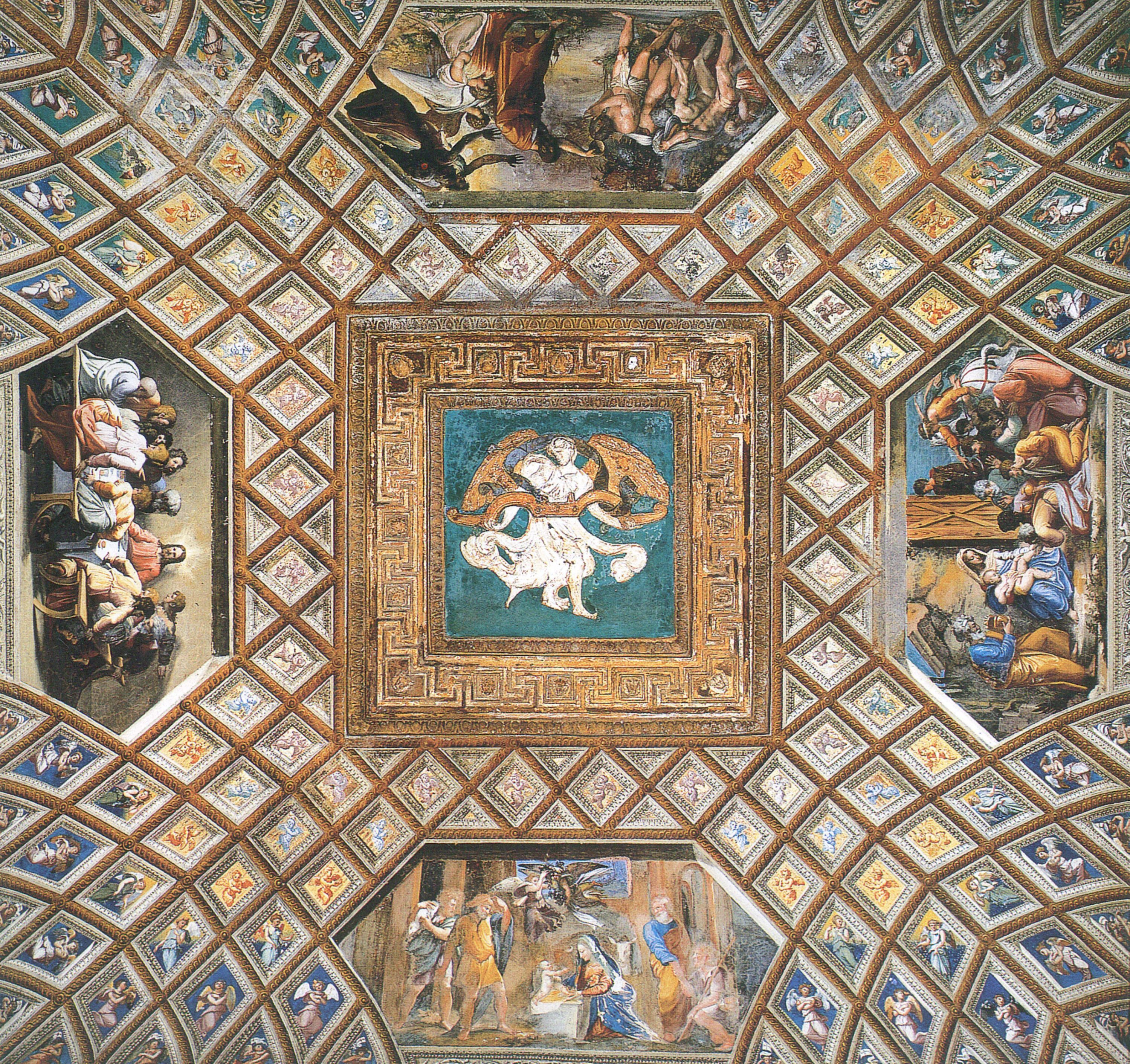
Treizième voûte.

La treizième et dernière voûte contient les Histoires du Christ, toutes liées par Vasari à Perin del Vaga, attribution acceptée par la plupart des savants ultérieurs. Filippino a plutôt mentionné le nom de Thomas Vincidor, sur la base de comparaisons entre la Nativité et la tapisserie de la deuxième série du Vatican sur le même sujet. Les quatre scènes du Nouveau Testament représentées sont : La Nativité, L'Adoration des mages, Le Baptême du Christ et La Cène, toutes de forme hexagonale.
Dans le monochrome, qui conclut tout le cycle de la loggia, figure la Résurrection.

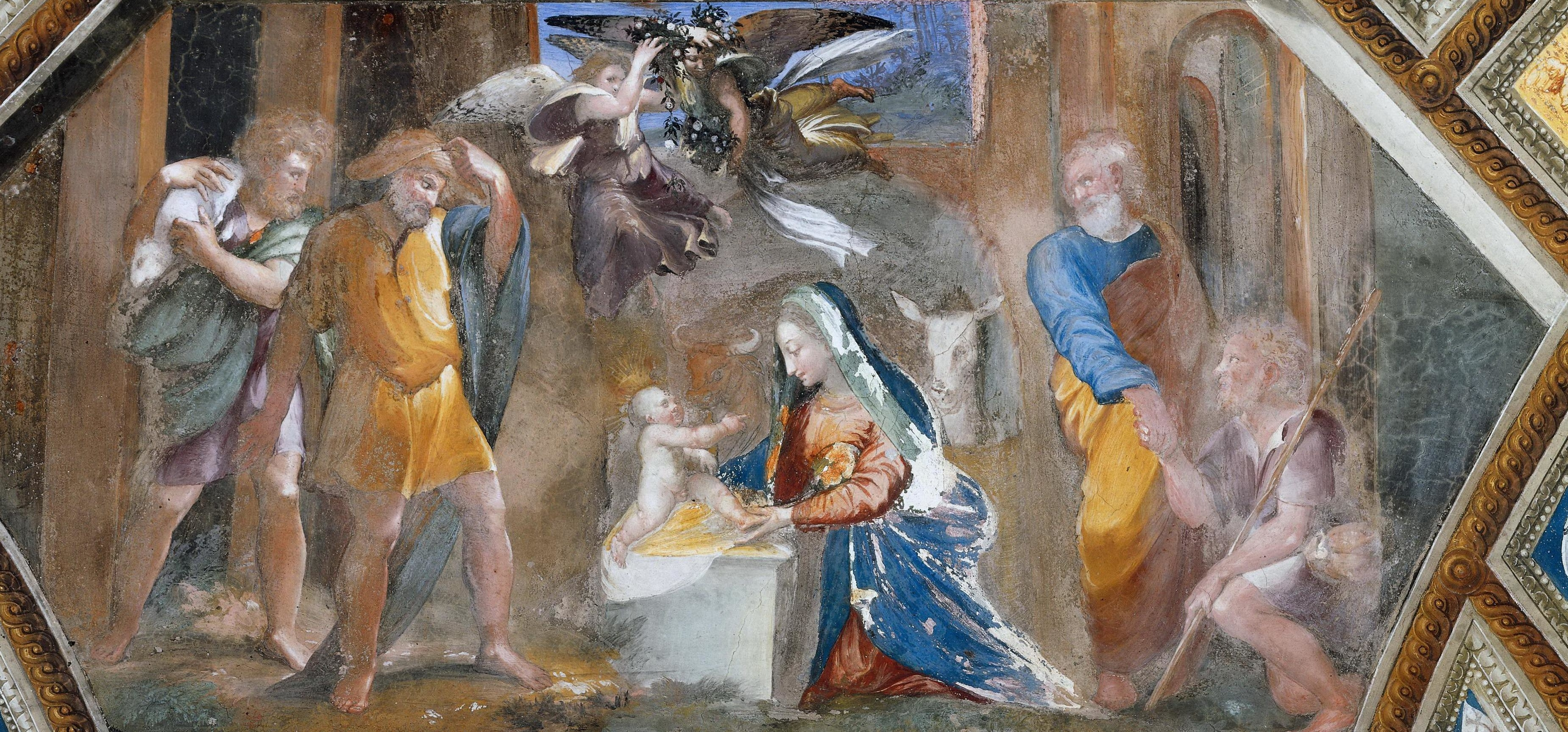
Nativité.
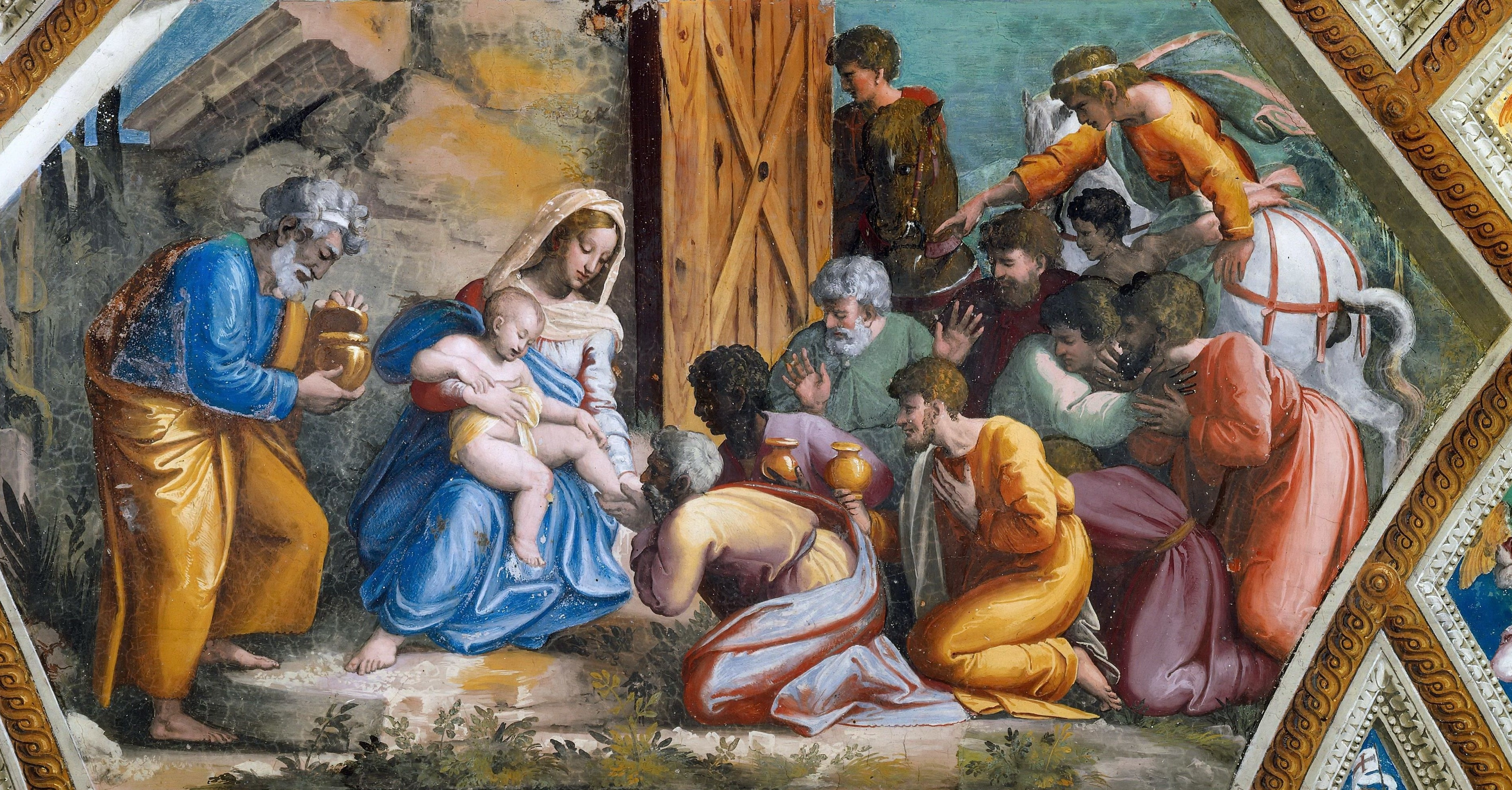
Adoration des mages.

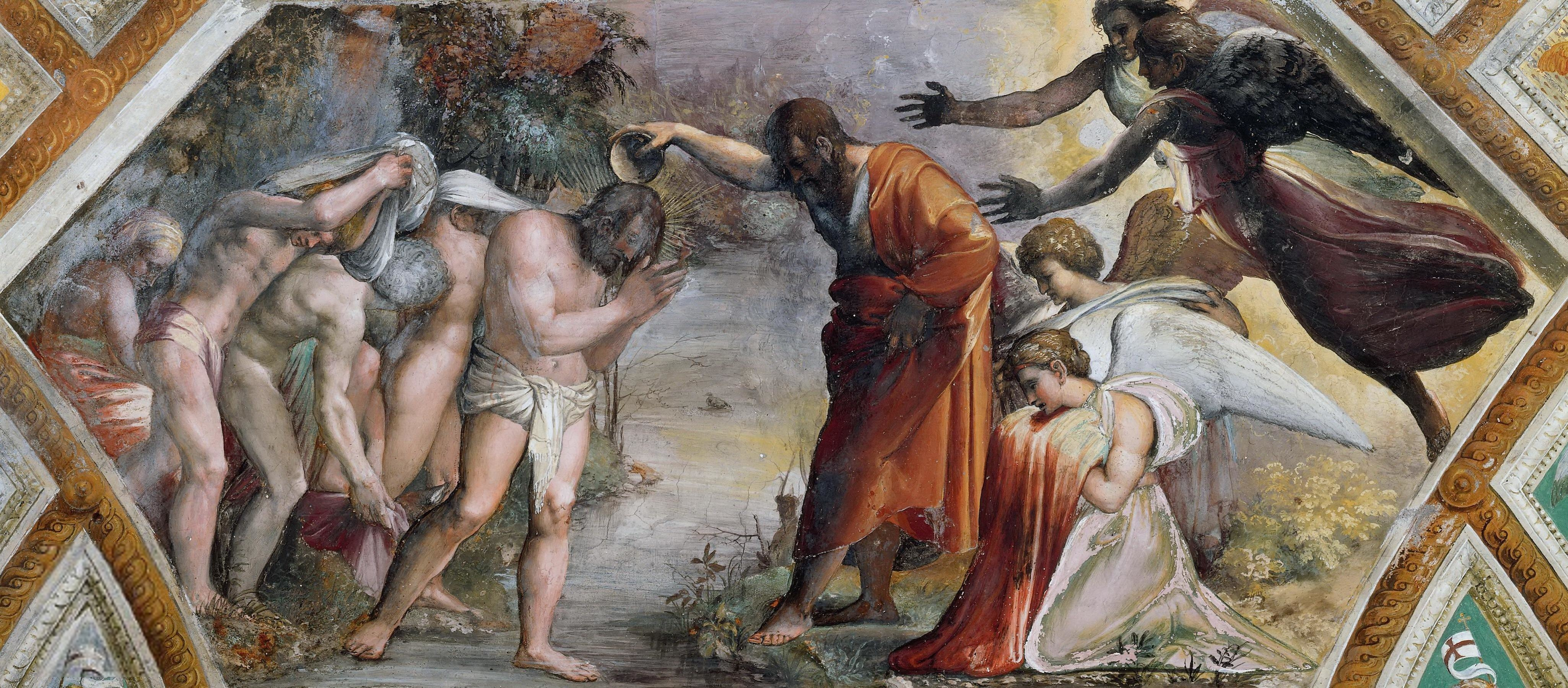
Baptême.
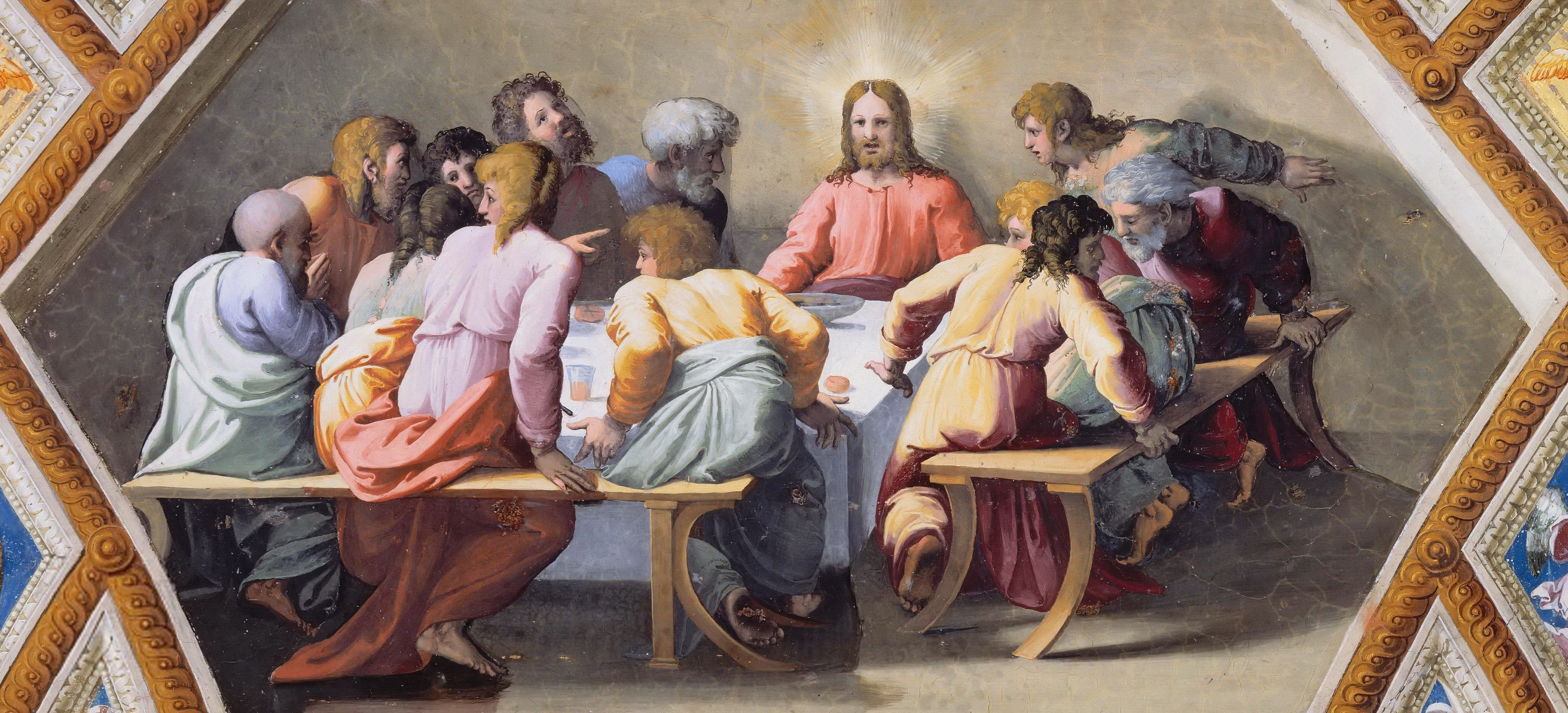
Dernière Cène.